# Jeune Pologne
 (mars 2022).
Jeune Pologne (en polonais : Młoda Polska), ou modernisme, est un ensemble de mouvements culturels et artistiques polonais qui émergent durant la dernière décennie du XIXe siècle et durent jusqu'à la fin de la Première Guerre mondiale, mouvement moderniste né de l'opposition à l'académisme, au naturalisme et au réalisme. Les tendances novatrices dans la peinture imprègnent la littérature. La révolution moderniste est avant tout une rupture avec l'utilitarisme et l'imitation de la réalité et une rébellion contre le rationalisme positiviste.
Le principal centre de l'avant-garde moderniste polonaise est la ville de Cracovie.

## Philosophie et vision du monde des modernistes
La Jeune Pologne est une période complexe où différentes visions du monde, tendances littéraires et influences culturelles variées se chevauchent et aboutissent à des œuvres syncrétiques. La littérature s'inspire et s'imprègne des autres domaines de l'art, tels que la peinture, la musique et les arts décoratifs. D'une part, le modernisme polonais résume les idées et la poétique développées au cours du XIXe siècle, et d'autre part, il ouvre une perspective sur la modernité du XXe siècle. On distingue deux tendances dominantes : la première, prévalant dans les années 1890-1900, reflète une crise des valeurs et le sentiment d'aliénation de l'homme devant la civilisation moderne. La deuxième, celle du début du XXe siècle, et surtout après 1905, est plus optimiste, ce qui va de pair avec le vitalisme, l'activisme et un sentiment de pouvoir.
Les jeunes artistes polonais sont tout particulièrement marqués par les idées d'Arthur Schopenhauer, de Friedrich Nietzsche et d'Henri Bergson. Les trois philosophes placent l'intuition, l'instinct et l'inconscience au dessus de la raison dans la hiérarchie des pouvoirs cognitifs humains et leurs systèmes philosophiques sont issus de la critique de la civilisation. Ce qui les situe à l'opposé de la pensée philosophique de l'époque précédente, qui voyait dans le développement des sciences, de la technologie et de l'industrie une source d'optimisme pour l'humanité. La foi que grâce au progrès scientifique l'humanité saura enfin résoudre ses problèmes tels que le chômage, la faim, la maladie ou la criminalité s'effondre. L'énorme saut de civilisation qui s'opère en Europe au XIXe siècle engendre la fatigue et la perte des repères. Les théories de Darwin, Taine et Mendel prouvent que l'homme est le résultat de processus physiologiques, biologiques et sociaux. Les pensées, les valeurs, les sentiments religieux et enfin les actions, sont le produit de l'environnement dans lequel vit l'homme, et non de son libre arbitre. Quand la foi fait défaut, le déterminisme pur commence à être perçu comme une sorte de fatalisme pesant sur l'homme.

### Fin du siècle
La fin du siècle qui approche, le sentiment d'une crise des valeurs, le développement du capitalisme et les changements sociaux conduisant à la domination de la classe bourgeoise égoïste, suscitent l'angoisse et le découragement. Ces sentiments d'apathie, d'aversion pour la vie, de pessimisme, d'impuissance et de mélancolie se traduisent dans la littérature par le décadentisme. La décadence est aussi un style de vie de la bohème artistique en rébellion contre la culture bourgeoise identifiée avec une fausse morale et le culte de l'argent.
La désillusion et la croyance au conflit entre les hommes et leur civilisation est à l'origine de la conception de l'art comme valeur suprême. Le slogan moderniste de "l'art pour l'art" exprime la nécessité de libérer la littérature de la pression du service social ou national. En suivant l'exemple des parnassiens français, les premiers à proclamer l'esthétisme et à mettre un accent particulier sur la perfection de la forme, les artistes polonais cherchent à redonner à l'art son rôle de porteur de beauté. Ils défendent également l'indépendance du créateur, le plaçant au-dessus de la société, et surtout au-dessus de la médiocrité bourgeoise.
C'est Stanisław Przybyszewski (1868-1927), écrivain et poète, créant en polonais et en allemand et reconnu à Berlin comme un “génie”, qui marque profondément la vie culturelle à Cracovie et constitue la source d’inspiration du mouvement de la Jeune-Pologne. Objet de scandales et de rumeurs, Przybyszewski est aussi un acteur déterminant dans le développement des échanges culturels entre Norvège et Pologne, grâce à son mariage avec l'écrivaine Dagny Juel et son amitié avec le peintre Edvard Munch. Przybyszewski exalte le pessimisme de Schopenhauer, convaincu de l'absurdité de l'existence humaine dominée par la souffrance, et comme le philosophe, il croit que seul l'art peut l'apaiser. « L’Art est le résultat d’un contact inconscient avec l’Absolu » et par conséquent, l’artiste doit abandonner toute démarche cérébrale pour s’ouvrir à l’Inconscient. Le plus souvent cela signifie le recours aux stimulants puissants comme la drogue ou l'alcool. Przybyszewski fait également sien le culte de l'individu fort de Nietzsche et sa croyance en la changeabilité et la subjectivité de la réalité. Il croit aussi que l'homme est gouverné par la luxure, la pulsion sexuelle. Dans son roman Messe des morts, il écrit « Au commencement était le sexe. Rien en dehors de lui et tout en lui. » L'amour devient un sentiment destructeur et la femme n'est plus seulement l'objet des soupirs des hommes. Elle existe désormais dans sa sensualité troublante incarnée par la femme fatale, fascinante et dangereuse pour les hommes.

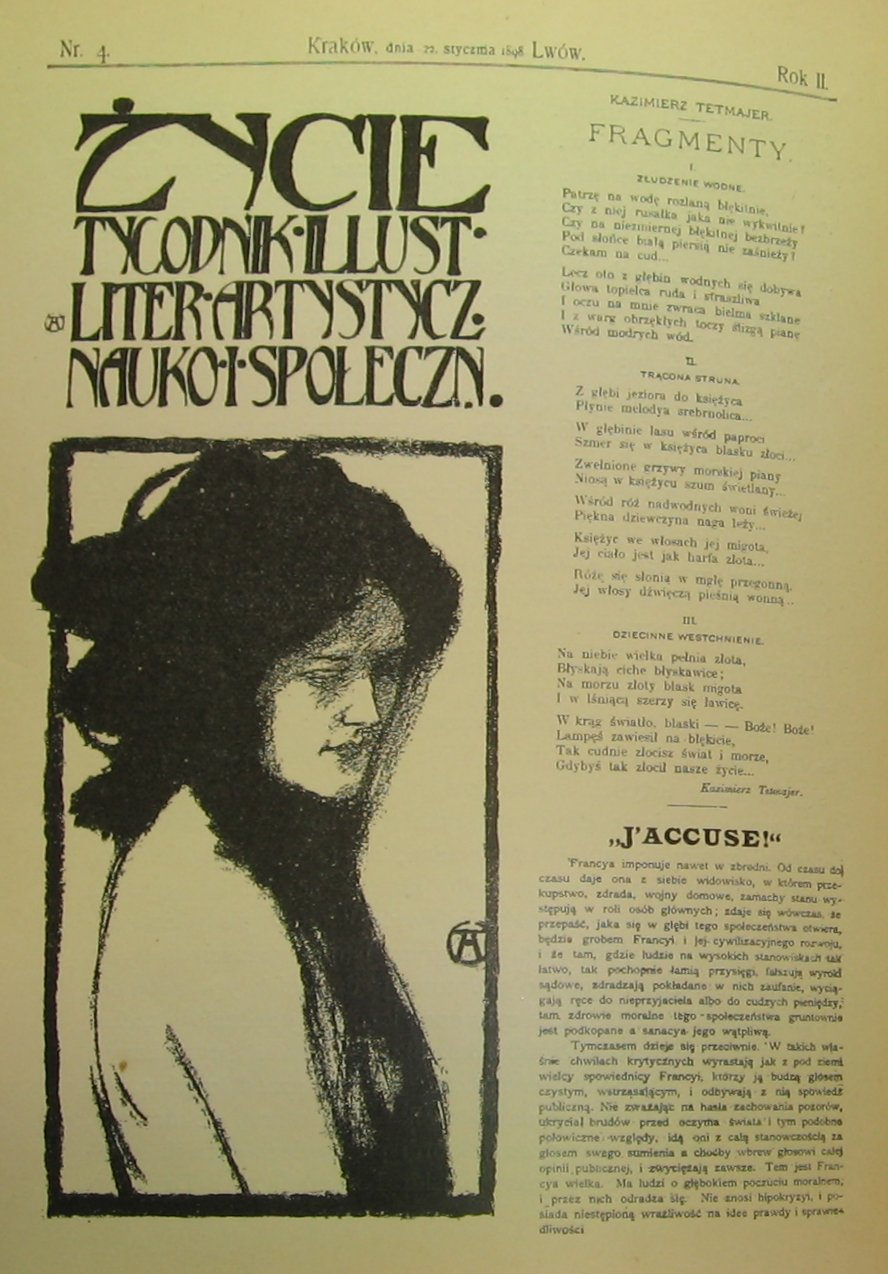
Zycie,1898

Le programme esthétique du mouvement se cristallise vers 1899, avec la publication de Confiteor de Przybyszewski dans une revue de Cracovie, Życie (La Vie). Sous la direction de Przybyszewski, Życie fondée en 1897 par Ludwik Szczepański, devient la tribune des modernistes. Cependant, trop avant-gardiste et provocateur, la revue s'effondre financièrement en 1900.
Les principaux centres de la vie littéraire et artistique du mouvement de la Jeune Pologne sont donc les rédactions des journaux et des cafés, essentiellement à Cracovie puis à Lwów, que Tadeusz Boy-Żeleński appelle "Paris rive gauche". C'est également à cette époque que Zakopane devient le lieu de villégiature à la mode de l'intelligentsia de Cracovie.

### XXesiècle
Le nouveau siècle voit des tentatives de surmonter le pessimisme. En 1898, le critique littéraire Artur Górski (1870-1959) publie dans la même revue Życie le manifeste de la Jeune Pologne : « Nous exigeons que notre art soit polonais, si nous perdons notre patrimoine nous perdons en même temps la force, les valeurs et la raison d’être. L’art doit être jeune et garder l’ardeur de la jeunesse ». Il s'agit donc à la fois de perpétuer les traditions et les thèmes nationaux et de s'ouvrir aux courants artistiques européens du moment.
Si en Europe, le néoromantisme renoue avec les postulats de la liberté individuelle et notamment avec la nécessité de se libérer des diktats de la raison pour avoir le droit d'être guidé par les sentiments, en Pologne, en raison de l'occupation du pays par les puissances étrangères, le romantisme est principalement axé sur la liberté nationale. Le néoromantisme polonais reprend les idées irrédentistes, continue à glorifier les sentiments et les émotions en reconnaissant leur primauté sur la raison, fait l'éloge de l'individualisme, prêche le culte d'un individu d'exception aliéné de la société et prône la rébellion contre les barrières sociales. Le courant revendique la liberté pour l'art et attribue au poète une place particulière dans la société.
Au tournant du XXe siècle, personne ne soupçonne que la situation politique changera avec la Première guerre mondiale ni que la Pologne retrouvera son indépendance. Sentant l'affaiblissement de l'esprit national, les artistes recherchent les sources de la polonité dans le folklore des campagnes et des montagnes. Ce phénomène artistique et idéologique, très populaire parmi l'intelligentsia polonaise de Galicie, se traduit par la fascination pour la vie villageoise et les hommes issus du milieu intellectuel épousent des simples paysannes. Ainsi, le mariage du poète Lucjan Rydel (1870-1918) est immortalisé par le drame Noces du peintre et poète Stanislaw Wyspiański (1869-1907) qui en est témoin. Ce mariage entre artiste de la ville et campagnarde est, plus qu'une mode : un début de philosophie et une forme d'espérance. La première de la pièce a lieu en 1901 et c'est un triomphe.
Les autres œuvres traduisent aussi le renouveau. En 1900, Stefan Żeromski (1864-1925) publie Hommes sans-foyer (Ludzie bezdomni), un nouveau genre de roman social dans lequel la discussion des idées constitue l'axe central de l'œuvre. L'année 1901 voit également les débuts poétiques de Leopold Staff (1878 -1957).

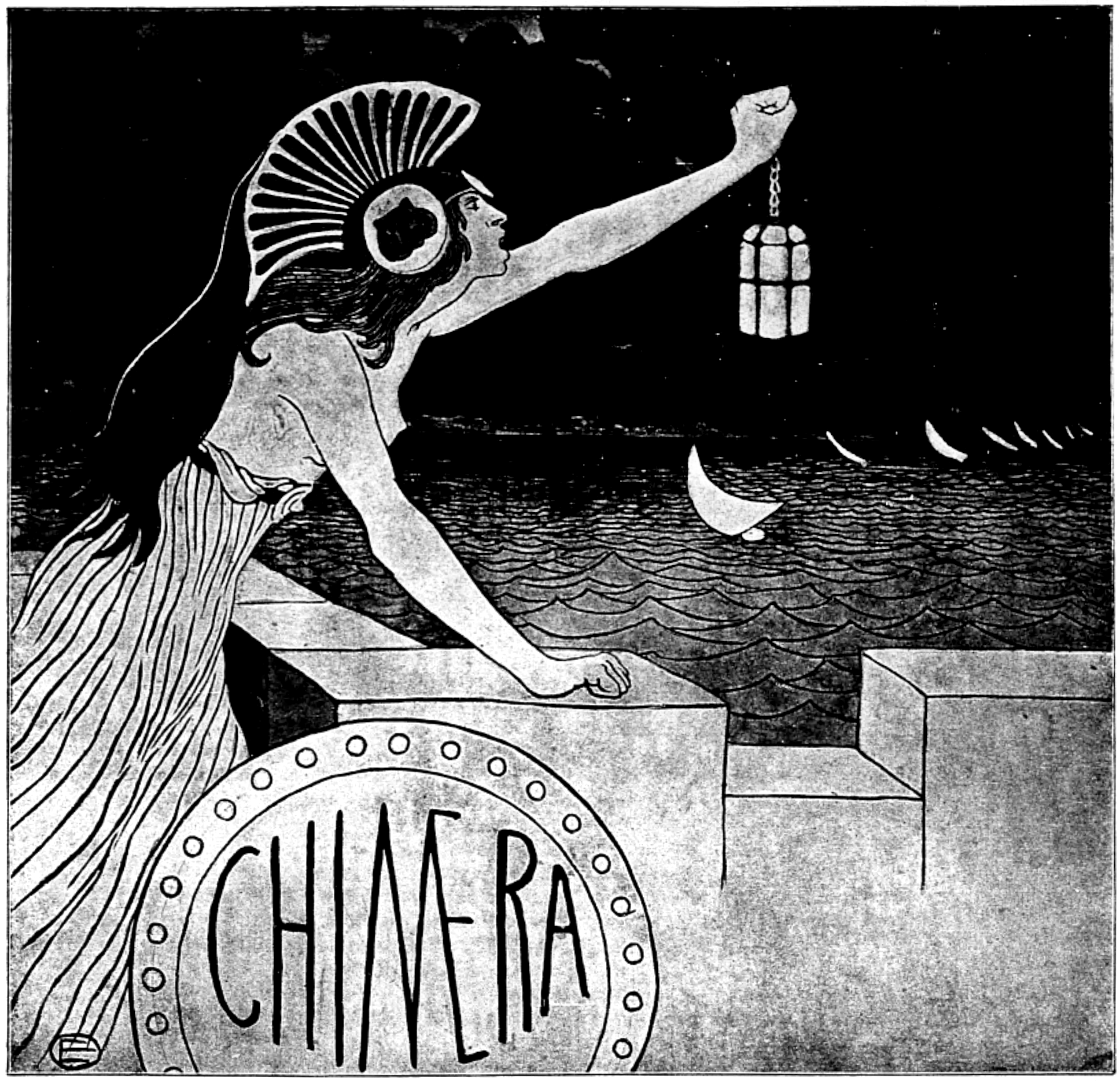
Chimera 1907

La revue Chimera, fondé en 1901 à Varsovie par Zenon Przesmycki, prend relais de Życie. C'est une revue élitiste, imprimée en seulement 500 exemplaires (à titre de comparaison la diffusion du très populaire Hebdomadaire illustré (Tygodnik Ilustrowany) atteint 25 000 exemplaires). La seule préoccupation de Przesmycki est la qualité artistiques des œuvres qu'il choisit de publier. La notoriété des auteurs n'a pas d'importance. Przesmycki publie Wacław Berent, Antoni Lange, Bolesław Leśmian, Zofia Nałkowska, Jan Lemański, Feliks Jasieński, Jan Kasprowicz, Stefan Żeromski, Władysław Reymont, Stanisław Przybyszewski, Leopold Staff, Stanisław Wyspiański, Maria Komornicka, Stanisław Korab-Brzozowski, Tadeusz Miciński, Stanisław Wyrzykowski. La forme graphique de la revue est également extrêmement sophistiquée. Przesmycki s'entoure des plus éminents graphistes polonais dont Józef Mehoffer, Edward Okuń ou Jan Stanisławski, grâce auxquels les graphismes qui correspondent à jusqu'ici, il n'avait que des fonctions d'utilité, il était élevé au rang d'art.
Zenon Przesmycki est adepte de la philosophie «l'art pour l'art» et prend ses distances des modes comme des événements. Cette attitude lui vaut l'accusation d'être enfermé dans une tour d'ivoire. En effet, Chimera même dans la période la plus chaude lors des grèves et des affrontements de rue en 1905, Przesmycki ne déroge pas à ses principes. Mais les événements politiques ont raison de lui et le dernier numéro de Chimera parait en 1907.
Après la liquidation de Chimera, c'est le bihebdomadaire expressionniste Zdrój (Fontaine) qui relève le défi artistique. Il paraît de 1907 à 1917.
Le recouvrement par la Pologne de sa souveraineté nationale en 1918 met fin au mouvement.

## Littérature

### Poésie
Les poètes les plus en vue de la Jeune Pologne sont Kazimierz Przerwa-Tetmajer (1865 -1940), Jan Kasprowicz (1860-1926) et Léopold Staff (1878-1957). Il convient cependant de mentionner également l'oeuvre poétique d'Antoni Lange, Stanisław Wyspiański, Tadeusz Miciński, Jan Lemański, Lucjan Rydel, Kazimiera Zawistowska, Maria Komornicka, Maryla Wolska, Bronisława Ostrowska ou encore Władysław Orkan.

#### Décadentisme
La publication en 1891 du premier recueil de poèmes de Kazimierz Przerwa-Tetmajer (1865 -1940) est retenu comme le début officiel de la Jeune Pologne. Le deuxième recueil du poète, publié en 1894, en constitue le véritable manifeste artistique. Dans ses œuvres poétiques (Fin du siècle XIX, Je ne crois en rien ), Przerwa-Tetmajer, aux yeux de ses contemporains l'incarnation d'un poète moderniste, exprime pessimisme, sentiment d'impuissance, apathie et aversion pour la vie. Le poète nomme ses sentiments d'une façon directe et emploie souvent des mots comme résignation, doute, mensonge. Przerwa-Tetmajer est également l'auteur des poèmes érotiques très audacieux pour l'époque et toujours très prisés.
Le premier recueil de Leopold Staff (1878 -1957) Pluie d'automne (Deszcz jesienny) s'inscrit également dans ce courant. Ses poèmes parlent de la mélancolie et de la tristesse.

#### Symbolisme
La Jeune Pologne développe également une manière de communiquer indirectement ces mêmes sentiments : en symboles et suggestions, où le sens direct d'un poème, descriptif-impressionniste, recoupe un autre, existentiel-symbolique. La poésie symboliste de la Jeune Pologne oppose à la crise une contemplation passive, la beauté et l'art étant censés apporter l'oubli. La série de sonnets de Jan Kasprowicz (1860-1926) intitulée Le buisson de la rose sauvage (1898) est sans doute le plus beau exemple de ce type de poésie.
Tadeusz Miciński (1873-1918), poète, romancier et auteur dramatique est un artiste très controversé à son époque. L’originalité de son œuvre fait de lui l’un des poètes les plus énigmatiques de la littérature polonaise. Il réinvente le langage poétique, rompt avec la régularité des rimes et crée une musicalité nouvelle. Les constructions libres de Miciński mêlent l'authentique et le fantastique, le mythe et le grotesque. Son univers mystique est rempli de symboles et d’images ésotériques qui servent à traduire une vérité du monde : celle de la mort, de l’amour et de l’existence. La foudre, les orages et les comètes deviennent ainsi des signes divins qui témoignent de l’existence des forces créatrices et destructrices du monde. Le poète est une sorte de prophète moderne qui rend compte des symboles inscrits dans cette réalité, de ces symboles qui relient l’humanité au règne du divin. L’homme apparaît comme un être éphémère, perdu au milieu de ces puissances qui commandent l’univers et qui peuvent à tout moment détruire l’humanité.

#### Expressionnisme
La passivité n'est pas la seule réponse à la crise des valeurs. Le désespoir engendre également une rébellion blasphématoire. Les œuvres de Tadeusz Miciński, Stanisław Przybyszewski et Jan Kasprowicz s'en font écho. La révolte contre le créateur a une dimension cosmique et exprime une profonde angoisse et la peur de l'existence.
Ainsi, dans l'hymne Dies irae, Kasprowicz questionne l'origine du mal à travers la figure d'Adam et Eve qui succombent au pouvoir de Satan. A la différence de l'Ancien Testament où l'homme est responsable du péché parce qu'il a fait un mauvais usage de son libre arbitre, Kasprowicz ne croit pas que l'homme peut surmonter son déterminisme. Pour lui, l'avenir de la race humaine est voué à l'échec. Alors il fait peser les péchés de l'homme sur Dieu qui a mis les gens à l'épreuve au-delà de leur force.
Il faut tout de même préciser que l'expressionnisme polonais n'est alors que dans sa phase initiale. Le courant atteindra sa maturité pendant la Première Guerre mondiale avec les artistes associés à la revue de Poznań Zdrój (1917-1922).

#### Nietzschéisme
Le militantisme, le vitalisme et une affirmation de la volonté humaine. C'est le ton du volume de poésie de Léopold Staff (1878-1957) Rêves du pouvoir (Sny o potędze) paru en 1901, qui traduit dans le langage poétique l'héroïsme et le volontarisme de l'homme, qui teste lui-même l'endurance et la dureté de son cœur afin de l'ajuster sur son action. Si dans un premier temps la poésie moderniste met en scène des étangs morts, la fin de l'automne, une beauté malade, la nouvelle poésie de Staff abonde d'images évoquant la vie et la renaissance, comme le soleil, le printemps, les jardins, la moisson, les champs de blé. Leur présence est la meilleure preuve de la dynamique interne de l'époque, qui dans les premières années du XXe siècle subira une métamorphose : du sentiment du vide de l'existence à l'expérience de sa plénitude.

#### Elan vital
La poésie de Bolesław Leśmian (1877- 1937) qui débute à la veille de la Grande guerre, est inspirée par la philosophie d'Henri Bergson et son idée d'élan vital. Le sujet principal de ses poèmes est l'amour maudit, exprimé par sa relation avec la mort, les démons, les forces magiques et Dieu. Cependant, l'essentiel de l'œuvre poétique de Leśmian proche de l'existentialisme et pourtant inclassable, s'attache à l'époque d'entre-deux guerres.

#### Franciscanisme
Marquée par l'intérêt pour la figure de saint François, ce courant représenté par les derniers recueils de Kasprowicz Livre des pauvres (1916) et Mon monde (1926), se caractérise par la réconciliation avec le monde. Le décor réaliste y revient. Le monde est vu à travers les yeux d'un homme simple. Il y a une harmonie complète entre l'homme, la nature et Dieu. La civilisation ne permet pas de l'expérimenter alors qu'un homme simple, préservé de la civilisation, adopte inconsciemment l'attitude franciscaine. Par conséquent, l'acceptation de l'ordre de la nature et la joie dans cette poésie sont associées à l'exaltation de l'homme simple.

### Théâtre
Le modernisme révolutionne non seulement le théâtre en tant que genre littéraire, mais aussi la mise en scène.
À l'époque de la Jeune Pologne, le Théâtre Słowacki de Cracovie, successivement sous la direction de Tadeusz Pawlikowski, Józef Kotarbiński et Ludwik Solski, acquiert une importance particulière. C'est ici qu'ont lieu les premières des auteurs modernistes polonais comme étrangers.
Avec la première représentation de Dziady (Les Aïeux) d'Adam Mickiewicz, le texte fondateur de la littérature polonaise (1821-1832), le Théâtre Słowacki inaugure également la mise en scène du drame romantique polonais. C'est Stanislaw Wyspiański (1869-1907) qui signe cette mise en scène historique de l'œuvre réputée intransposable au théâtre, sur le peuple dépossédé de son autonomie, en lutte permanente pour préserver son identité.

#### Le symbolisme de Stanislaw Wyspiański
Véritable gloire nationale et figure de proue du mouvement Jeune Pologne, Stanisław Wyspiański est à la fois poète, dramaturge et peintre. Cet artiste total débute en tant que dramaturge avec Varsovienne (Warszawianka) qu'il met en scène en novembre 1898 et dont il conçoit lui-même le décor. Il le fera ensuite pour les représentations de toutes ses œuvres. Avec Varsovienne, Wyspianski s'inscrit d'emblée dans une discussion sur le rôle de la mémoire historique dans la conscience des générations contemporaines de Polonais. Le thème de l'insurrection nationale sera présent également dans Libération (Wyzwolenie) et Nuit de novembre (Noc Listopadowa).
Cependant, c'est sans doute sa création contemporaine, Noces (Wesele), inspirée du mariage d’un ami poète et d’une paysanne, qui reste la plus emblématique et lui vaut la réputation de rénovateur du théâtre polonais. Présentée pour la première fois en 1901, la pièce tient autant du drame que de la satire politique tout en empruntant au théâtre populaire de marionnettes. Le déroulement du mariage sert de cadre pour un drame national sur l’impuissance de la Pologne à gagner son indépendance, que l’auteur traduit en mettant en scène l’impossibilité d’une lutte commune des paysans et des intellectuels. Dans un texte à la fois naturaliste et symboliste, mêlant romantisme et classicisme, Wyspiański met en scène des personnages construits sur base des personnes présentes au mariage des Rydel. Cette pièce et l'originalité de sa vision scénique valent à l'artiste non seulement la renommée, mais encore la dignité de barde national et de prophète - comme jadis Adam Mickiewicz, Juliusz Słowacki et Zygmunt Krasinski.
C'est grâce au succès de Noces que Wyspiański se voit confier la mise en scène de Dziady (Les Aïeux) d'Adam Mickiewicz dont la première a lieu le 31 octobre 1901. C'est le premier exemple de mise en scène créative d'un drame romantique dans l'histoire du théâtre polonais. Wyspiański fait lui-même une adaptation théâtrale de l'œuvre, en combinant les trois parties du drame de Mickiewicz en une seule pièce. Il conçoit un cadre unique, élimine les motifs messianiques, et fait ressortir le drame du personnage principal joué par Andrzej Mielewski, l'un des meilleurs acteurs de la jeune génération, précédemment Jasiek dans Noces. Cette représentation est considérée comme la naissance d'une mise en scène moderne.
La fascination de Wyspiański pour Wawel en tant que lieu symbolique, réunissant non seulement l'essence de l'histoire et de la culture polonaises, mais aussi la civilisation européenne, un lieu combinant les traditions bibliques et anciennes, trouve son expression dans  le drame prophétique Akropolis (1904).
À partir de septembre 1905, son état de santé se détériore rapidement. L'artiste travaille encore sur des pièces : Sędziowie (Juges) (1907), Le retour d'Ulysse (Powrót Odysa) (1907) Zygmunt August (1907) mais la maladie l'emporte en 1907 sans qu'il puisse les voir jouer.

#### Le naturalisme de Gabriela Zapolska
Gabriela Zapolska (1857-1921) est connue aujourd'hui principalement en tant que dramaturge, mais elle est également comédienne. Elle n'a pas fait carrière, mais elle a acquis une certaine expérience artistique. Ecrivaine extrêmement prolifique, auteur de nouvelles, de romans sociaux et psychologiques, de mélodrames et de textes journalistiques, elle s'immortalise avec ses drames :  Eux quatre. La tragédie des gens stupides (Ich czworo. Tragedia ludzi głupich) (1893), Żabusia (Petite grenouille) (1897), Małka Szwarcenkopf (1897), Jojne Firułkes (1898), La moralité de Mme Dulska (Moralność pani Dulskiej) 1906), Madmoiselle Maliczewska (1910).
Son naturalisme a un ton journalistique et didactique clair. Elle montre la vie dans des manifestations brutales et drastiques, défend les plus faibles et les plus pauvres. Les héros de ses œuvres sont des servantes, des femmes aux manières légères, des prolétaires juifs. Elle n'hésite pas à aborder des sujets aussi sensibles que la prostitution et les maladies vénériennes. Ses quelques incursions vers la poétique moderniste ne lui réussissent pas, mais elle partage avec les écrivains de Jeune Pologne une haine pour les bourgeois. Ses meilleures œuvres dépeignent le milieu des «terribles citadins». Dans son drame le plus célèbre, La Moralité de Mme Dulska, elle met en scène des personnages tous délicieusement détestables : une matrone bourgeoise hypocrite, un mari soumis, un fils débauché, une femme de chambre maltraitée, une cousine «femme libérée» et des jeunes filles dociles mais d'une curiosité malsaine pour les perversités et les péchés de la famille

#### L'expressionnisme de Tadeusz Miciński
Le théâtre de Tadeusz Miciński est une tribune de ses idées dans le pur style expressionniste. C'est également une œuvre de moraliste. Le problème du Bien et du Mal, envisagé d'une façon presque mystique. Le Bien ne triomphe jamais qu'à l'issue d'une lutte terrible qui anéantit les héros car la puissance du Mal est redoutable et elle s'exprime dans les deux grand moteurs des actions humaines : l'instinct sexuel et la volonté de puissance.
Ses pièces ne comportent pas d'action. Ce sont des suites de scènes reliées entre elles par une idée unique. Ses héros sont irréels, leurs traits marquants étant amplifiés jusqu'à leur donner une dimension surhumaine.
Miciński est favorable au théâtre synthétique. Il utilise des raccourcis dans la scénographie, où il construit des plates-formes calquées sur les conceptions de l'espace théâtral d'Adolphe Appia. Il est attentif à la lumière, la couleur, le geste et le mouvement symbolique et expressif de l'acteur.
Comme tant d'autres auteurs polonais, il assigne à la Pologne un rôle missionnaire dans la civilisation moderne, mais il est le seul à voir son salut dans l'union étroite avec les autres peuples slaves.
Les œuvres dramatiques de Miciński n'ont pas été comprises du vivant de l'auteur. Son originalité et son innovation sont découvertes plus tard. En 1925, Leon Schiller met en scène son Prince Patiomkin dans le décor d'Andrzej et Zbigniew Pronaszek, avec la musique de Karol Szymanowski.

### Romans
Les tendances dominantes dans la prose de la Jeune Pologne sont le naturalisme et le réalisme. Cependant, la convention réaliste emprunte désormais ses moyens stylistiques à la poésie et s'enrichit des éléments symbolistes, impressionnistes et expressionnistes. Ce syncrétisme stylistique est visible par exemple dans la psychologisation du paysage. Le transfert des états mentaux du personnage vers la nature décrite souvent d'une façon impressionniste permet de montrer les sentiments de manière poétique et métaphorique. Le narrateur omniscient cède la place à une narration personnelle, subjective ou polyphonique. La composition des romans et des nouvelles de cette période, souvent ouverte, et se libère doucement des règles de la continuité. Les romans dela Jeune Pologne abordent un large éventail de sujets (questions sociales, politiques, existentielles, morales, philosophiques).
Ce sont deux auteurs, le prix Nobel de littérature Władysław Reymont (1867-1925) et Stefan Żeromski (1864-1925) que ses compatriotes surnomment "la conscience de la nation", qui dominent le genre romanesque de cette période. Les romans les plus remarquables sont alors Hommes sans foyers de Stefan Żeromski et Paysans de Władysław Reymont.
D'autres écrivains notables sont Wacław Berent, Andrzej Strug, Wacław Sieroszewski et Gustaw Daniłowski.

## Arts visuels
Cette période est un conglomérat de tendances : impressionnisme, intuitionnisme, synthétisme, sécession, symbolisme, expressionnisme.
Le courant dominant est l'Art nouveau, en polonais Secesja (Sécession). Ce nom est emprunté au groupe des artistes viennois réunis autour Otto Wagner, Gustav Klimt et Gustav Mahler qui refusent le conformisme et l'historicisme de l'art. Le style Secesja devient en Pologne un style national, et ses représentants les plus éminents sont Stanisław Wyspiański (1869 -1907) et Józef Mehoffer (1869-1946).
La communauté artistique de Cracovie joue un rôle moteur grâce à son Ecole des Beaux-Arts reformée en 1895 par son recteur Julian Fałat (1853-1929).
En 1897, une société d’artistes polonais, Sztuka (Art), réunit la communauté de l’Académie autour de son programme artistique, et compte comme membres Théodor Axentowicz (1859-1938), Józef Chełmoński (1949-1914), Julian Fałat, Jacek Malczewski (1854-1929), Józef Mehoffer (1869-1946), Jan Stanisławski (1860-1907), Włodzimierz Tetmajer (1861 -1923), Leon Wyczółkowski (1852 -1936) et Stanisław Wyspiański. Elle proclame l'indépendance de l'art polonais et refuse d'exposer dorénavant dans d'autres pays dans le cadre des sections russe, autrichienne ou allemande.
Les thèmes patriotiques de libération nationale sont particulièrement présents dans les œuvres de Jacek Malczewski (1854-1929) et Stanisław Wyspiański. Les deux artistes sont les principaux disciples de Jan Matejko et sa peinture historiosophique engagée mais dans un style résolument moderniste.
En 1904 est créée l'École des Beaux-Arts de Varsovie.

### Peinture

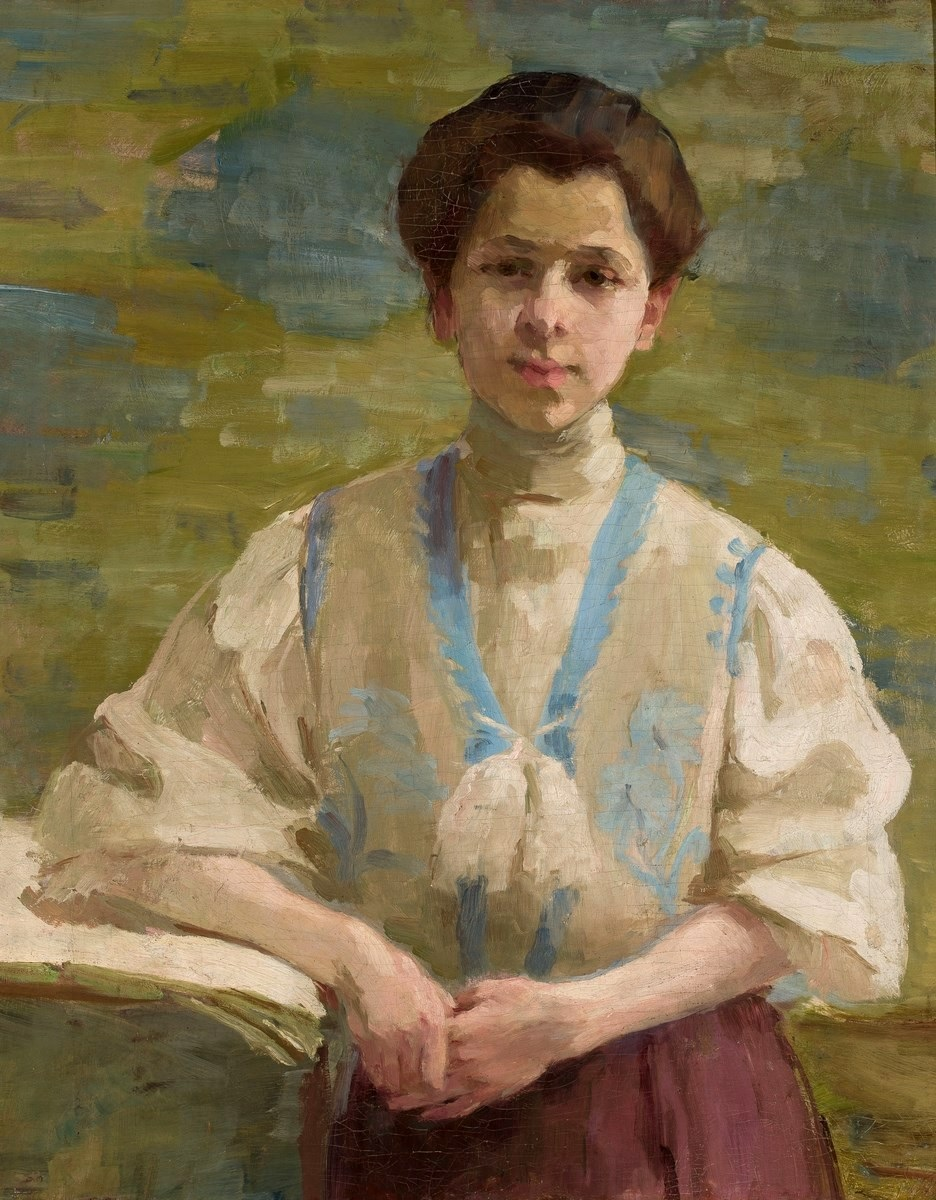
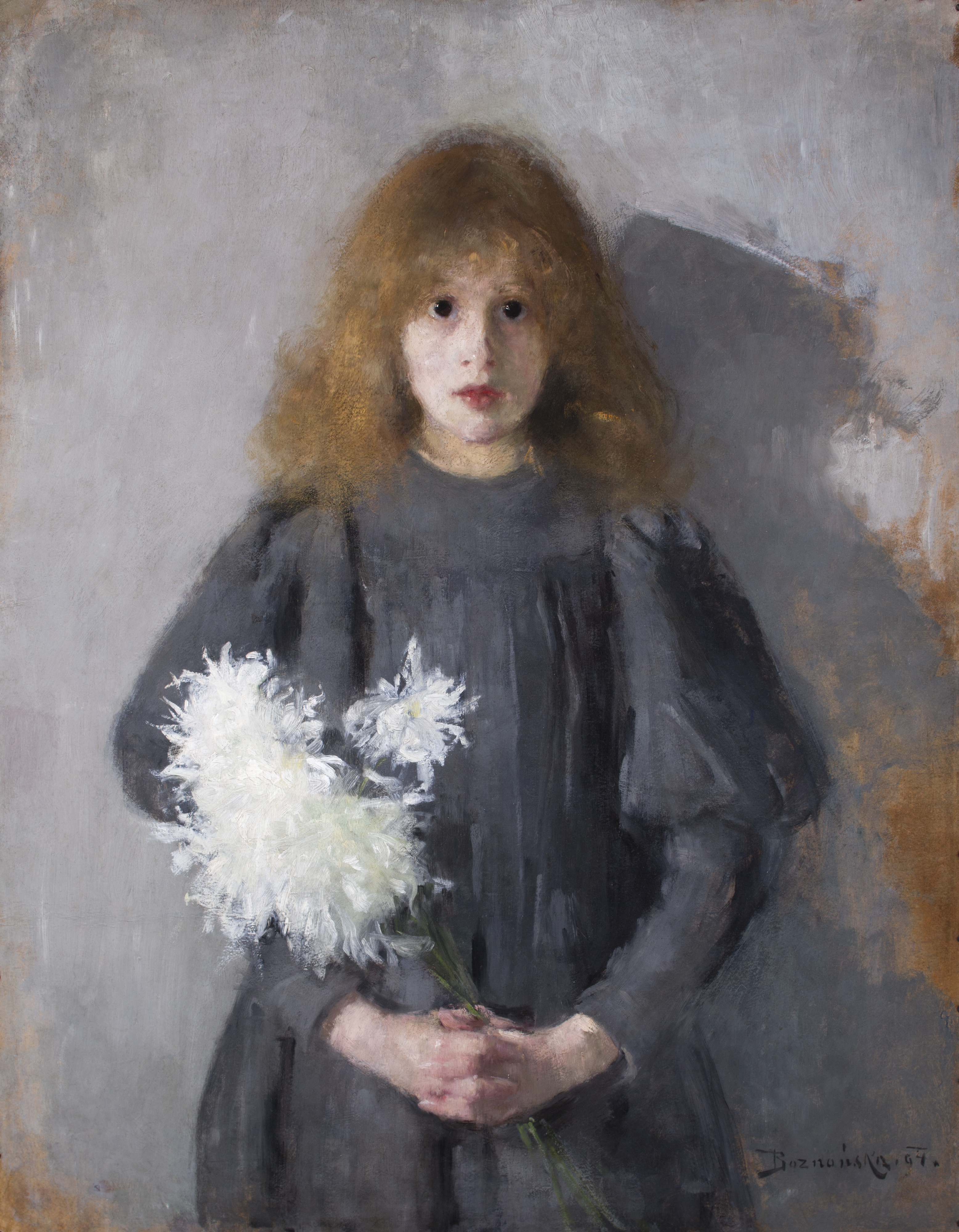
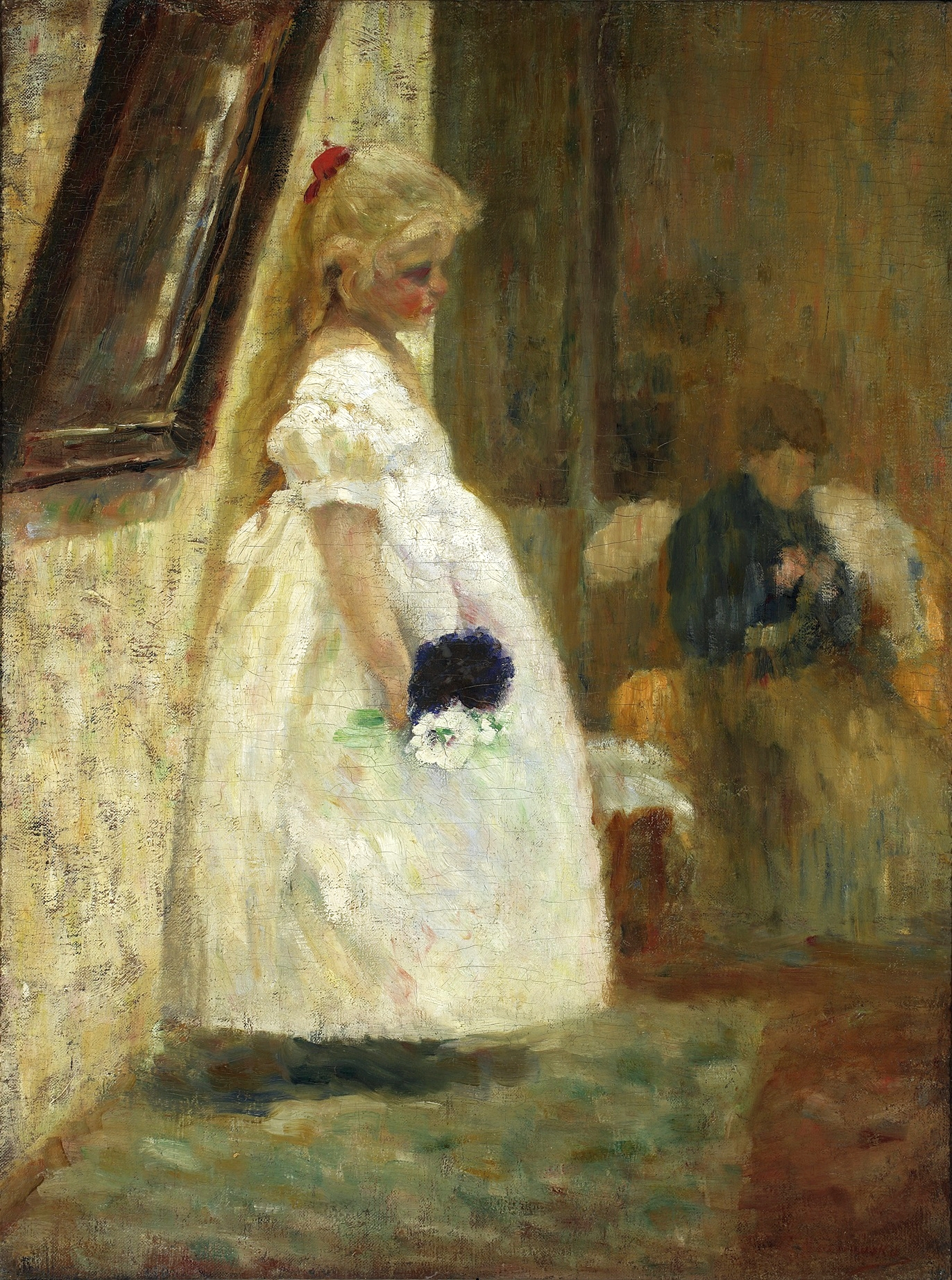
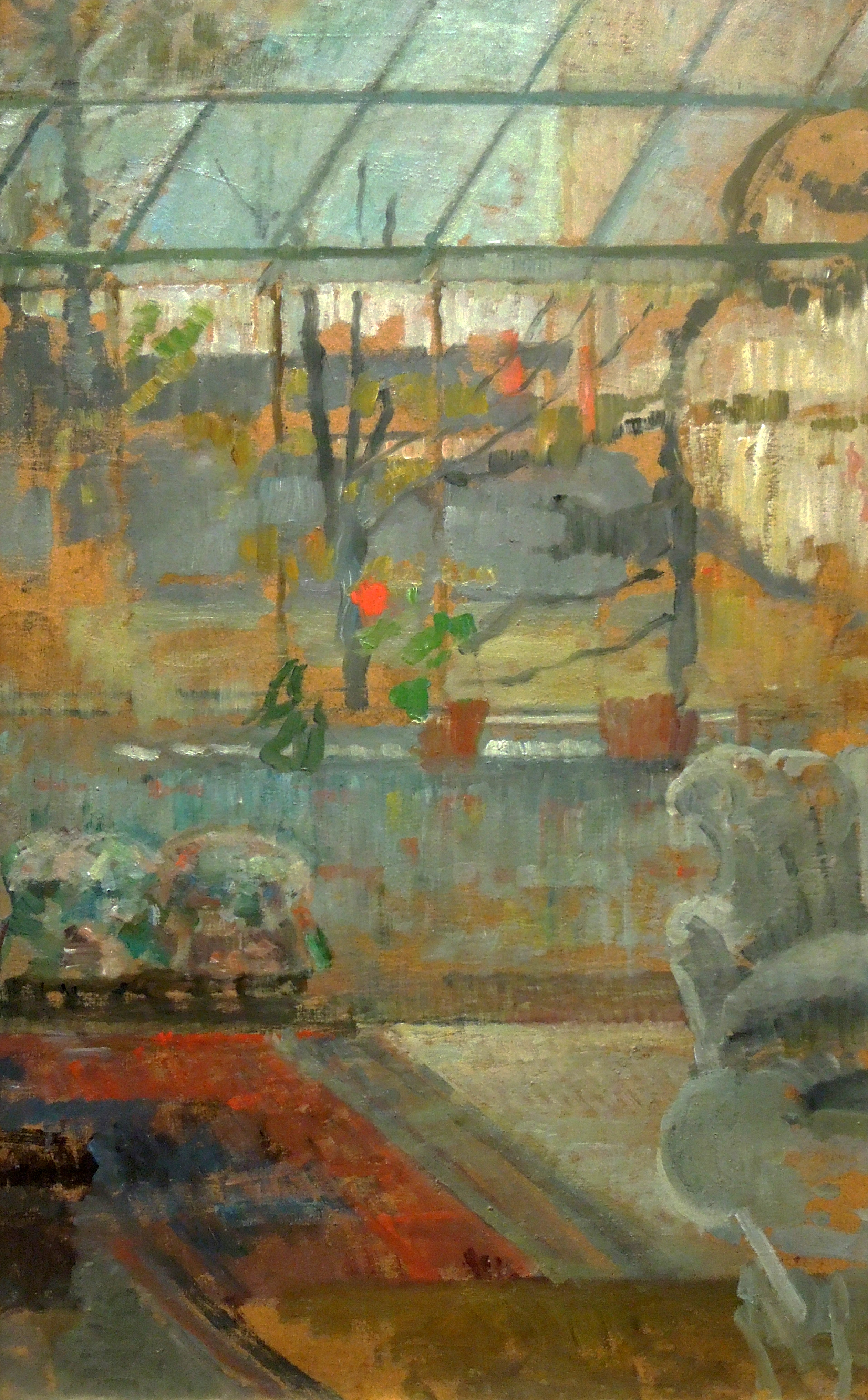
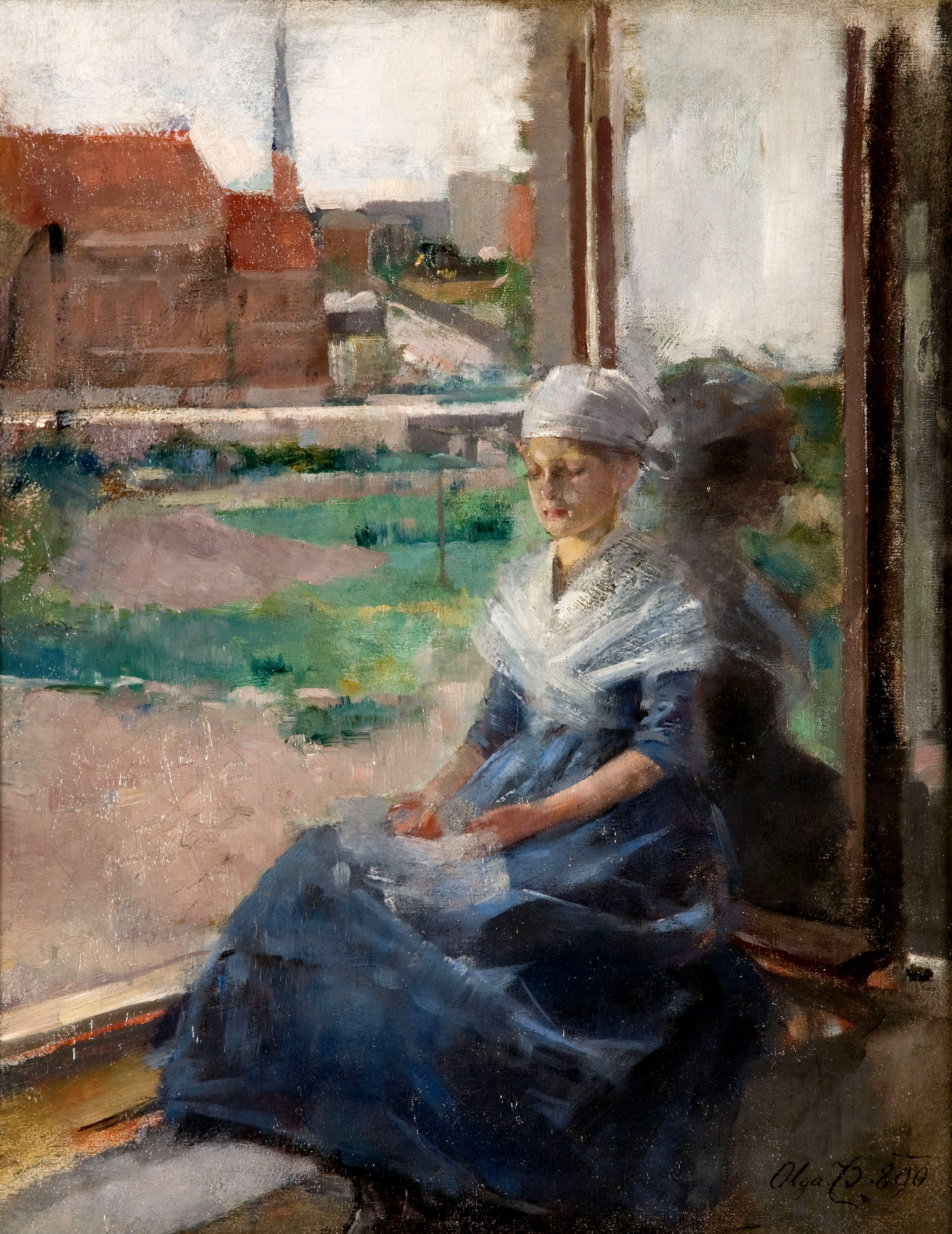
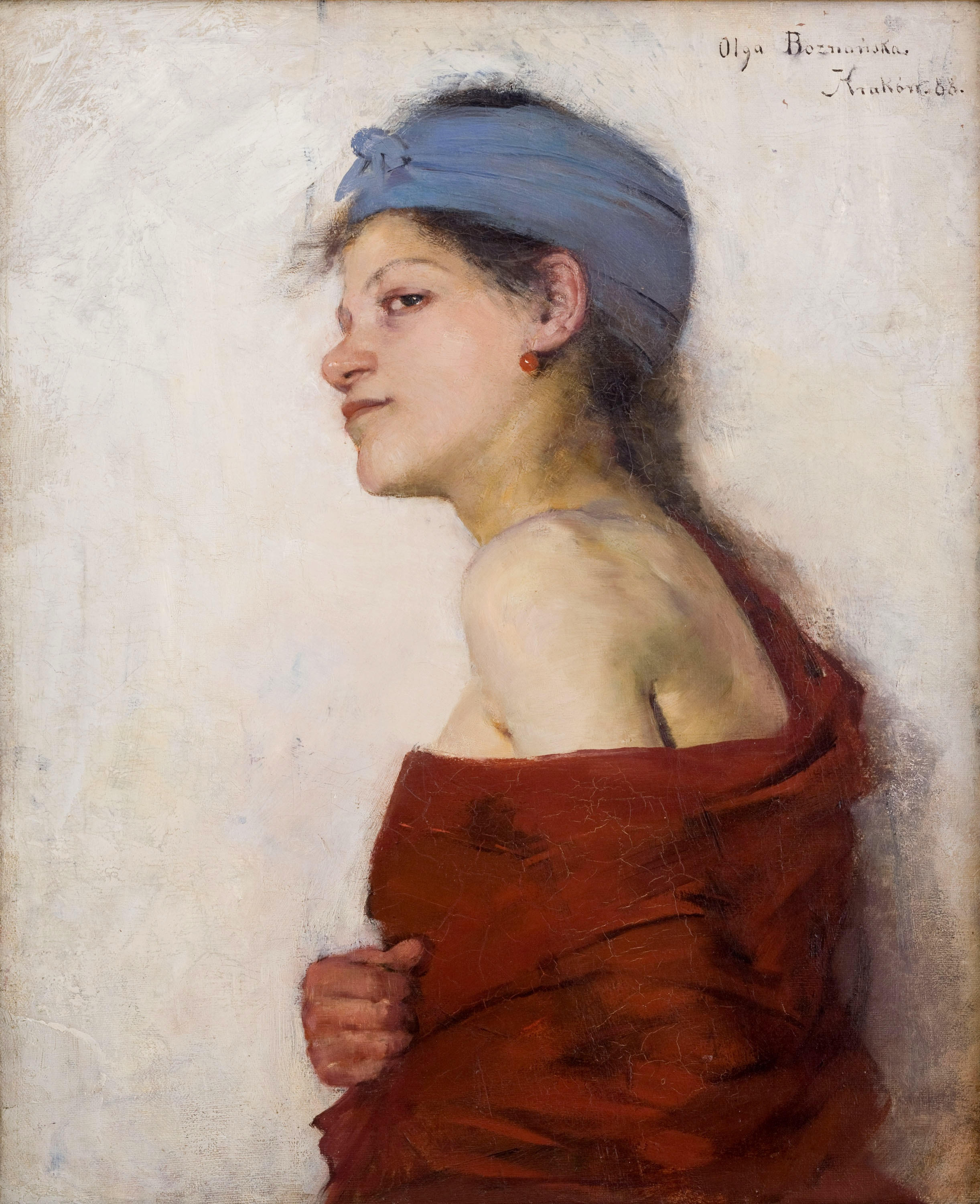
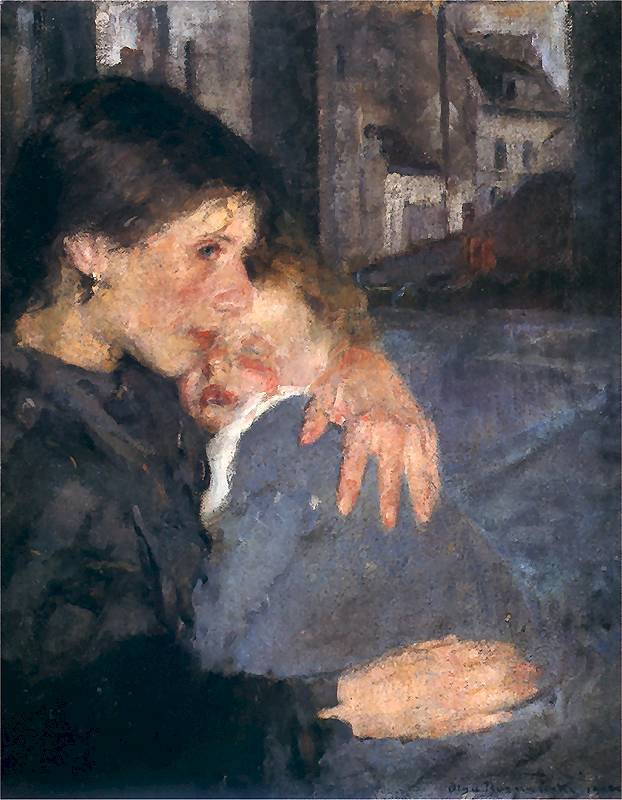

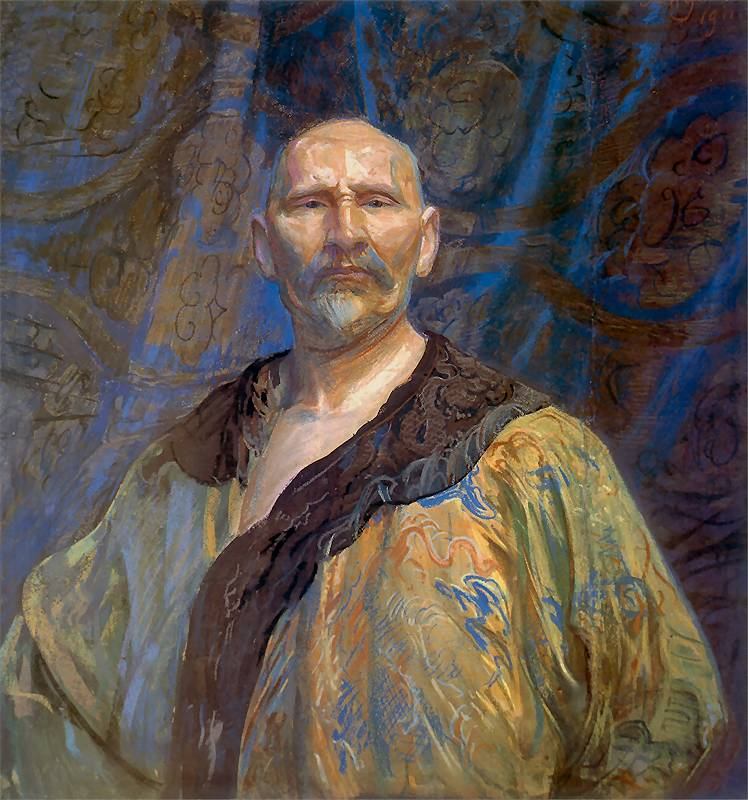
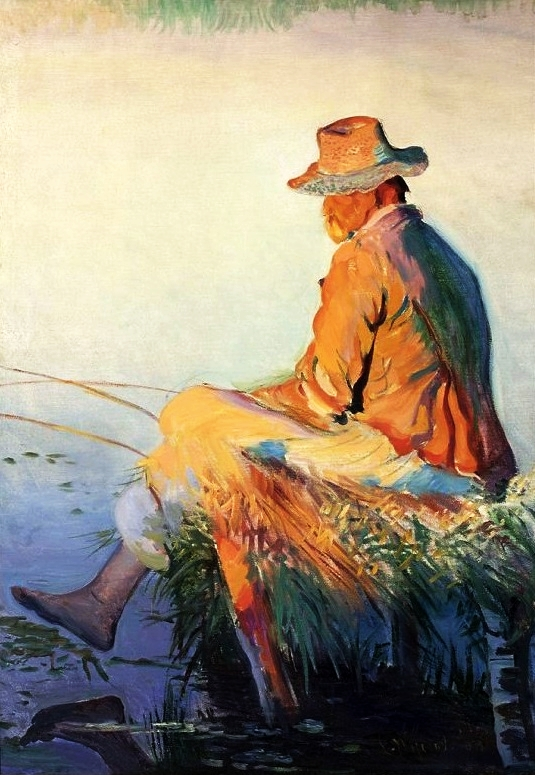
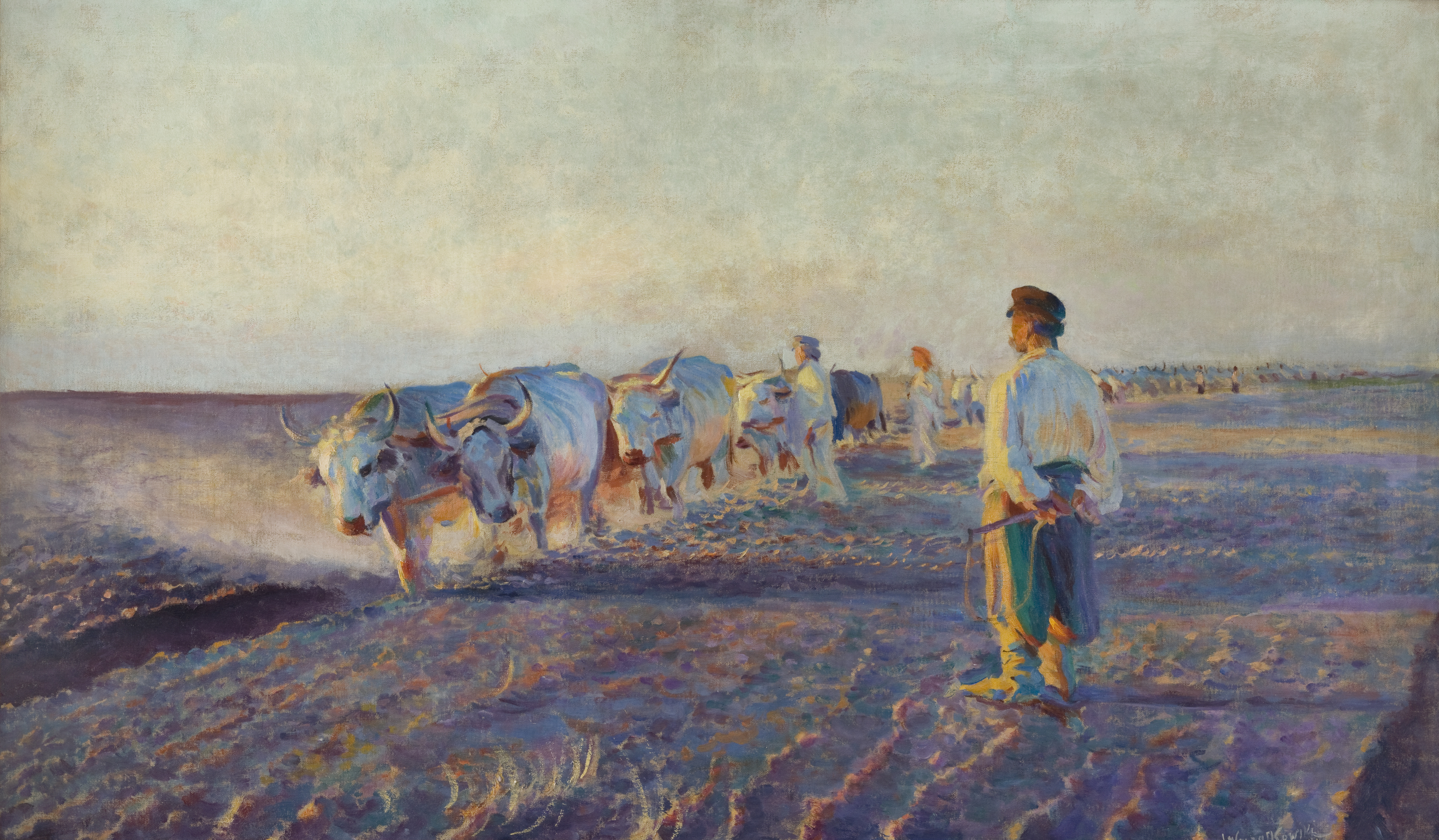
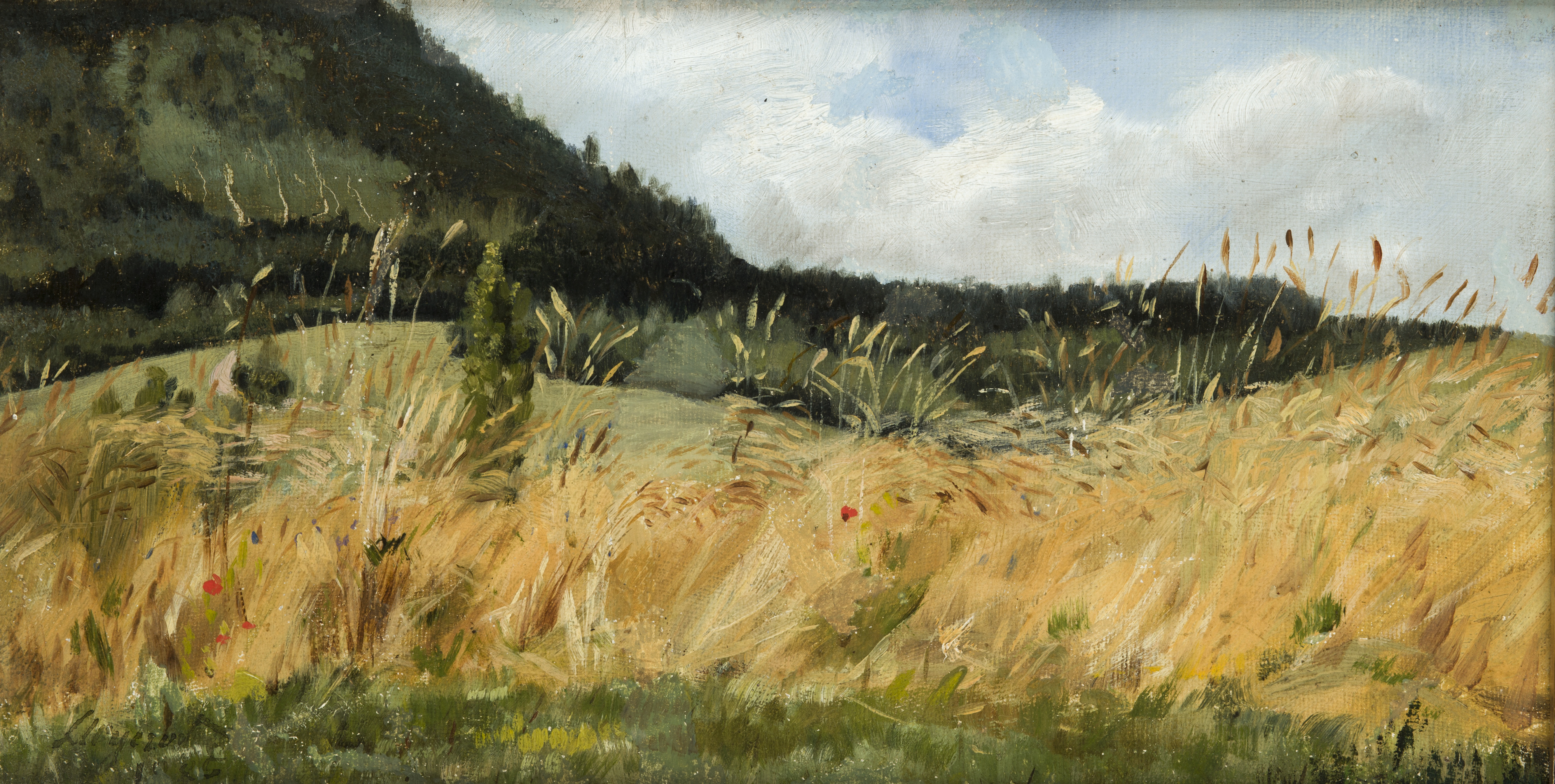
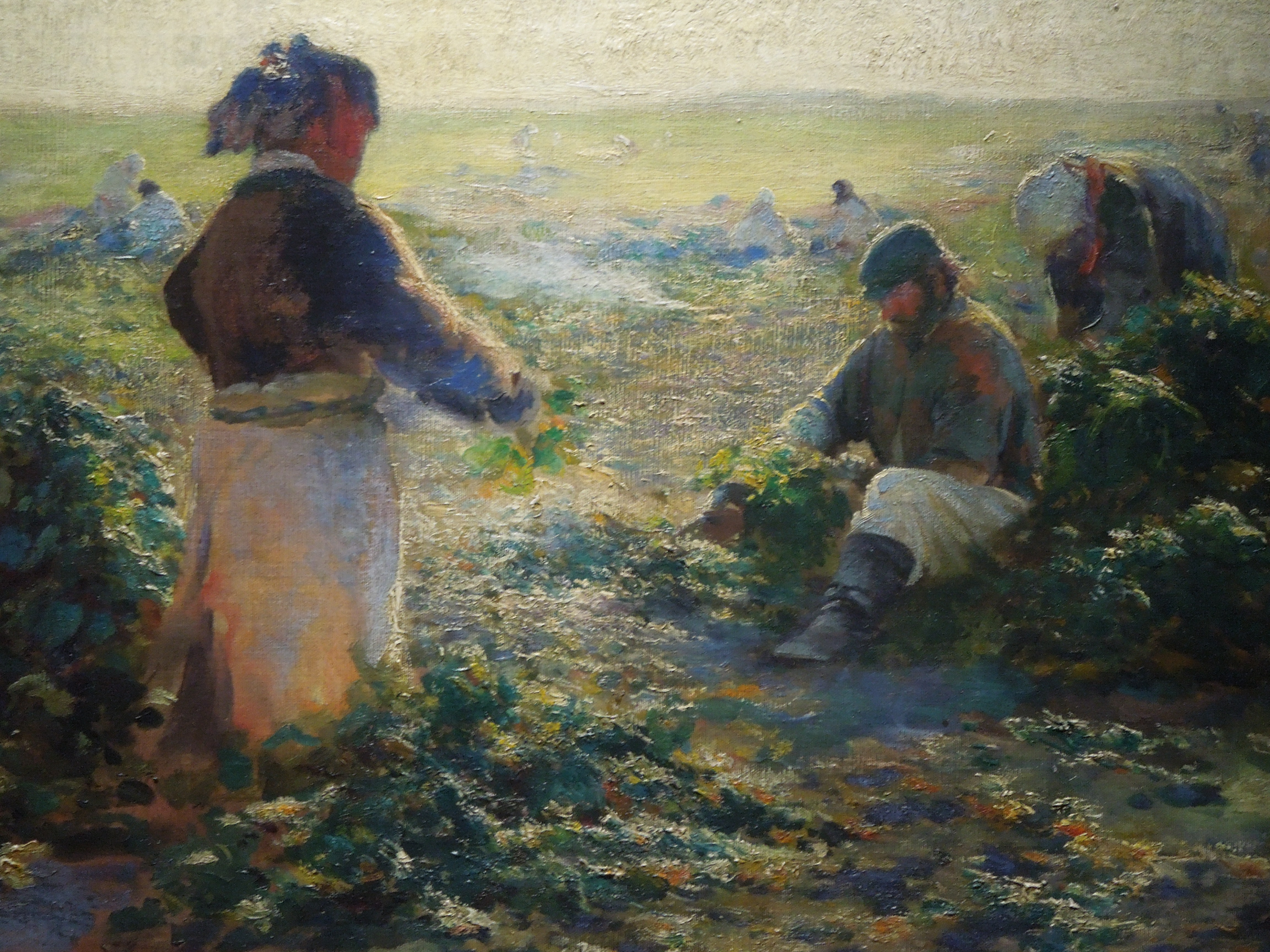

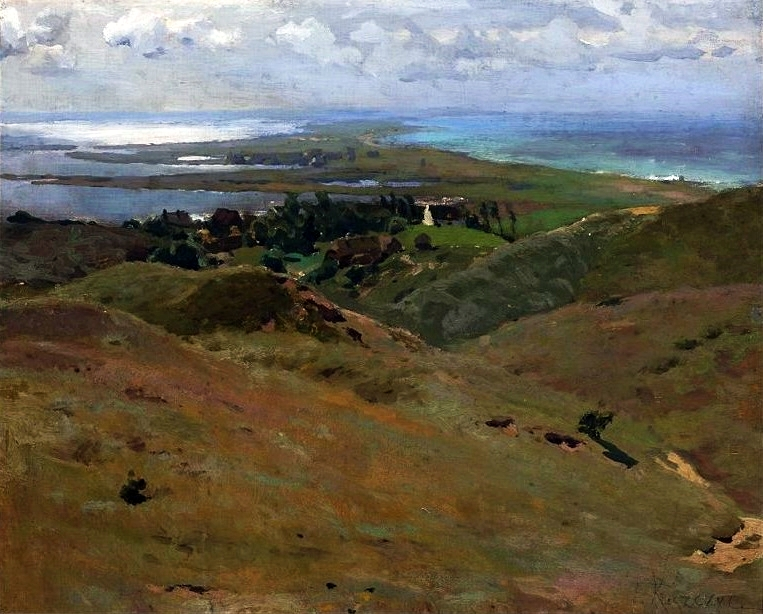
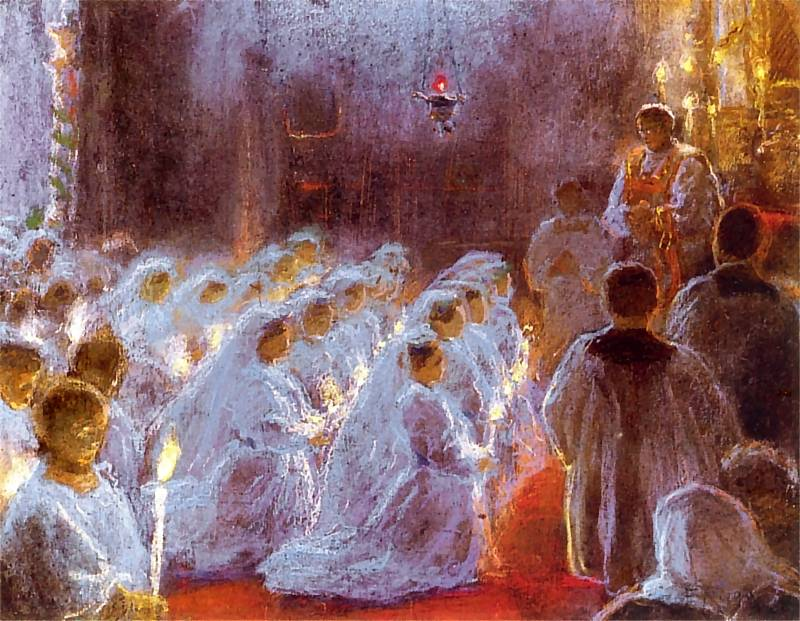
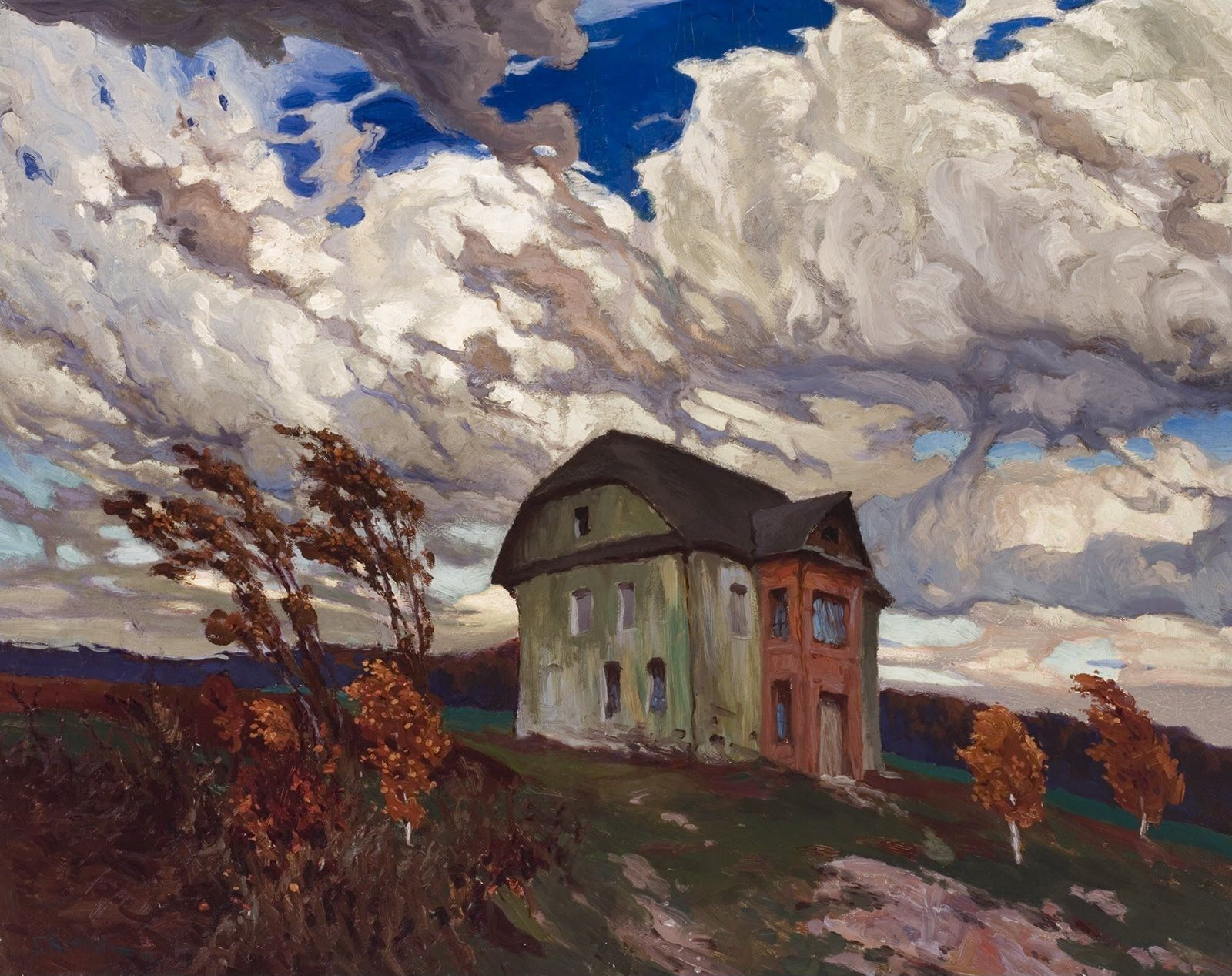
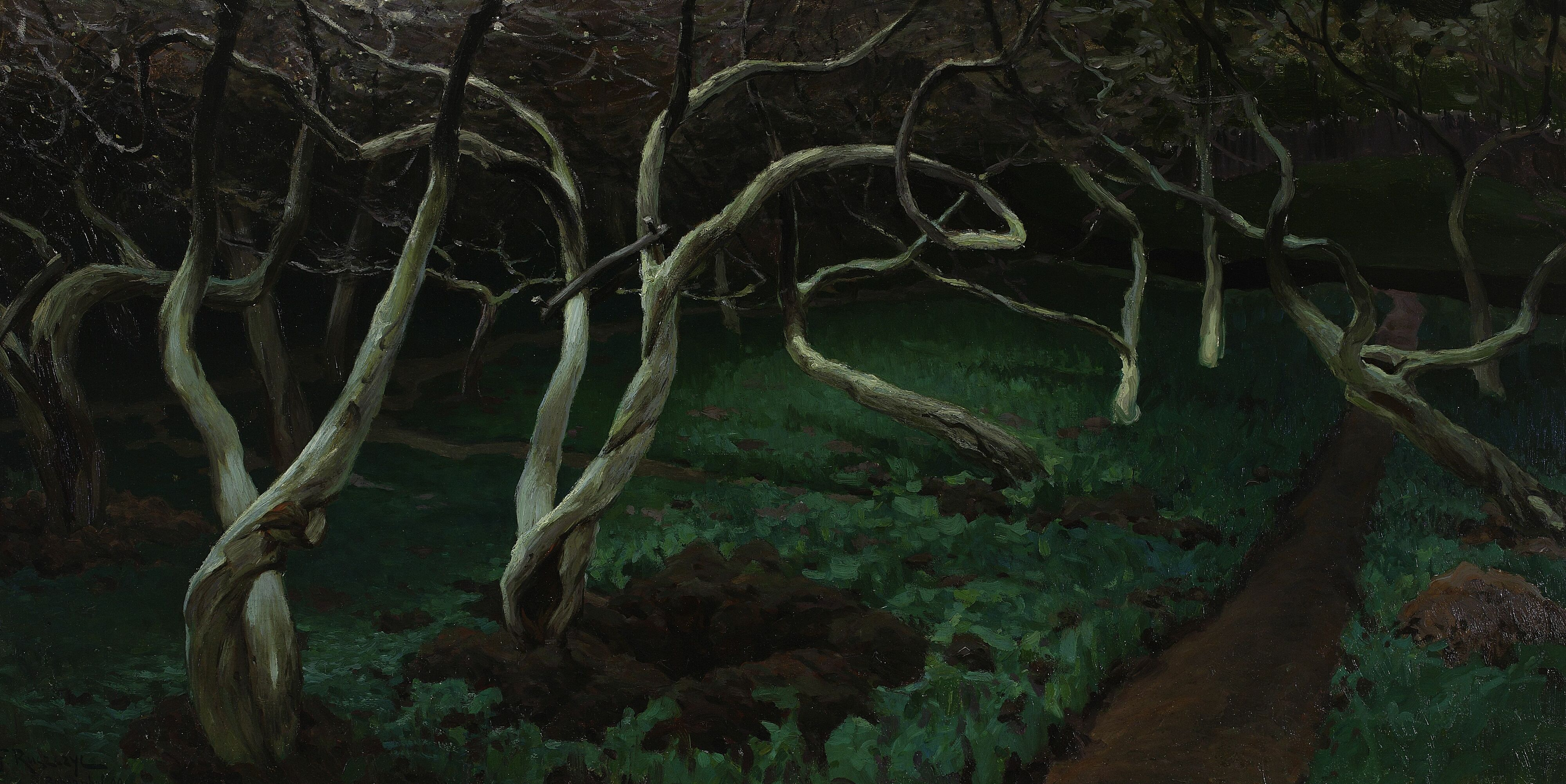
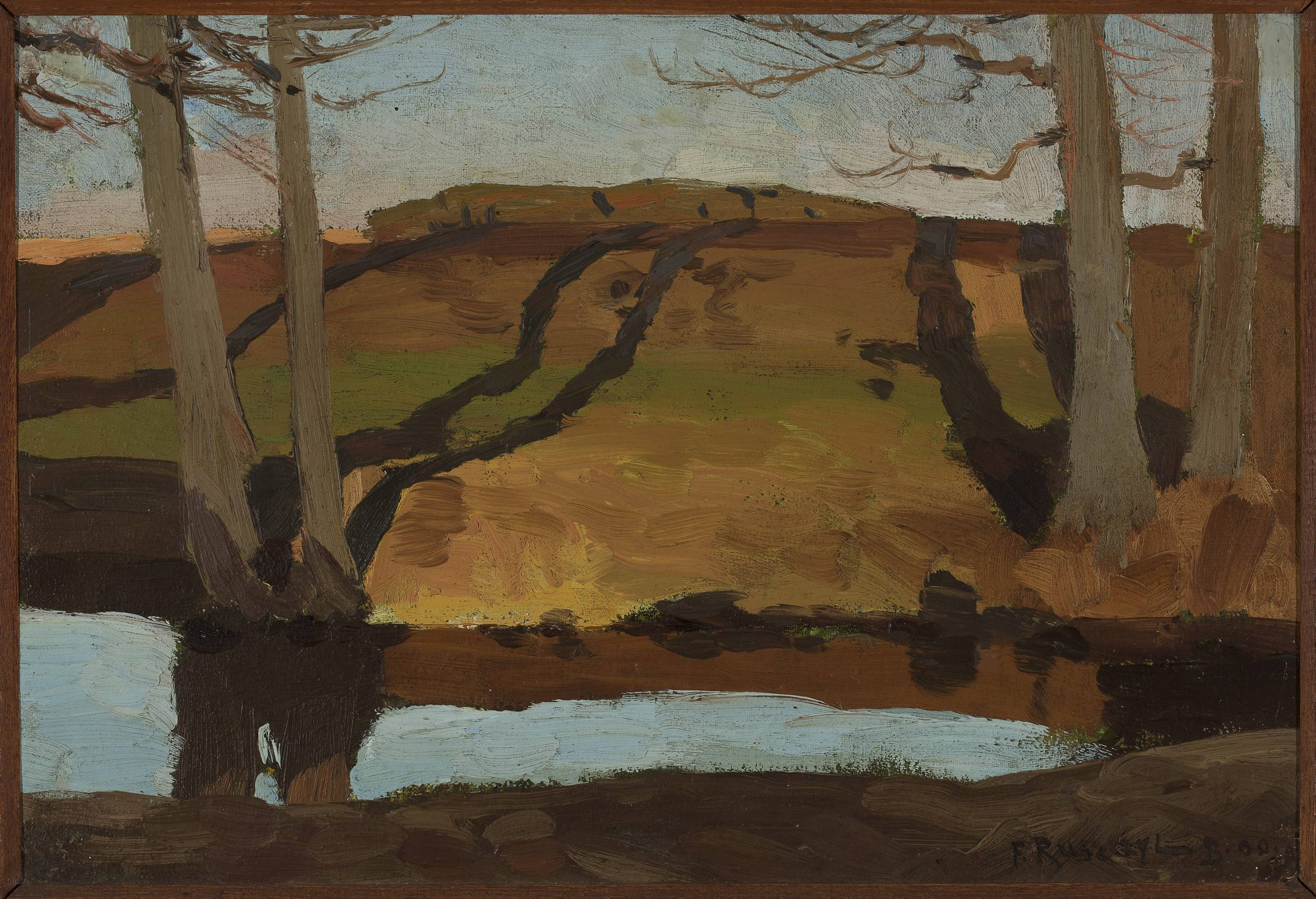

Stanisław Wyspiański (1869 -1907) est à la fois poète, dramaturge et peintre. Cependant jusqu'aux dernières années du XIXe siècle, son activité est avant tout picturale. Le dessin (principalement en pastel) stylisé à l’extrême de ses fleurs, paysages et portraits d’enfants et d’acteurs témoigne de l’influence de la sécession viennoise, et peut-être aussi de l’art japonais. Il dessine également des vitraux, des meubles, des tapis. Il crée des vitraux figurant scènes religieuses et motifs floraux, aux lignes stylisées et aux couleurs éclatantes pour la cathédrale du Wawel et l'église Saint-François-d'Assise de Cracovie, avec son chef-d’œuvre, le vitrail Dieu le Père. Il réalise aussi la peinture murale de la basilique Sainte-Marie de Cracovie.

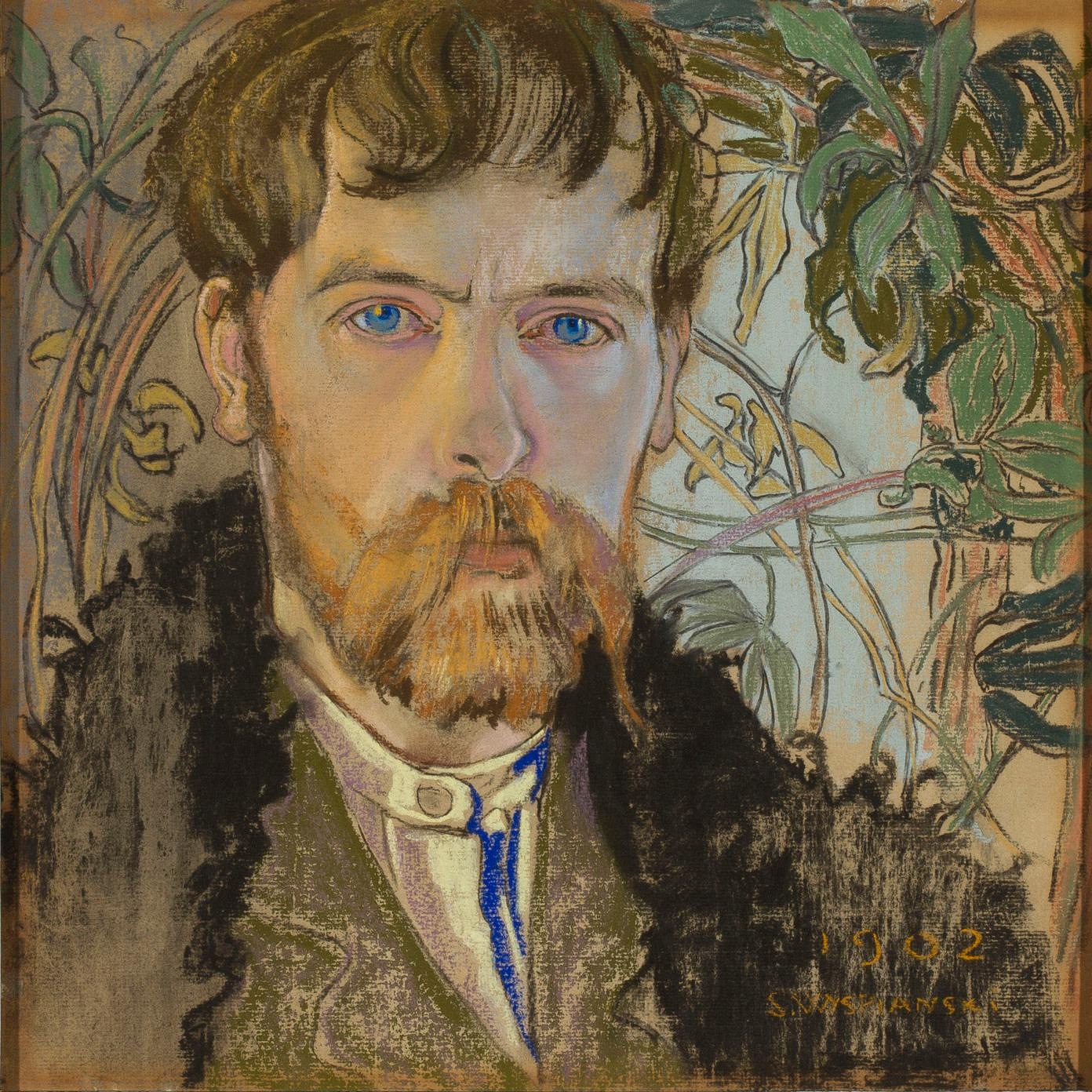
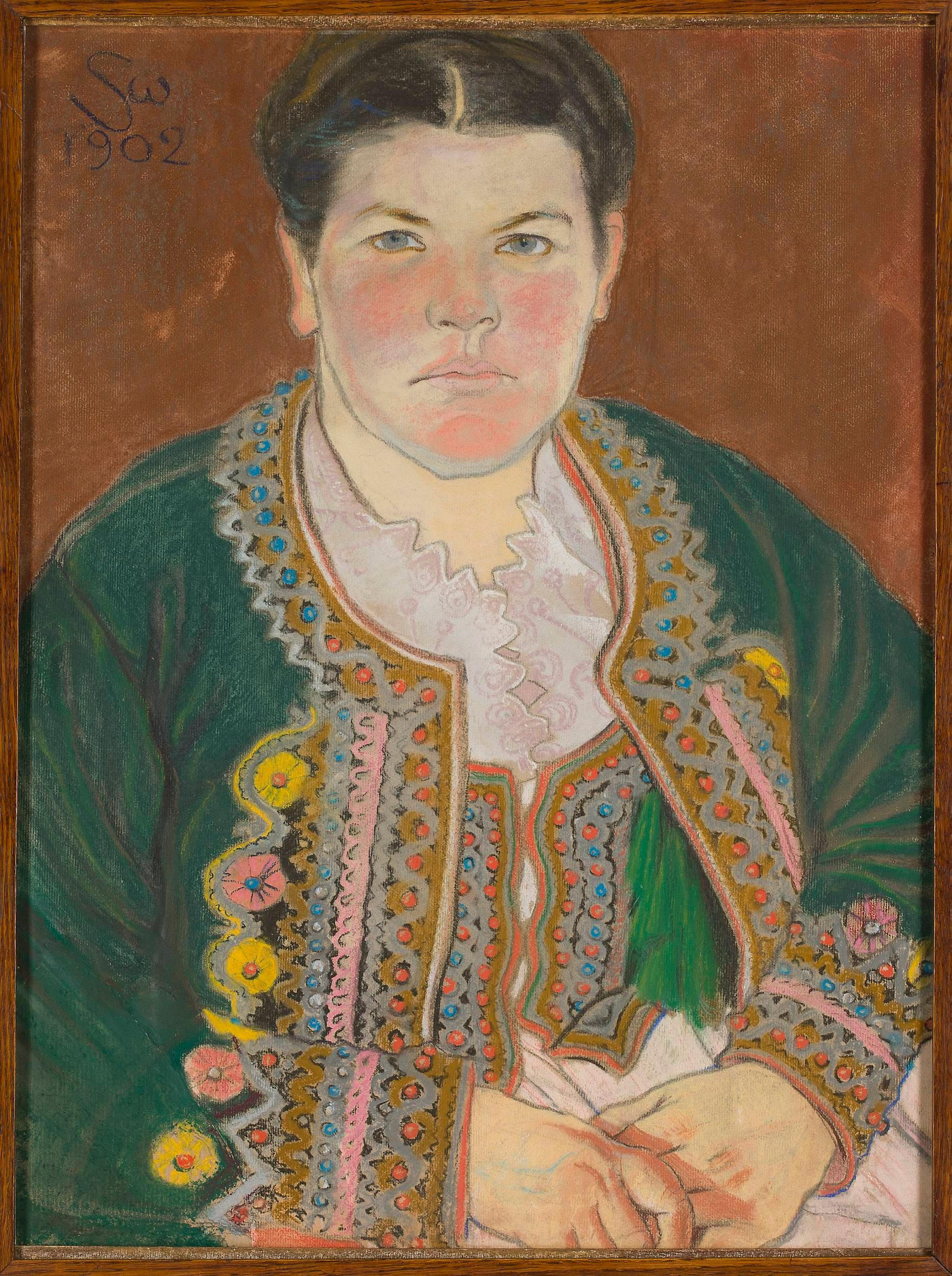
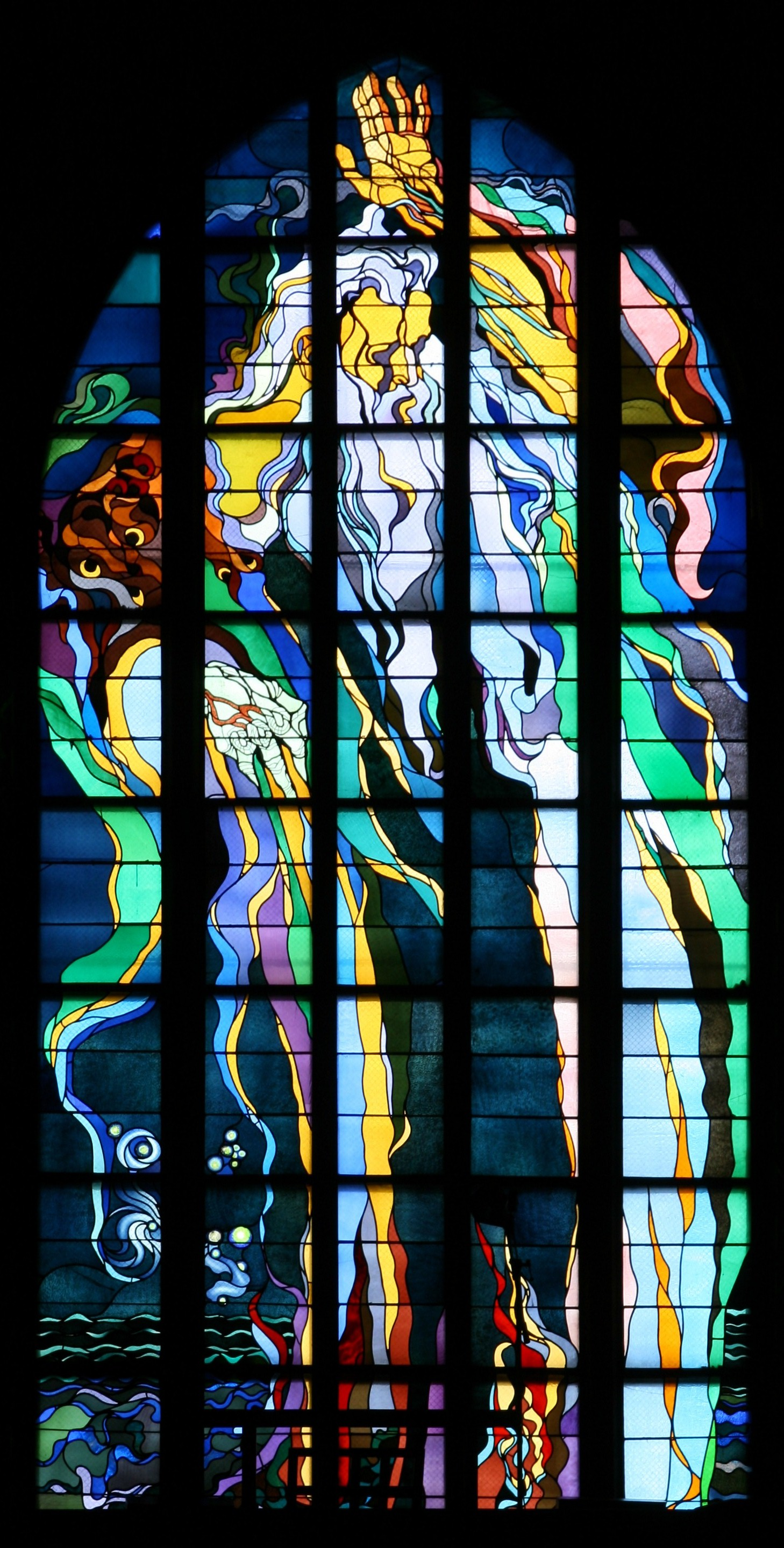
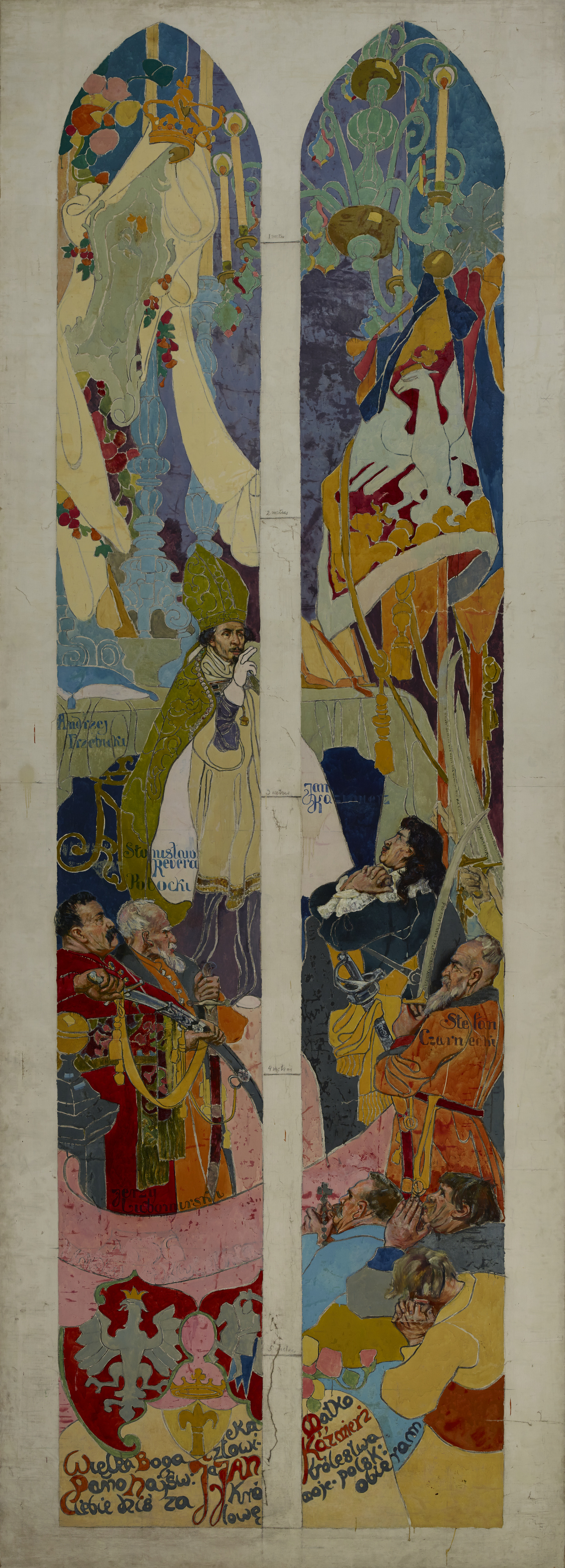
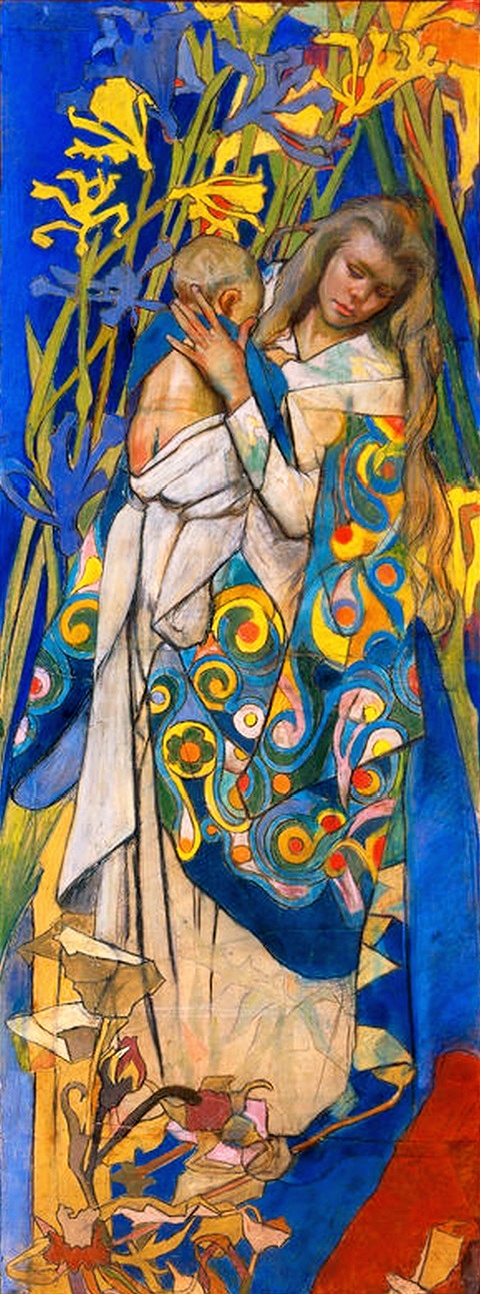
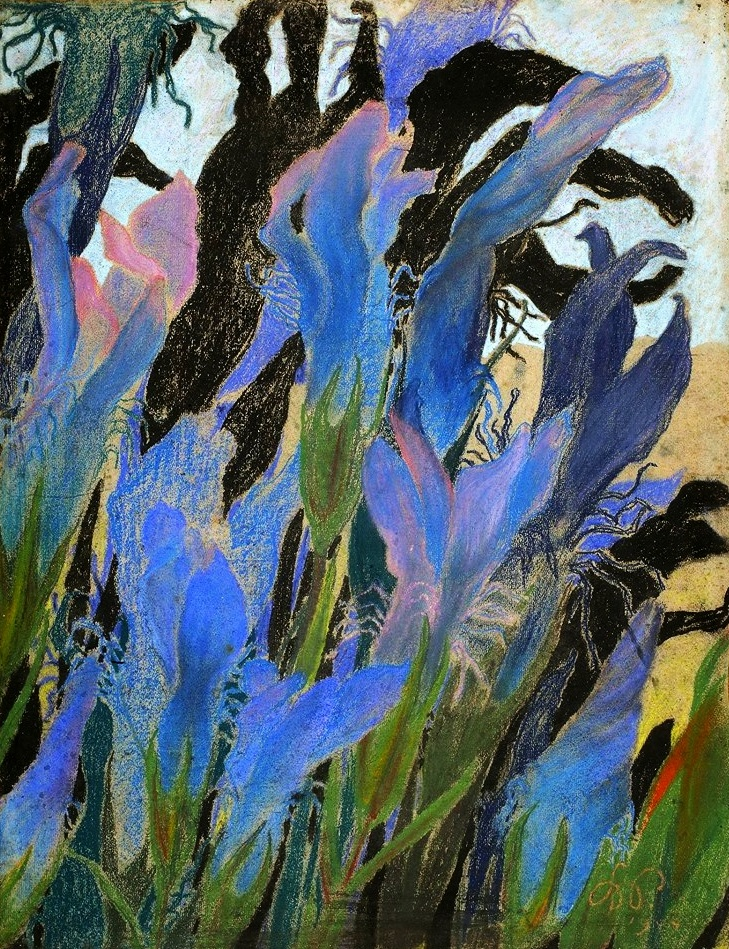
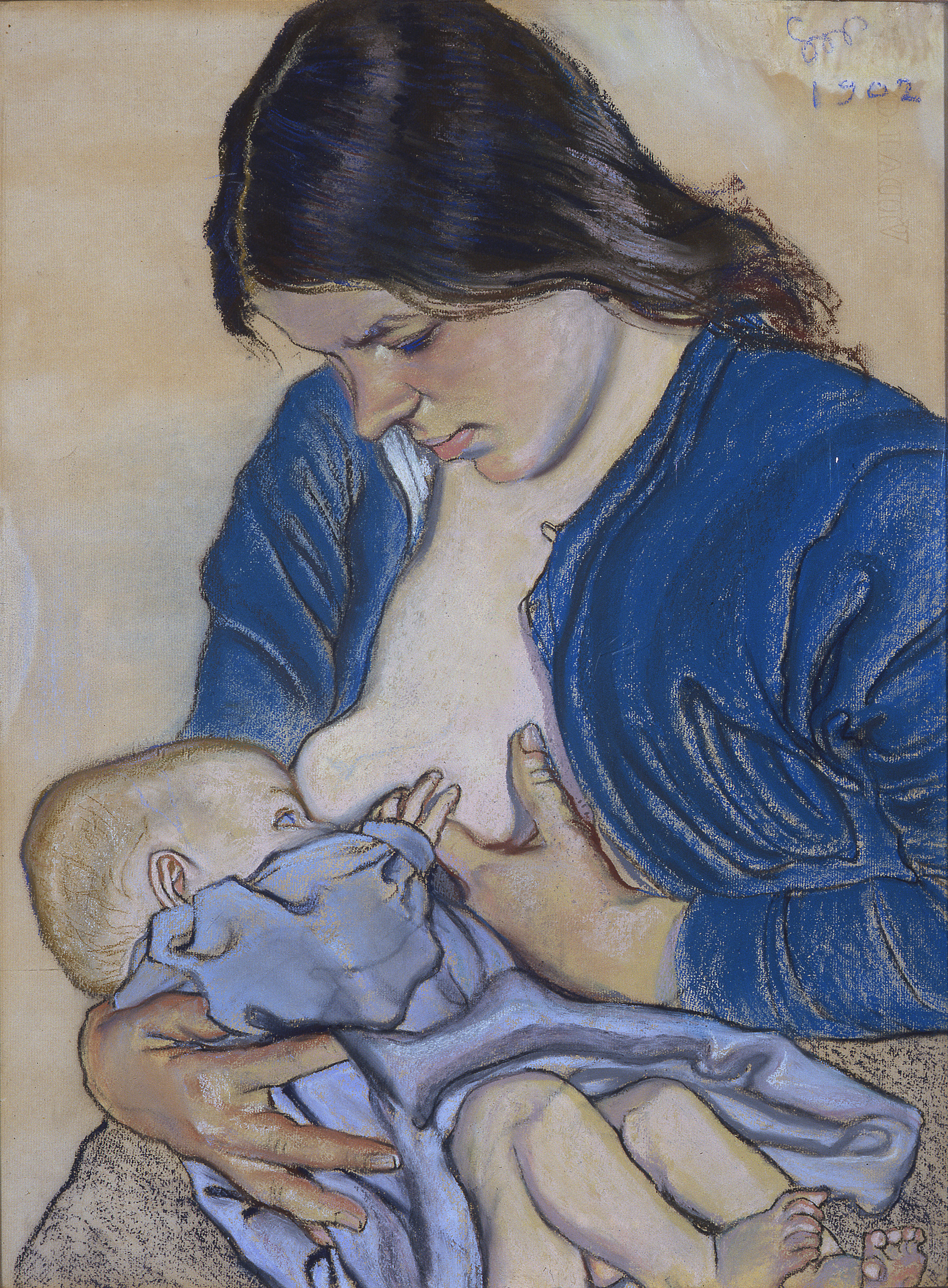
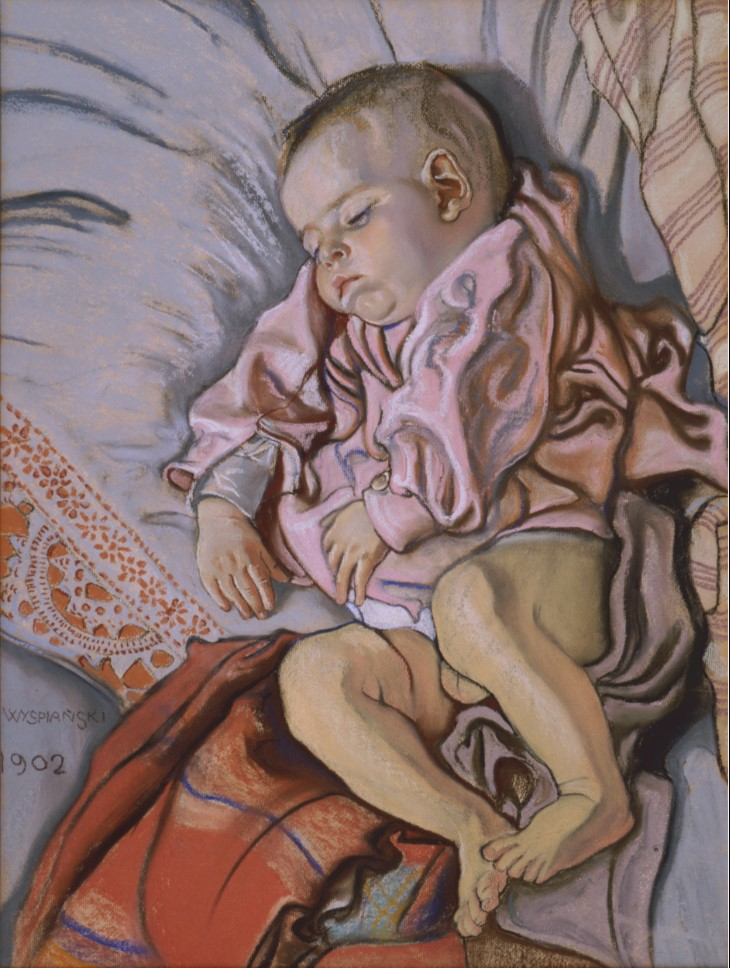
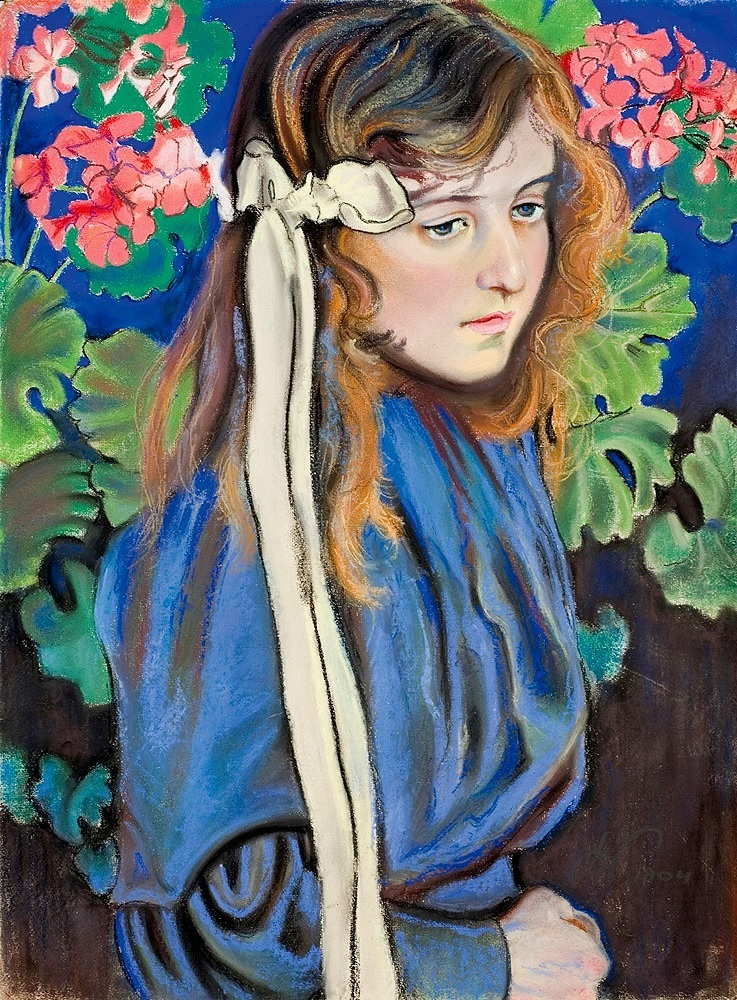

Józef Mehoffer (1869-1946) est peintre et illustrateur mais c’est son travail de verrier qui lui vaut sa renommée. Il réalise les vitraux pour la Cathédrale Saint-Nicolas de Fribourg, ainsi que pour une dizaine d’autres églises en Europe. Il collabore avec Wyspianski sur les polychromies de la Basilique Sainte-Marie de Cracovie et sur les vitraux de la chapelle de la Sainte Croix dans la cathédrale du Wawel.

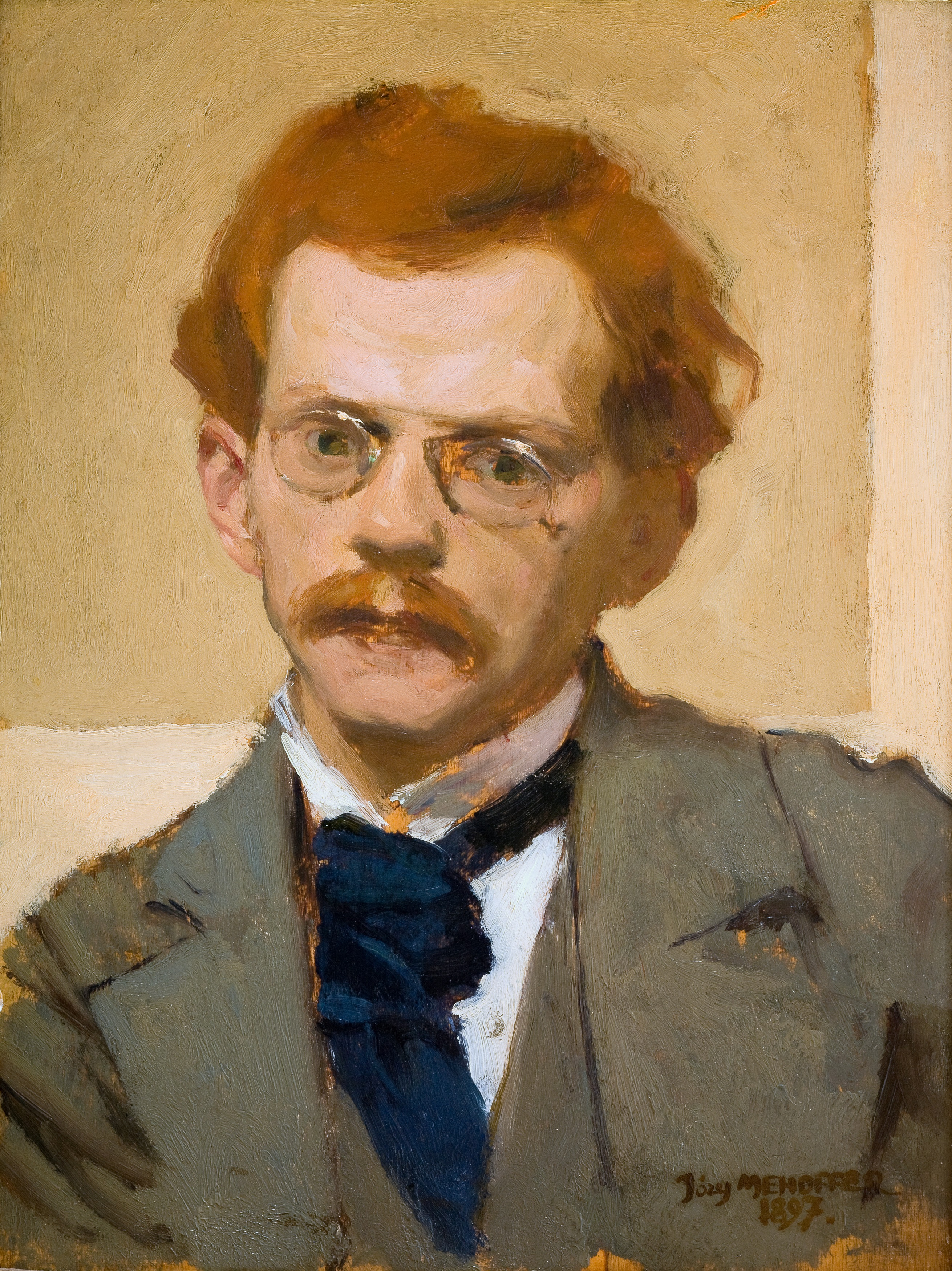
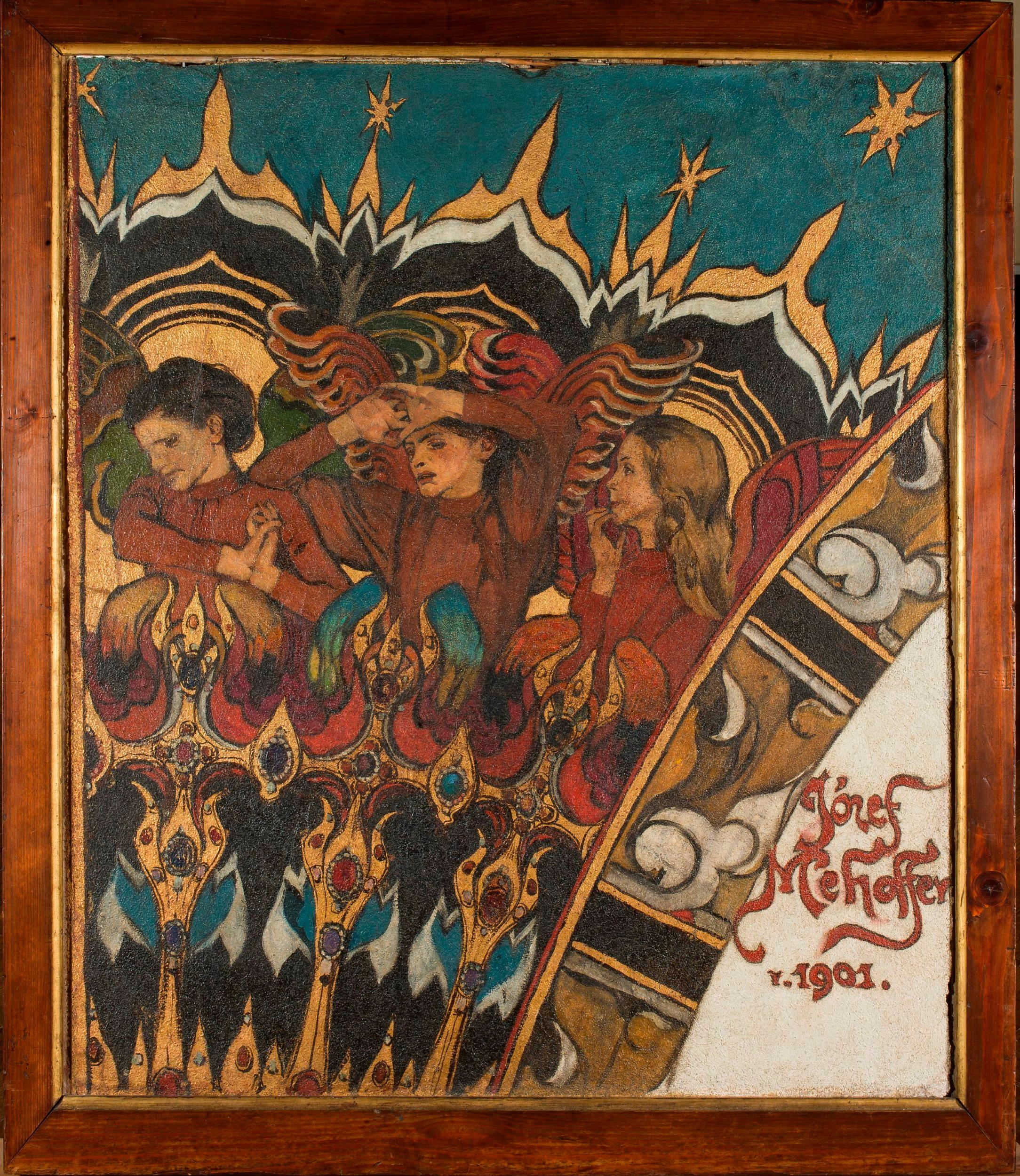
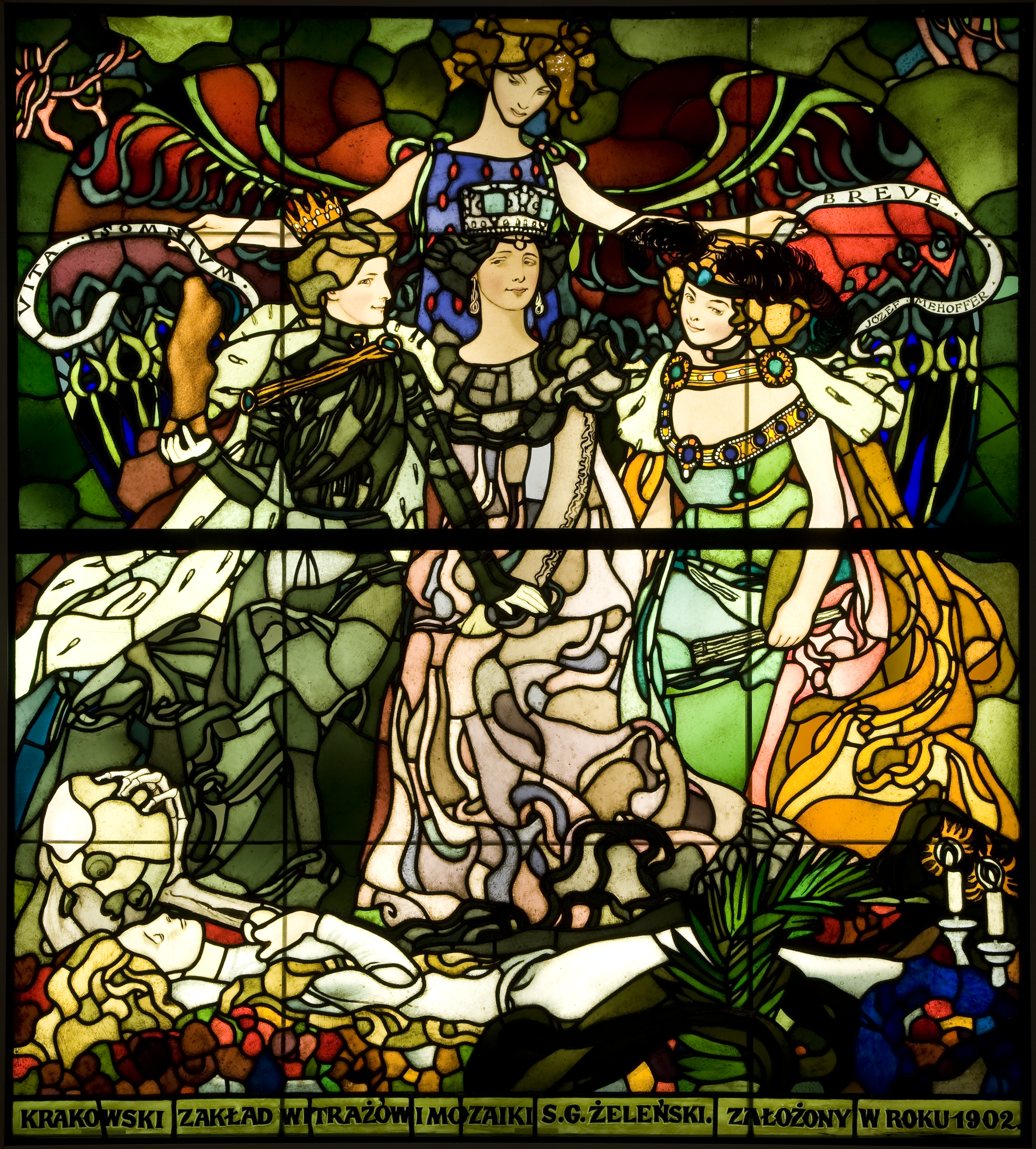
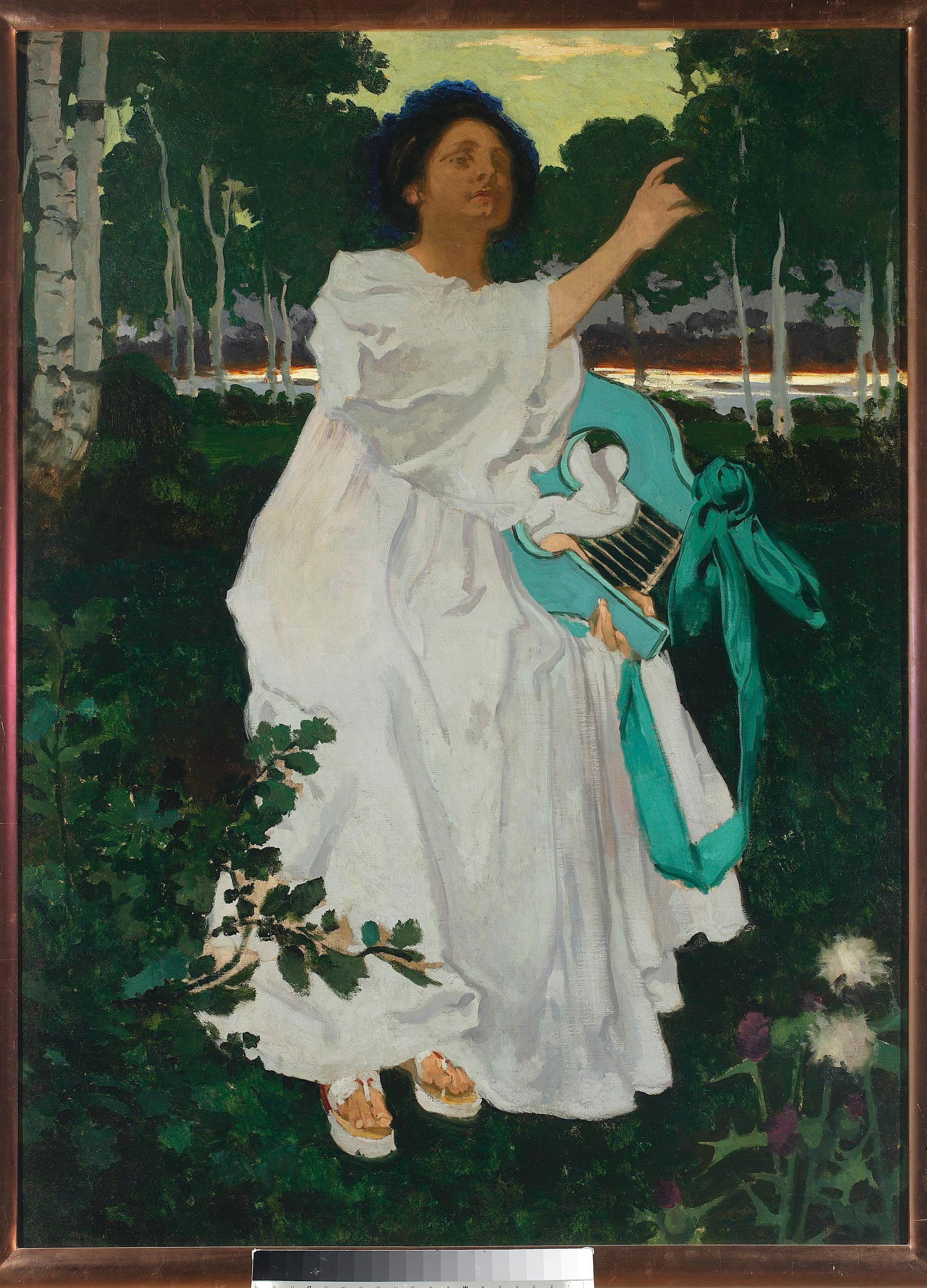
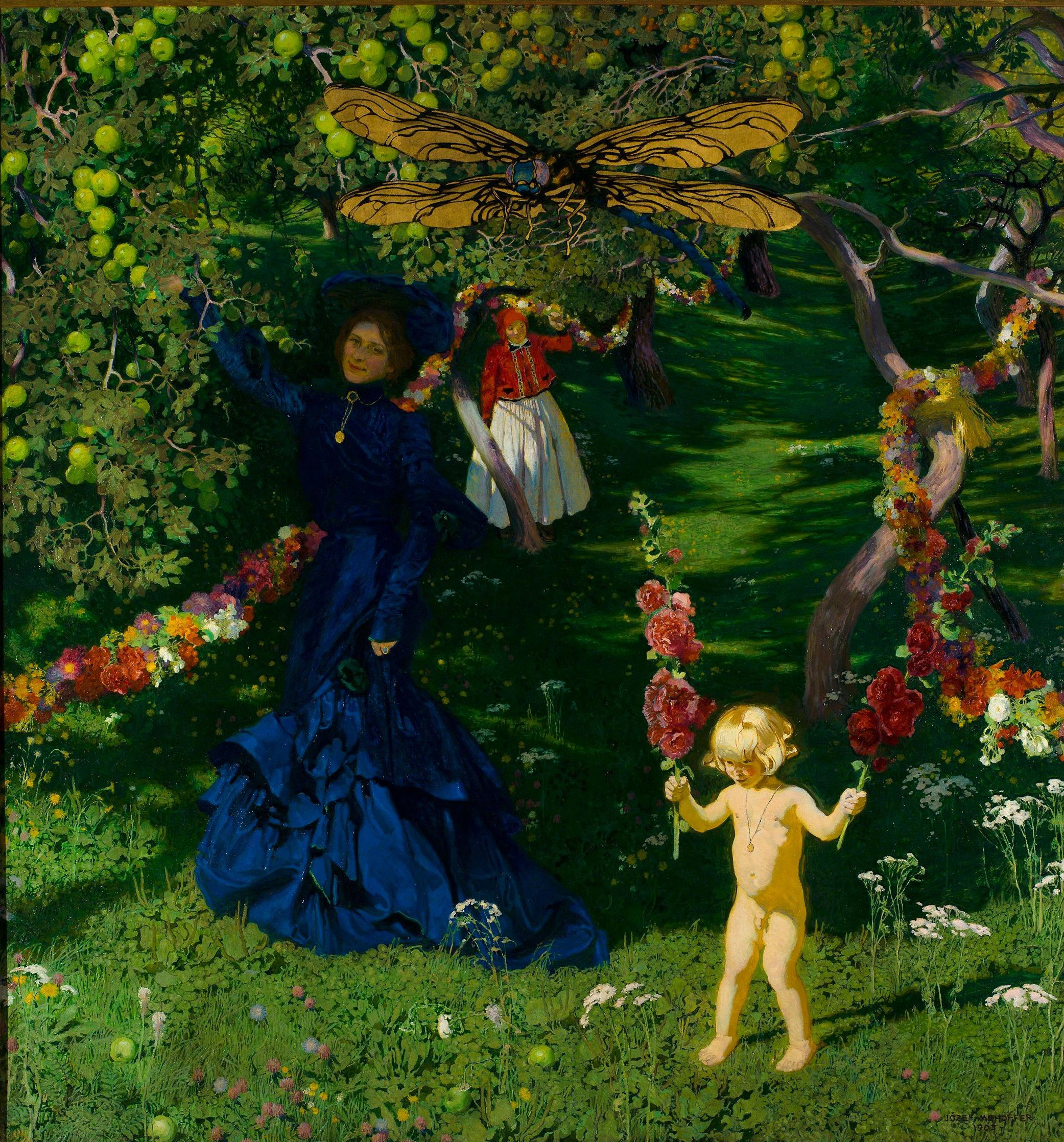
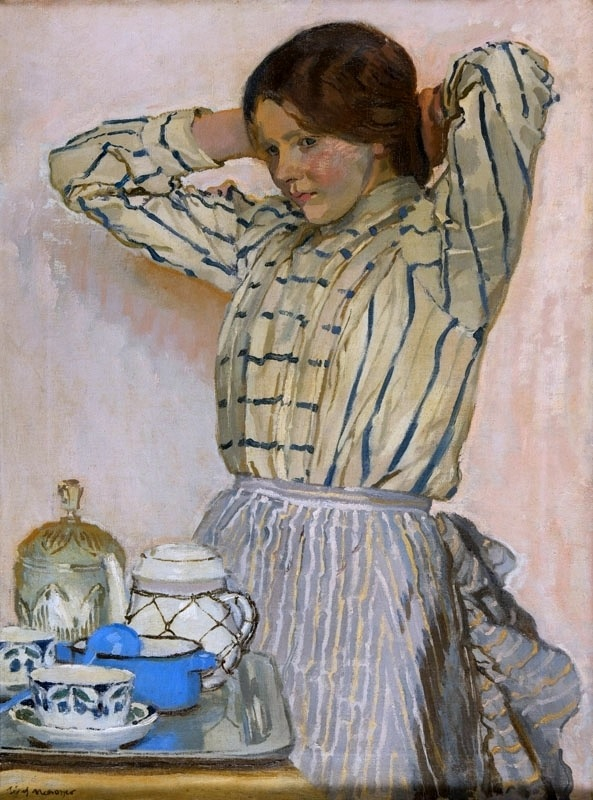

Les représentants du symbolisme polonais les plus notables sont Władysław Podkowiński (1866-1899) et Jacek Malczewski (1854-1929). Ce dernier inscrit ses recherches dans un courant national et s'intéresse particulièrement aux relations entre l'art et l'artiste. Il aborde le thème du devoir du créateur par rapport au passé national et réfléchit sur l'influence de l'art dans la vie réelle. Pendant près d'un demi-siècle, Malczewski élabore des cycles et des séries, mêlant ses propres symboles à ceux de la tradition, dont il modifie le sens par de nouvelles compositions.

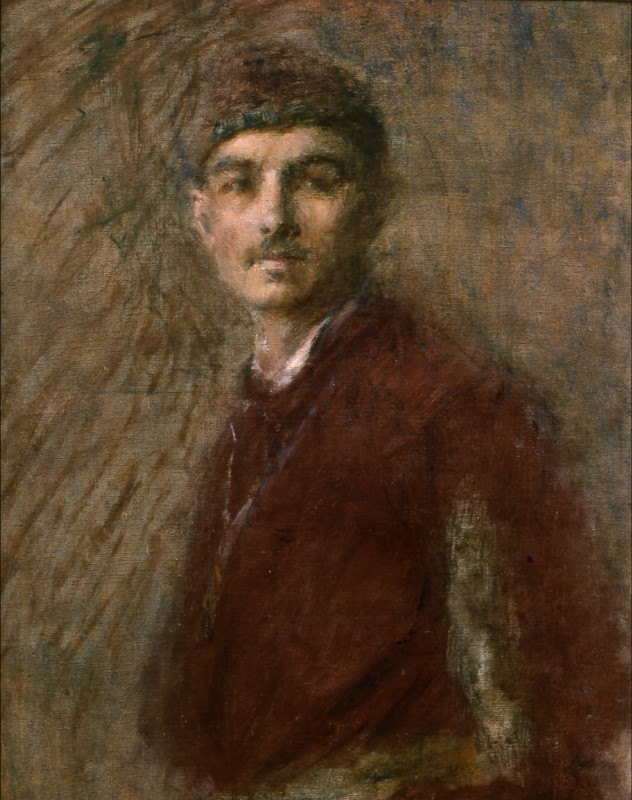
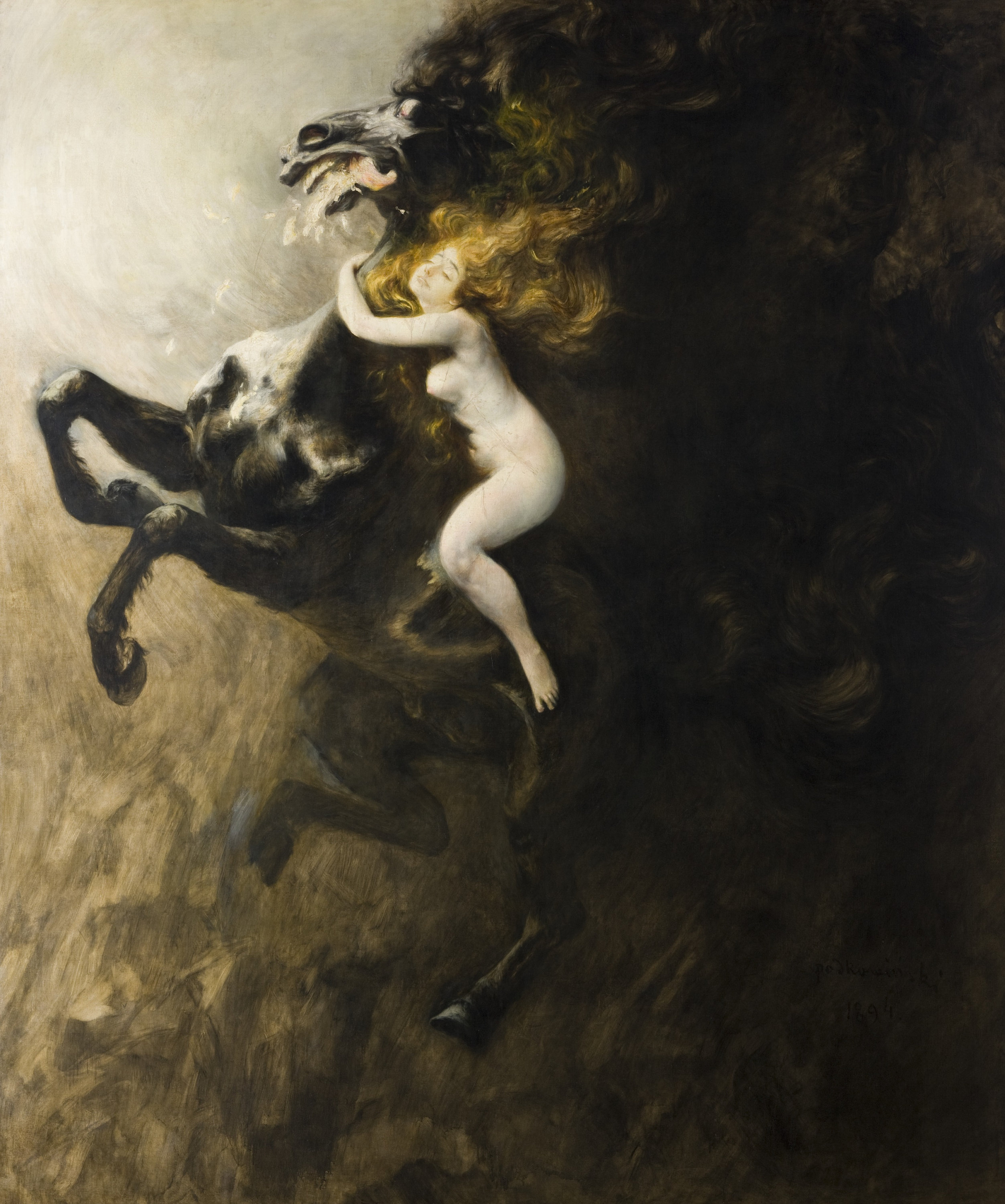
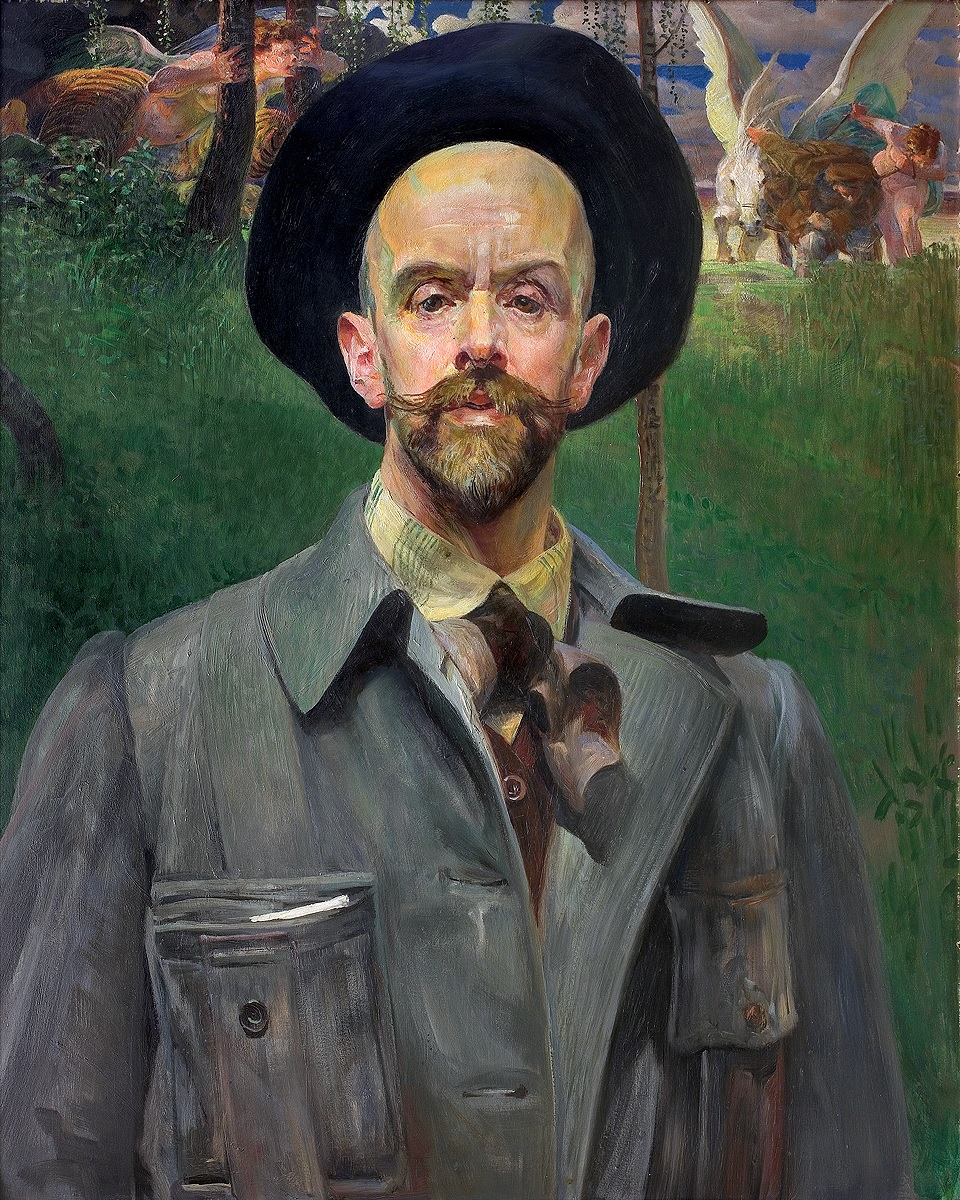
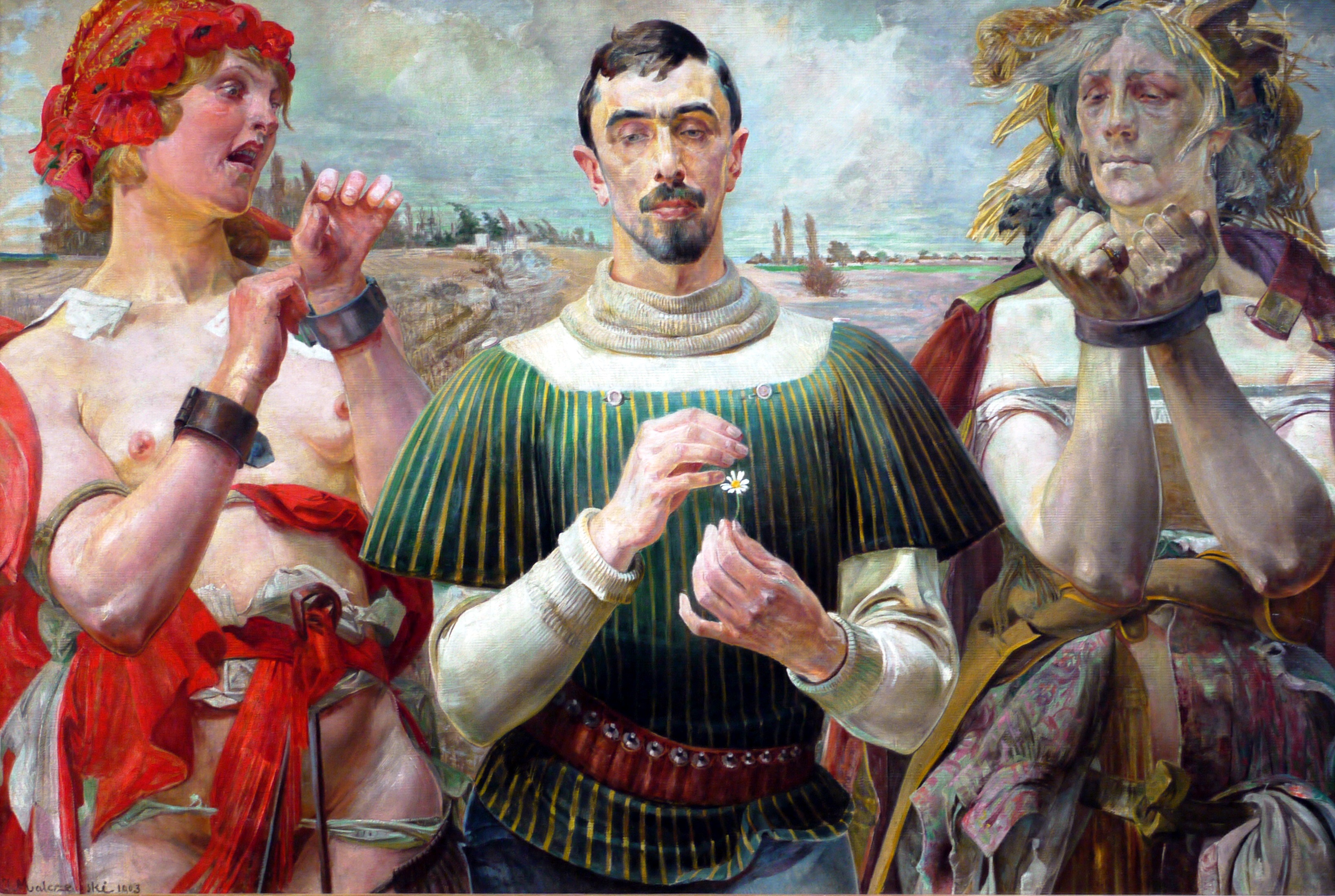
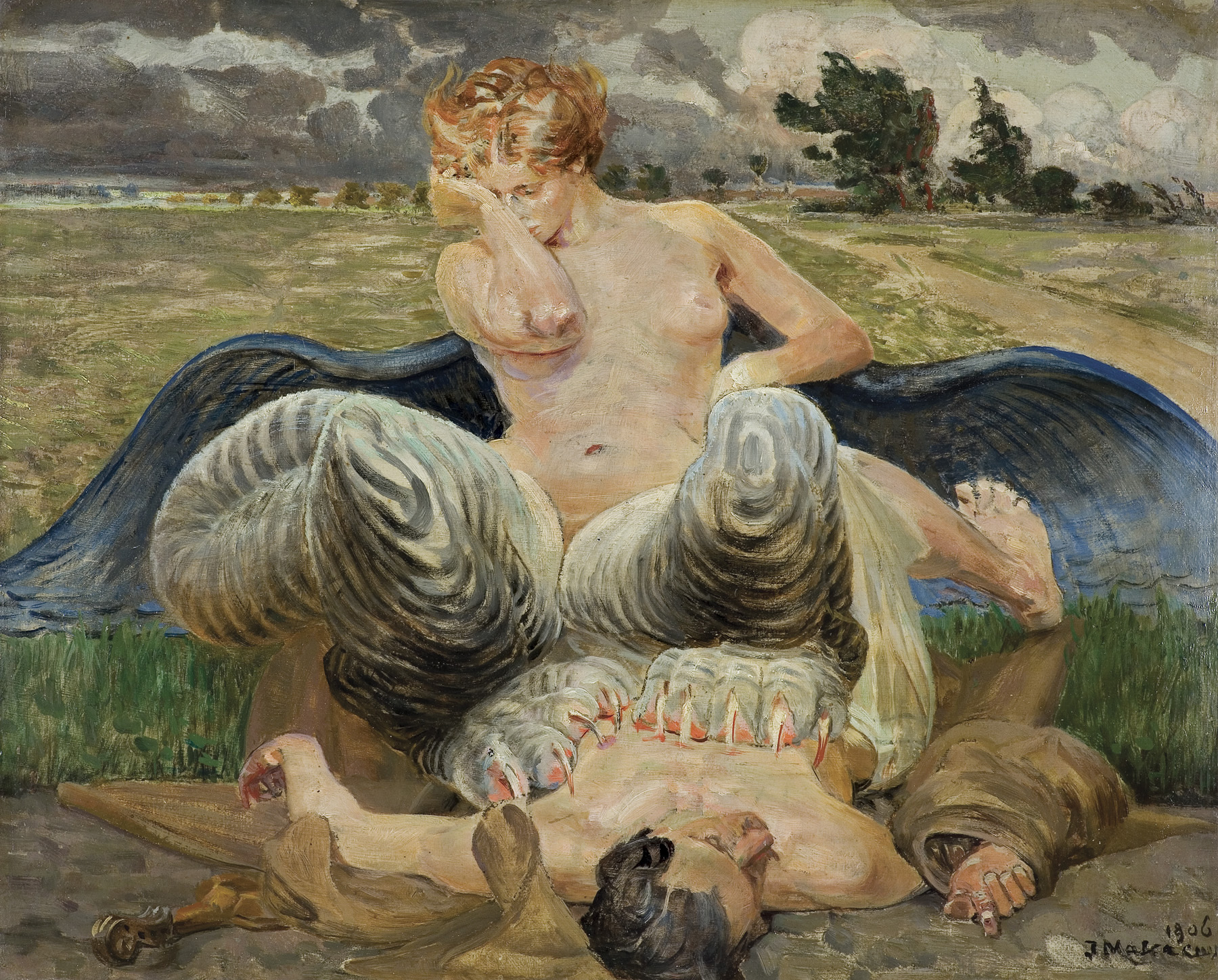
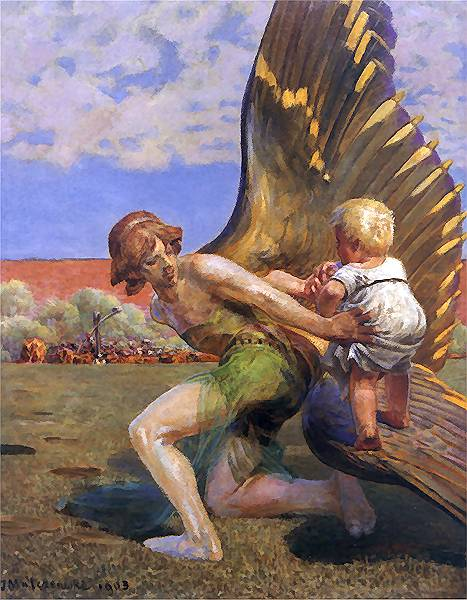
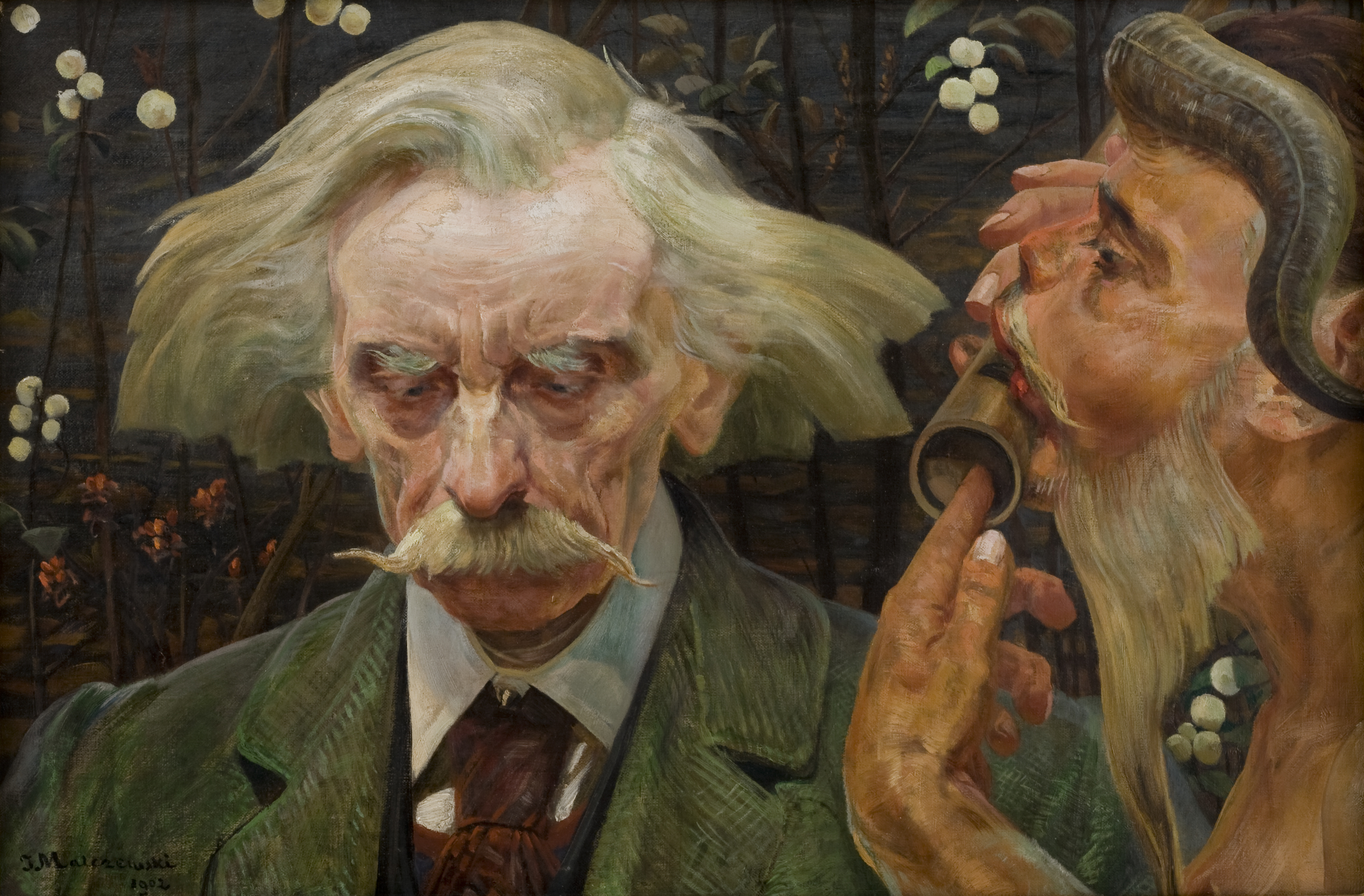

Cependant, la peinture est dominée par l'impressionnisme. Les artistes s'intéressent à la vie rurale et exaltent les paysages et les paysans. La femme et les enfants sont des thèmes fréquents.

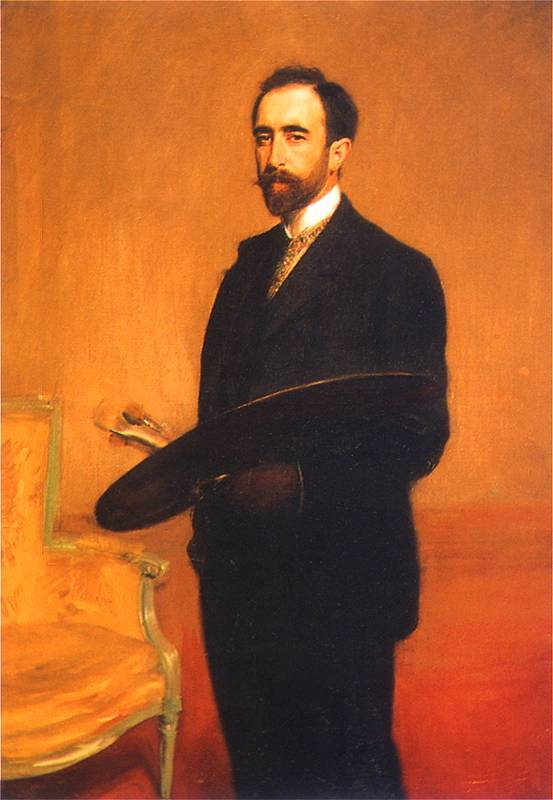
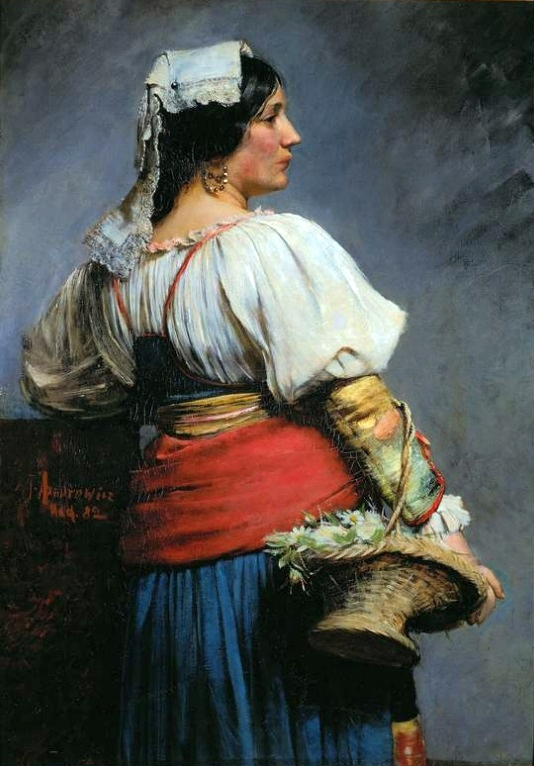
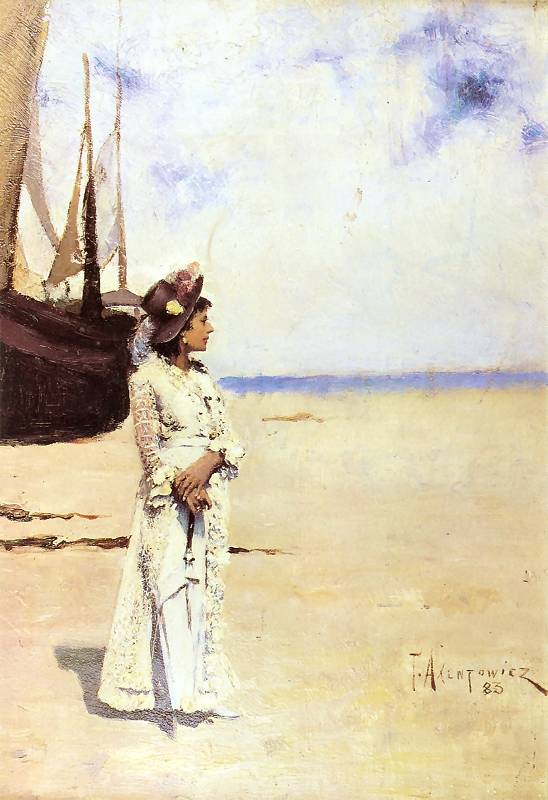
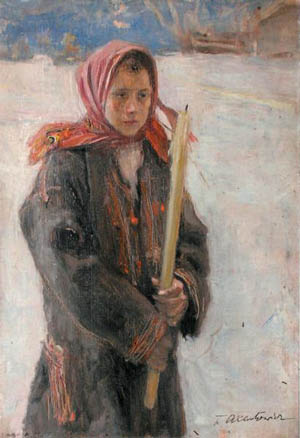
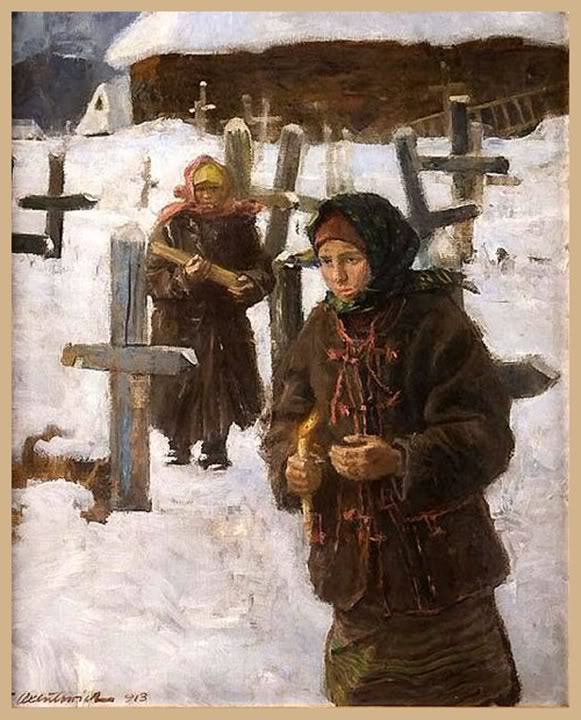
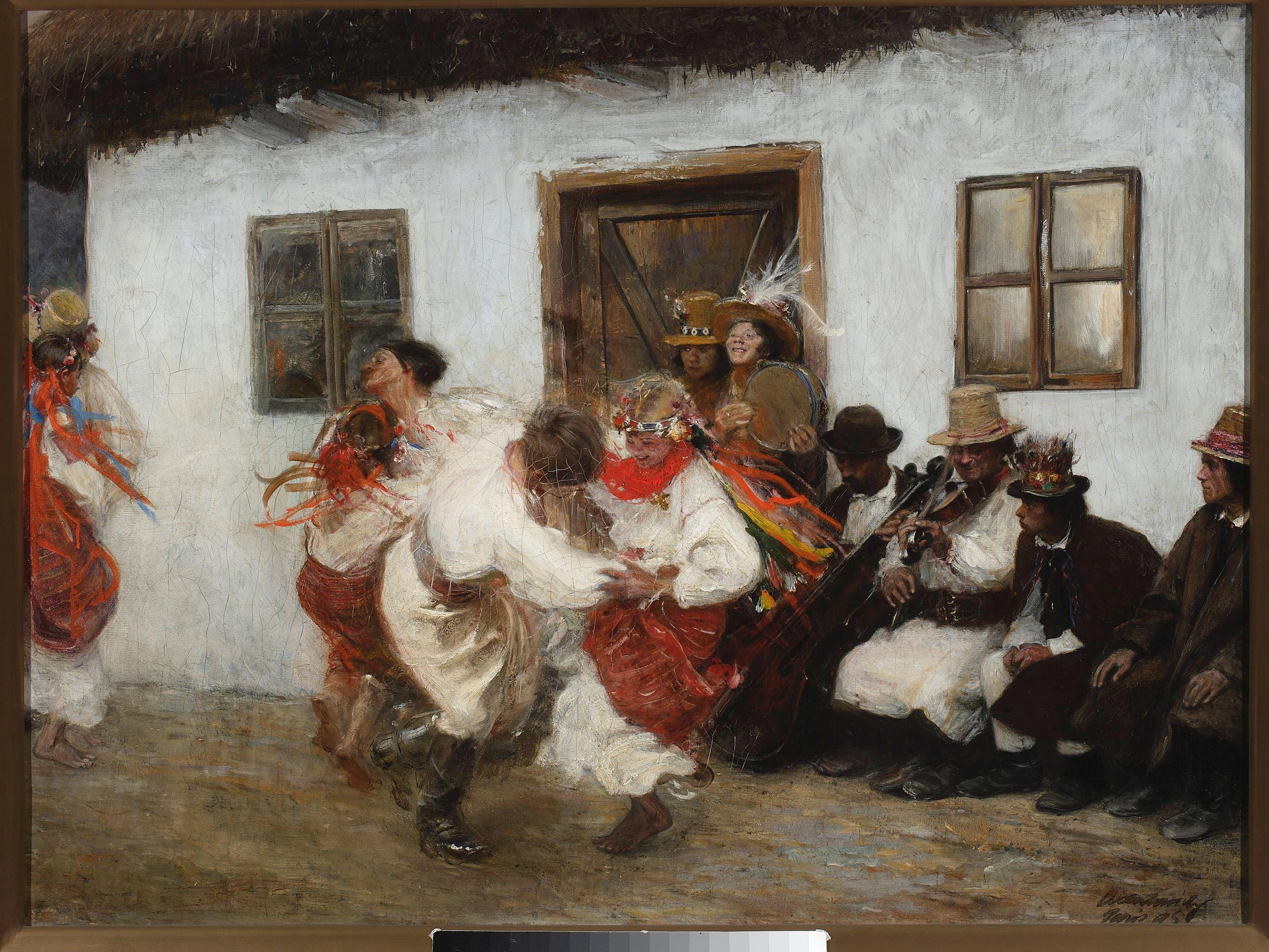
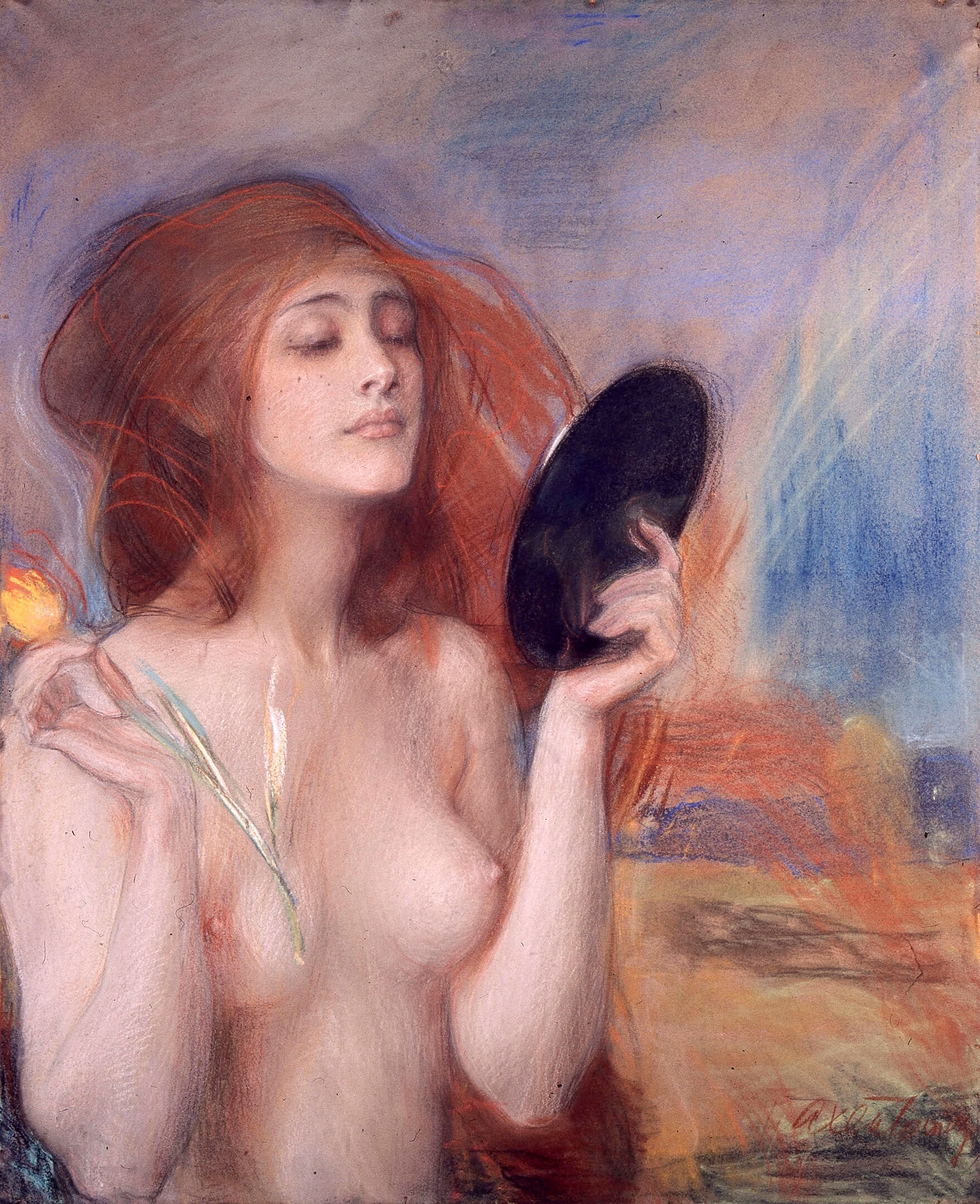

Teodor Axentowicz (1859-1938), 
Olga Boznańska (1865-1940)
Józef Pankiewicz (1866-1940), 

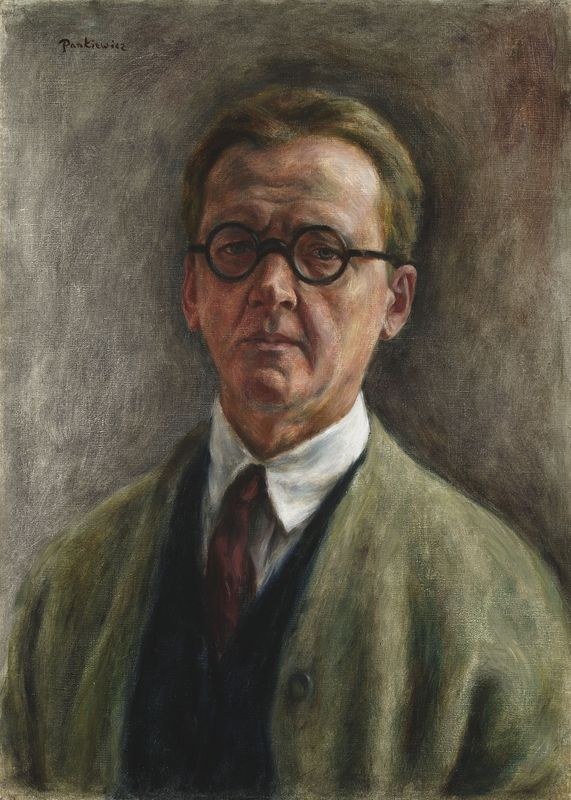
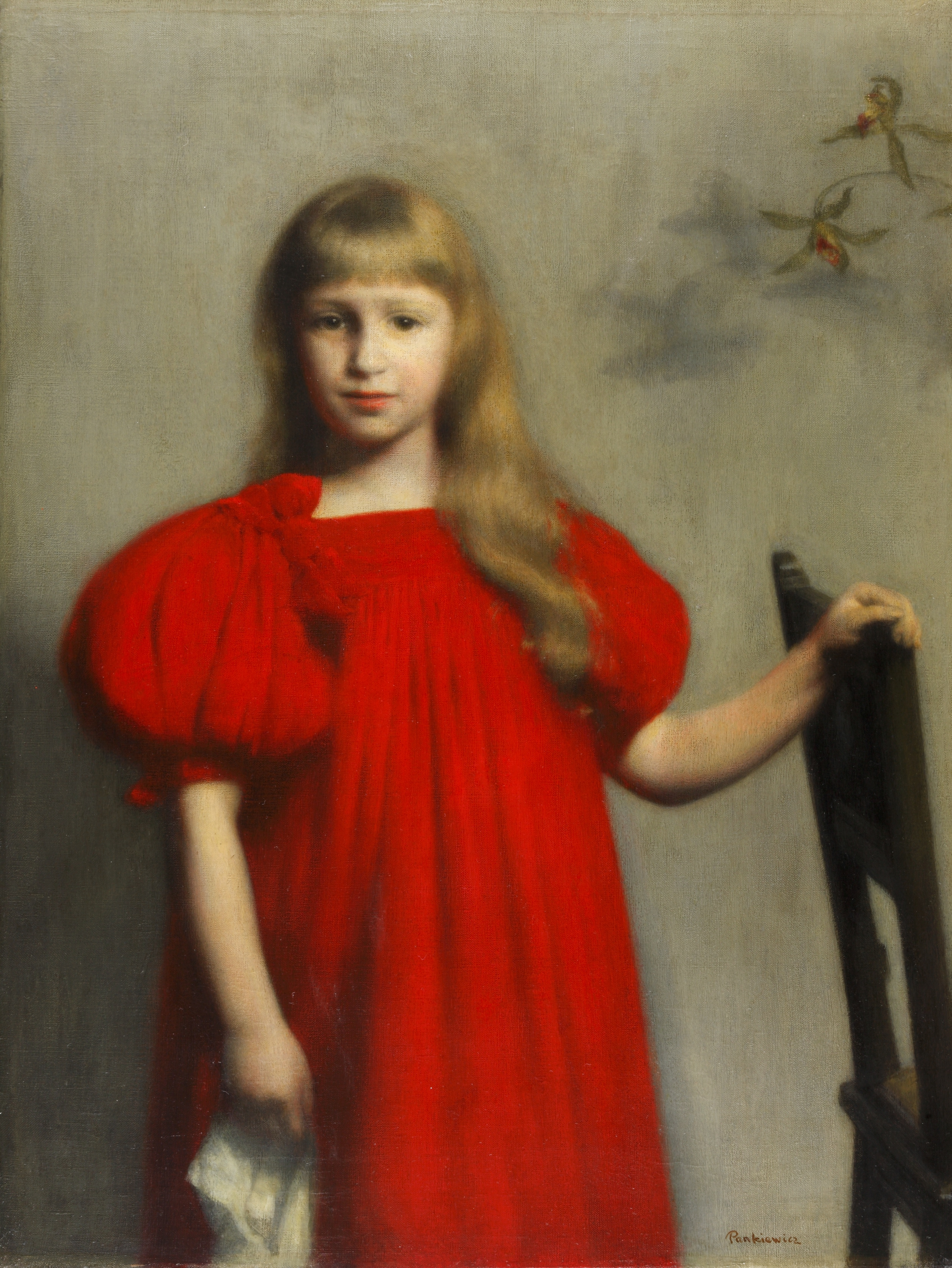
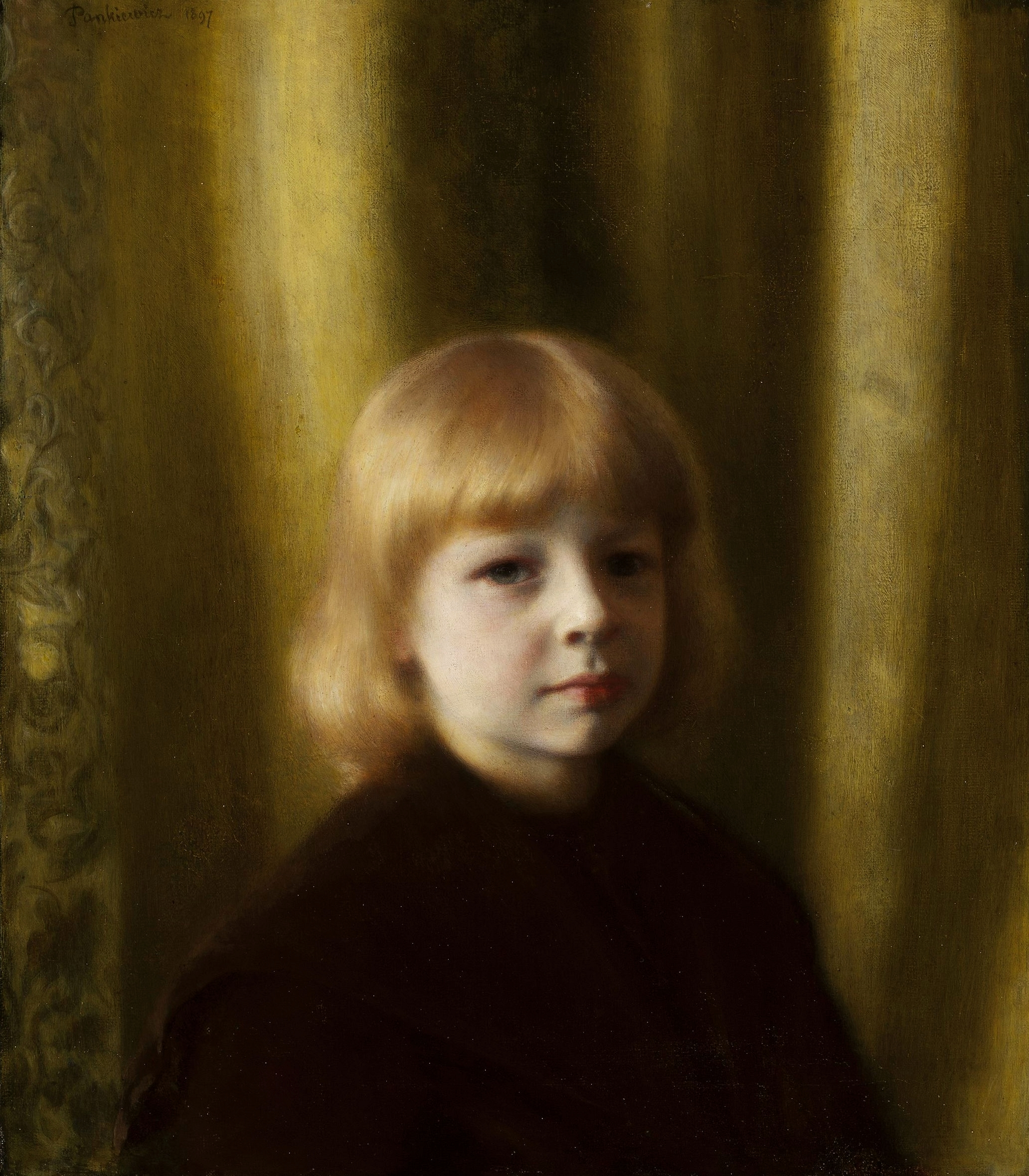
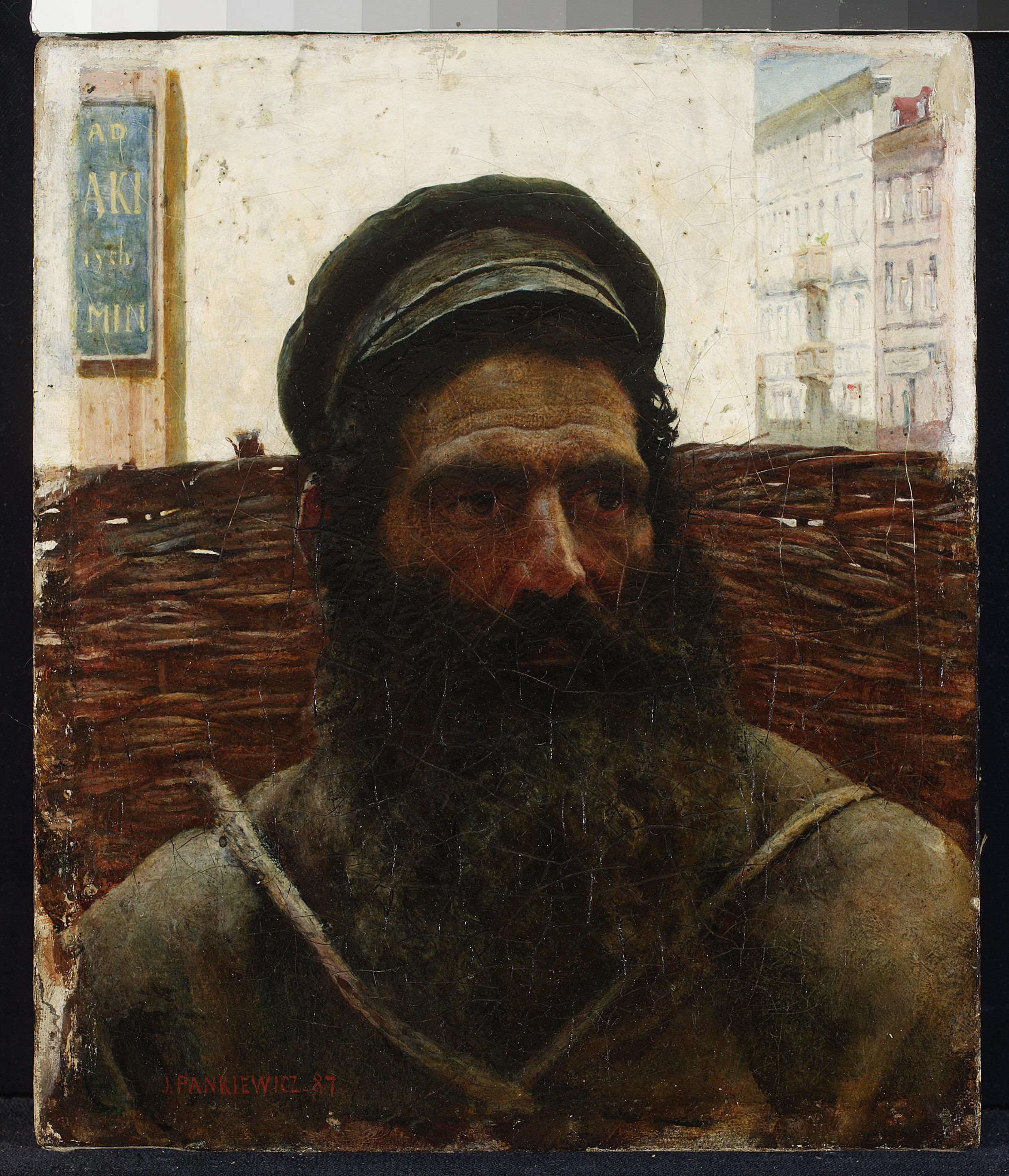
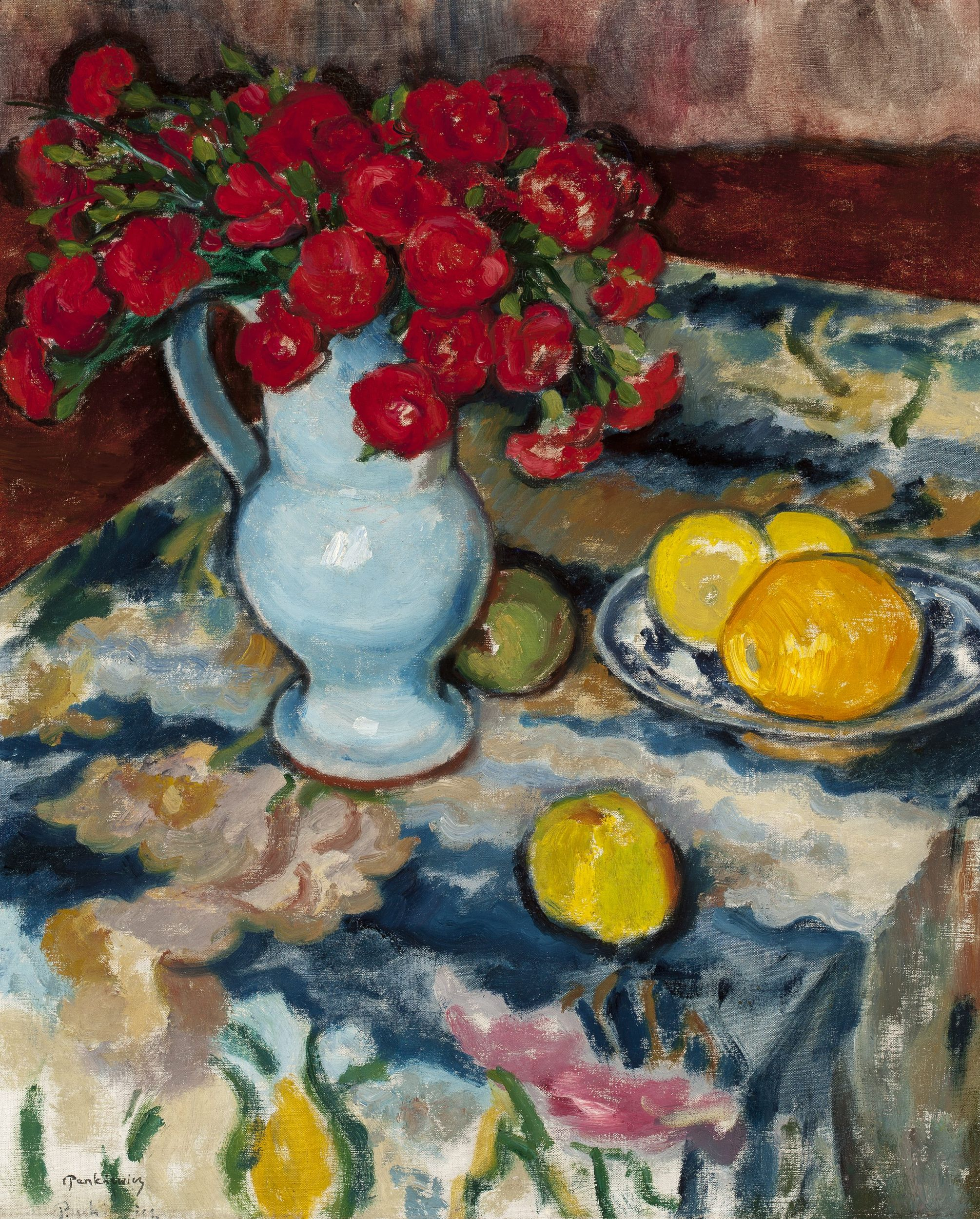
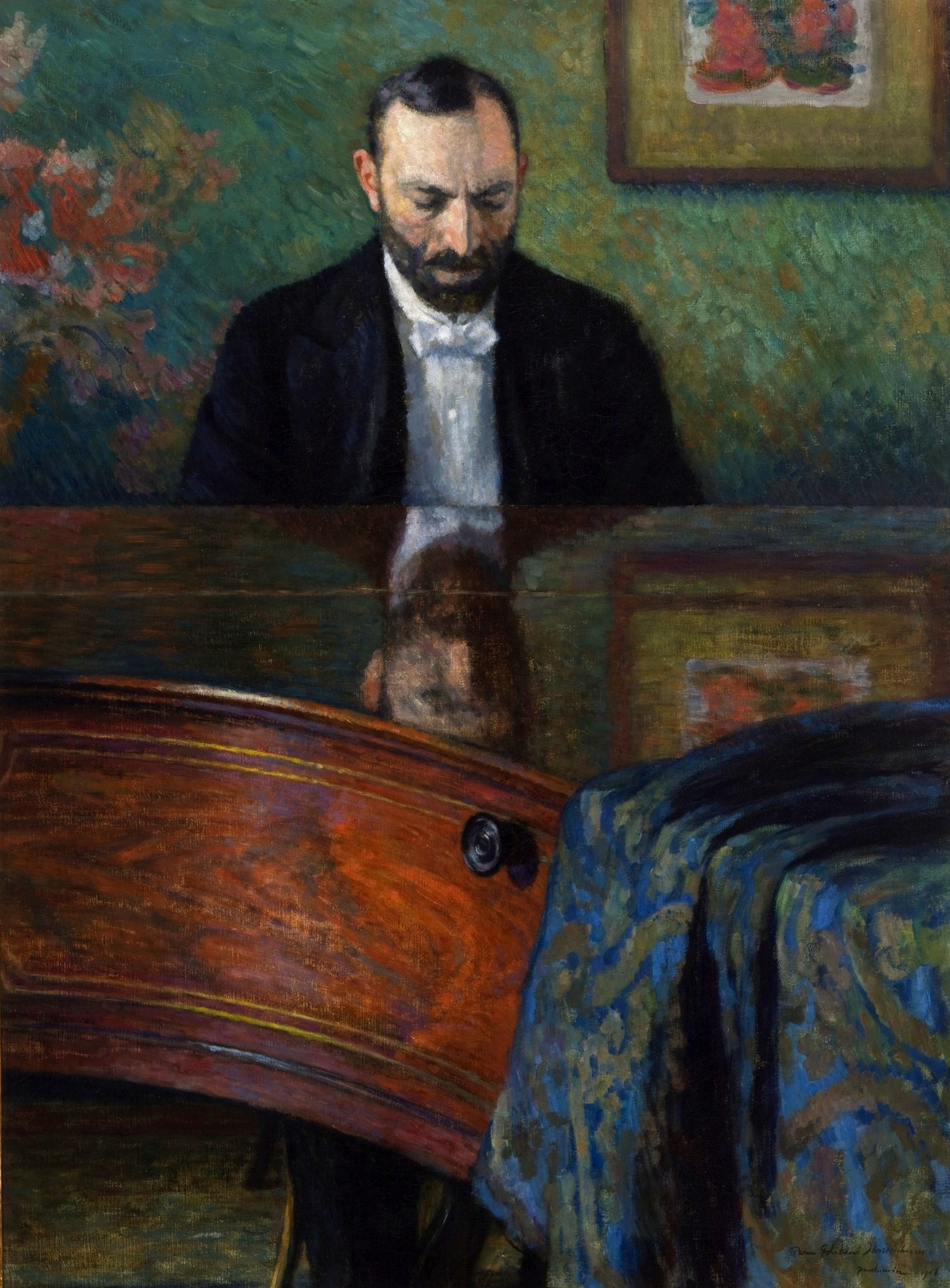
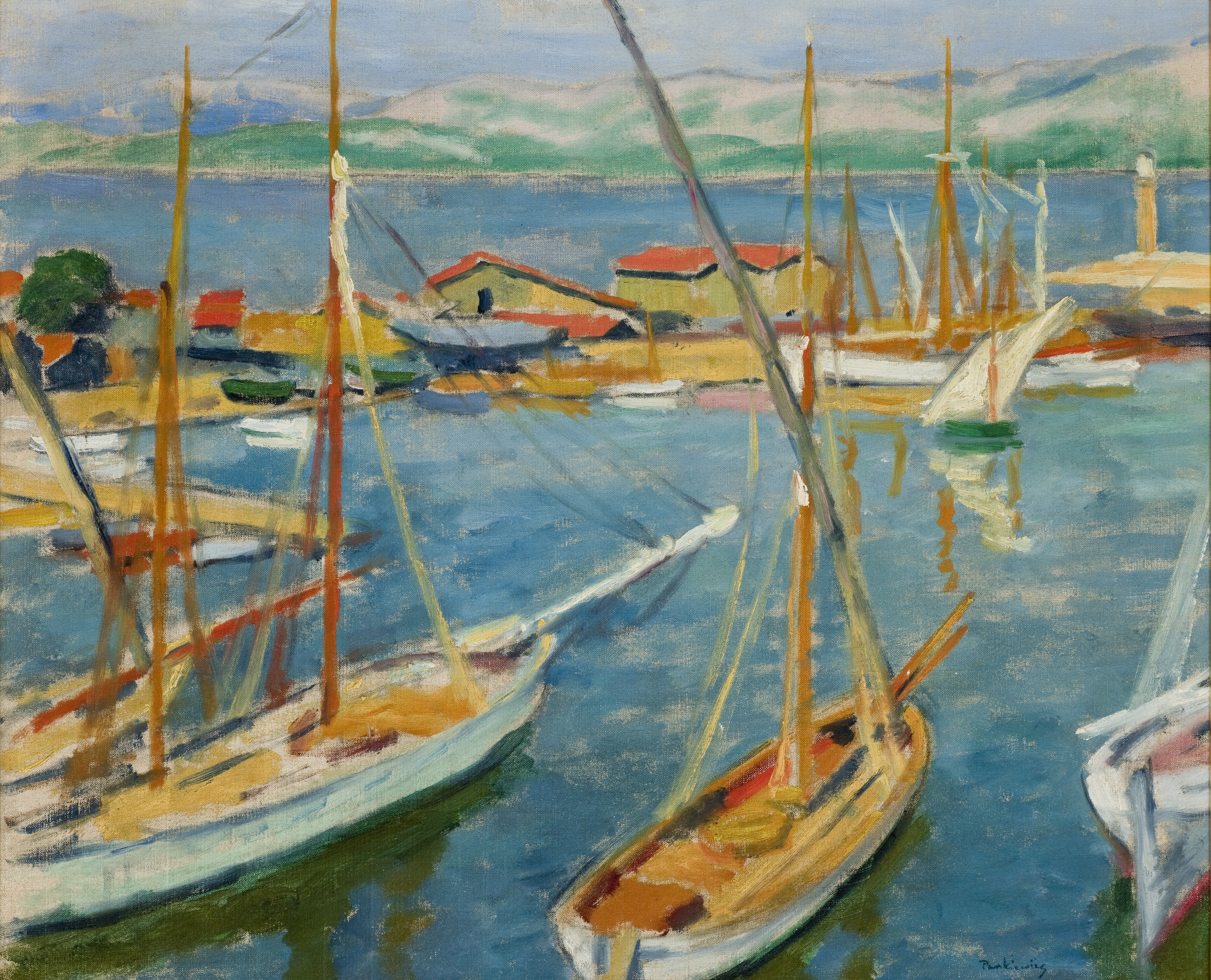

Le réalisme post-impressionniste est représenté par les tableaux de Władysław Ślewiński (1856-1918), 

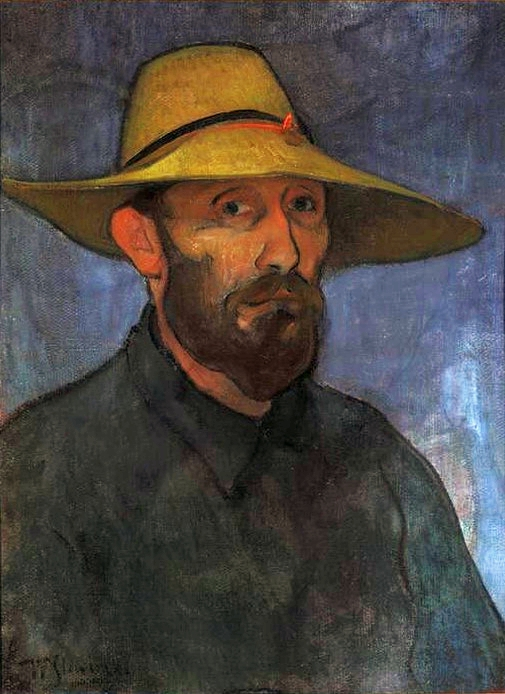
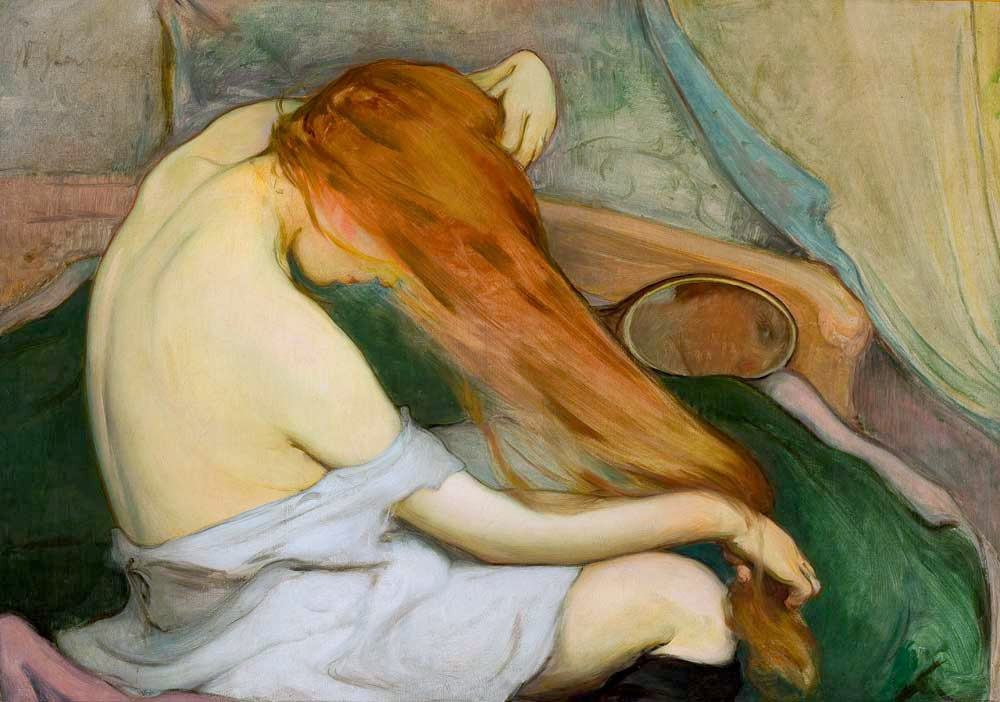
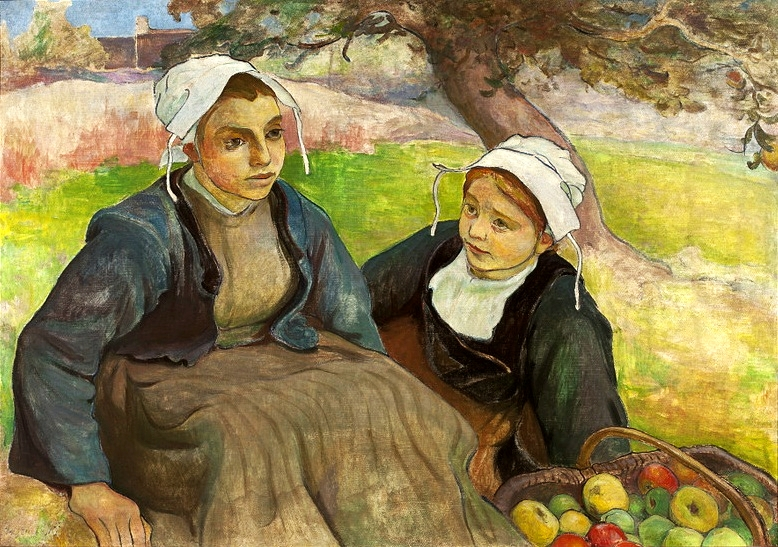
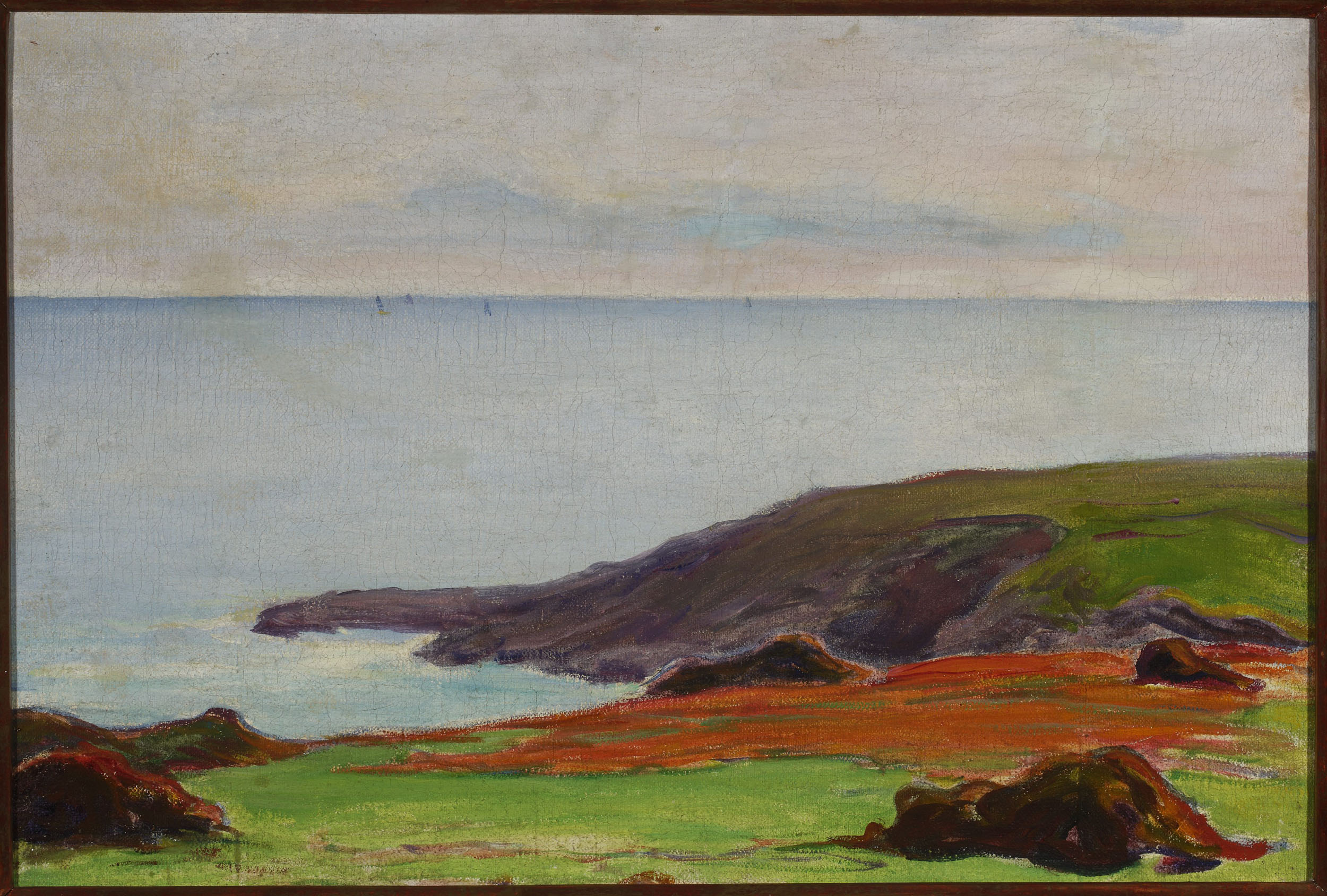
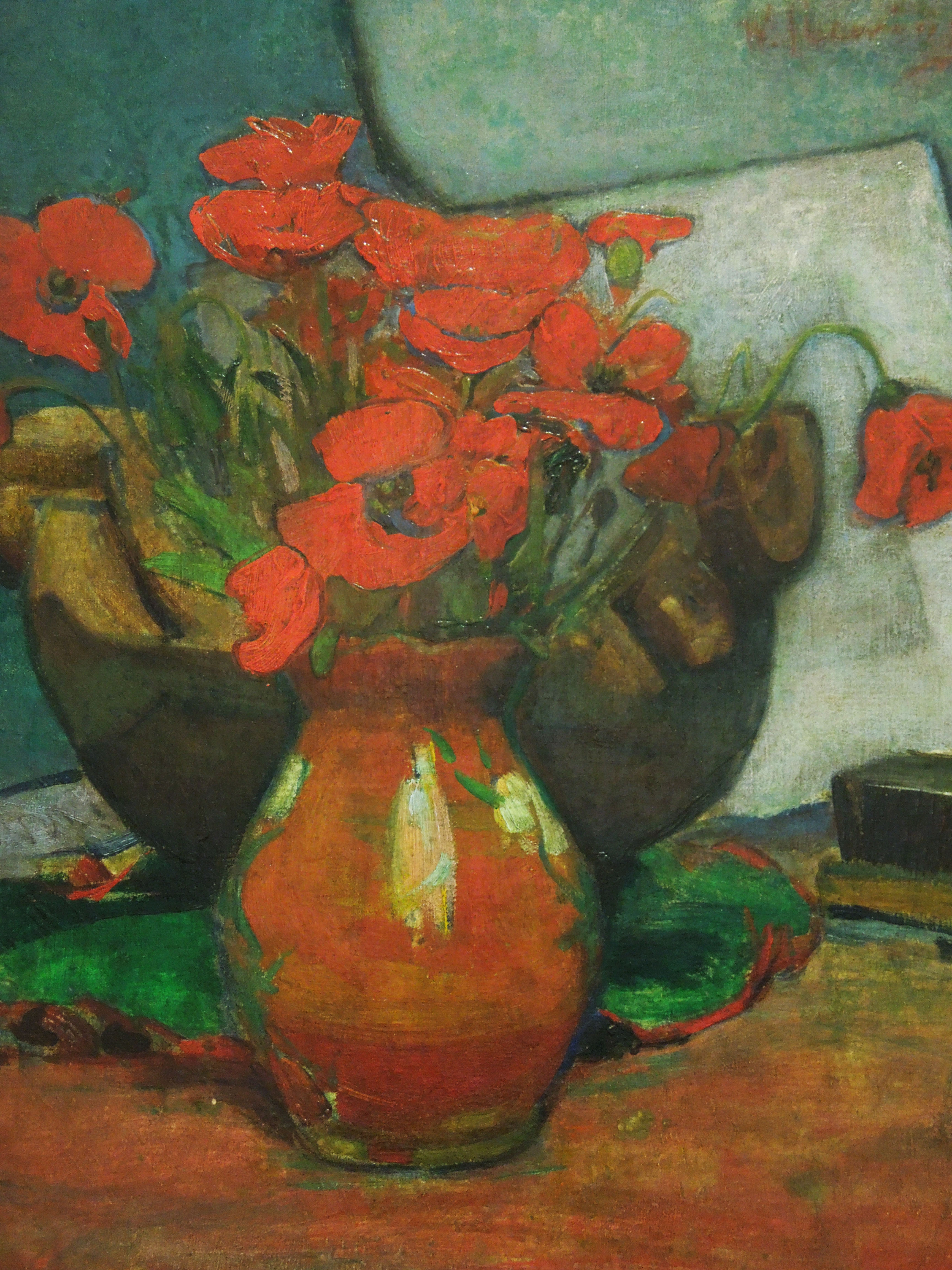
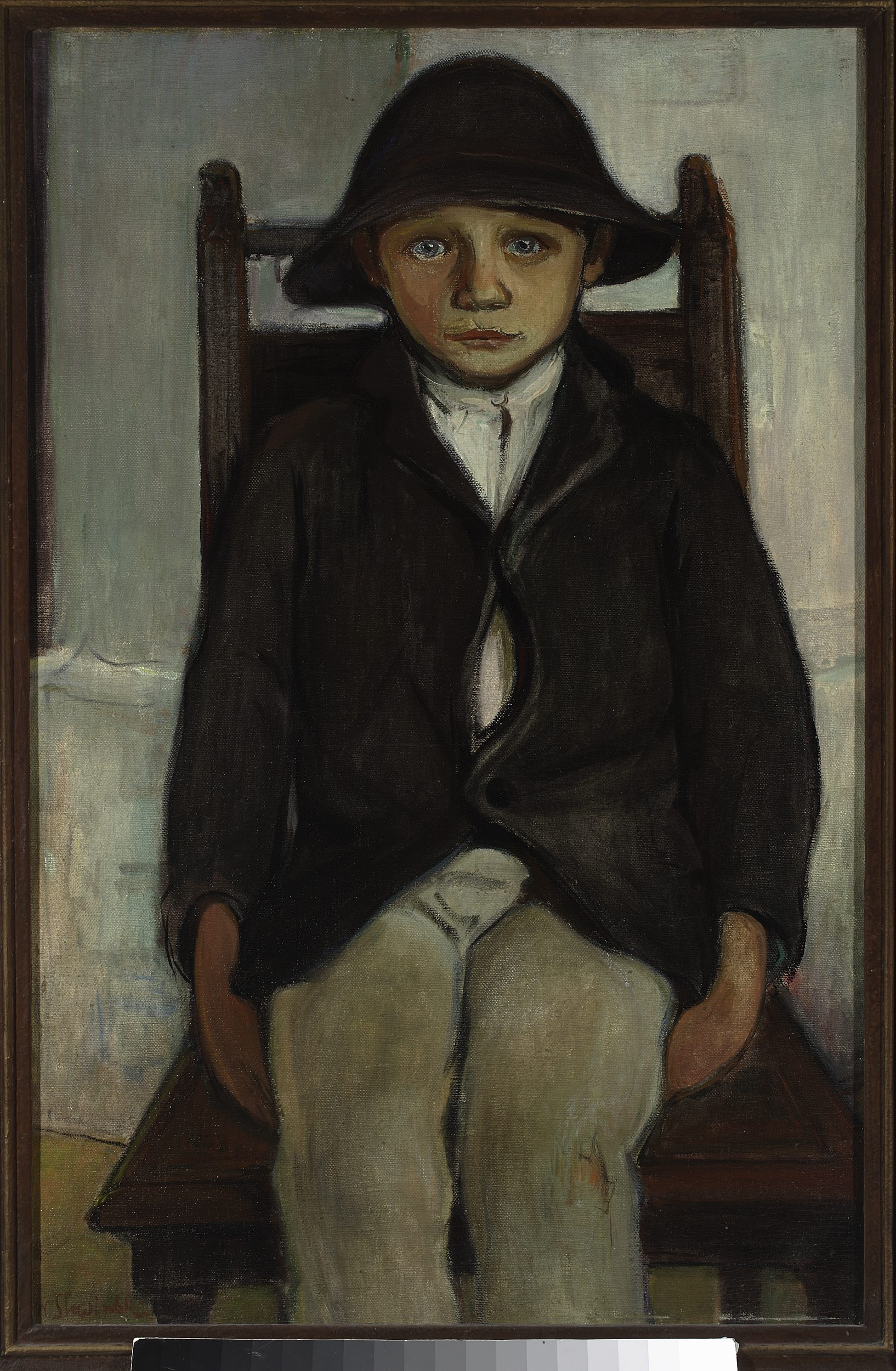
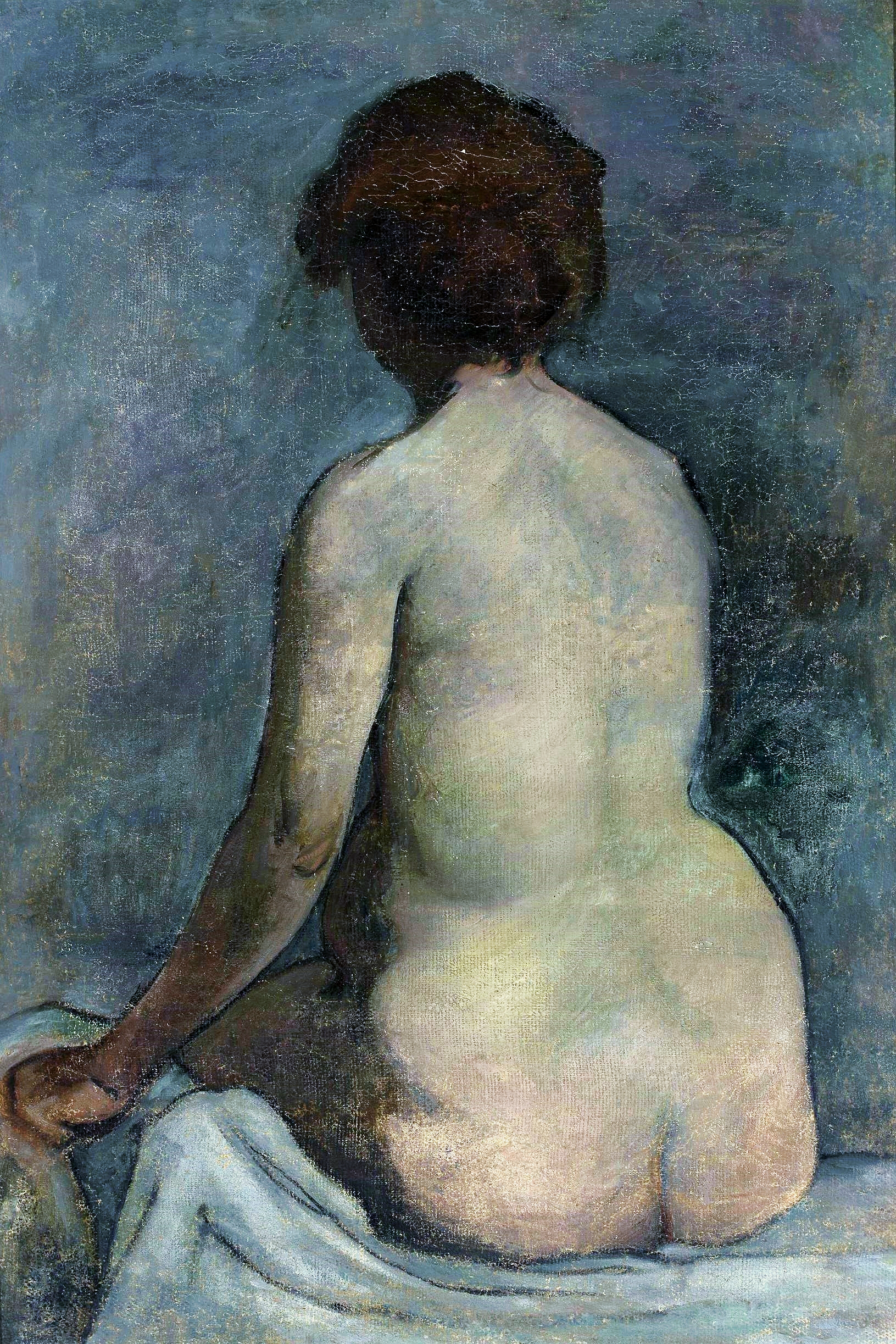

Leon Wyczółkowski (1852-1936),
Ferdynand Ruszczyc (1870-1936), 
et Wojciech Weiss (1875-1950).

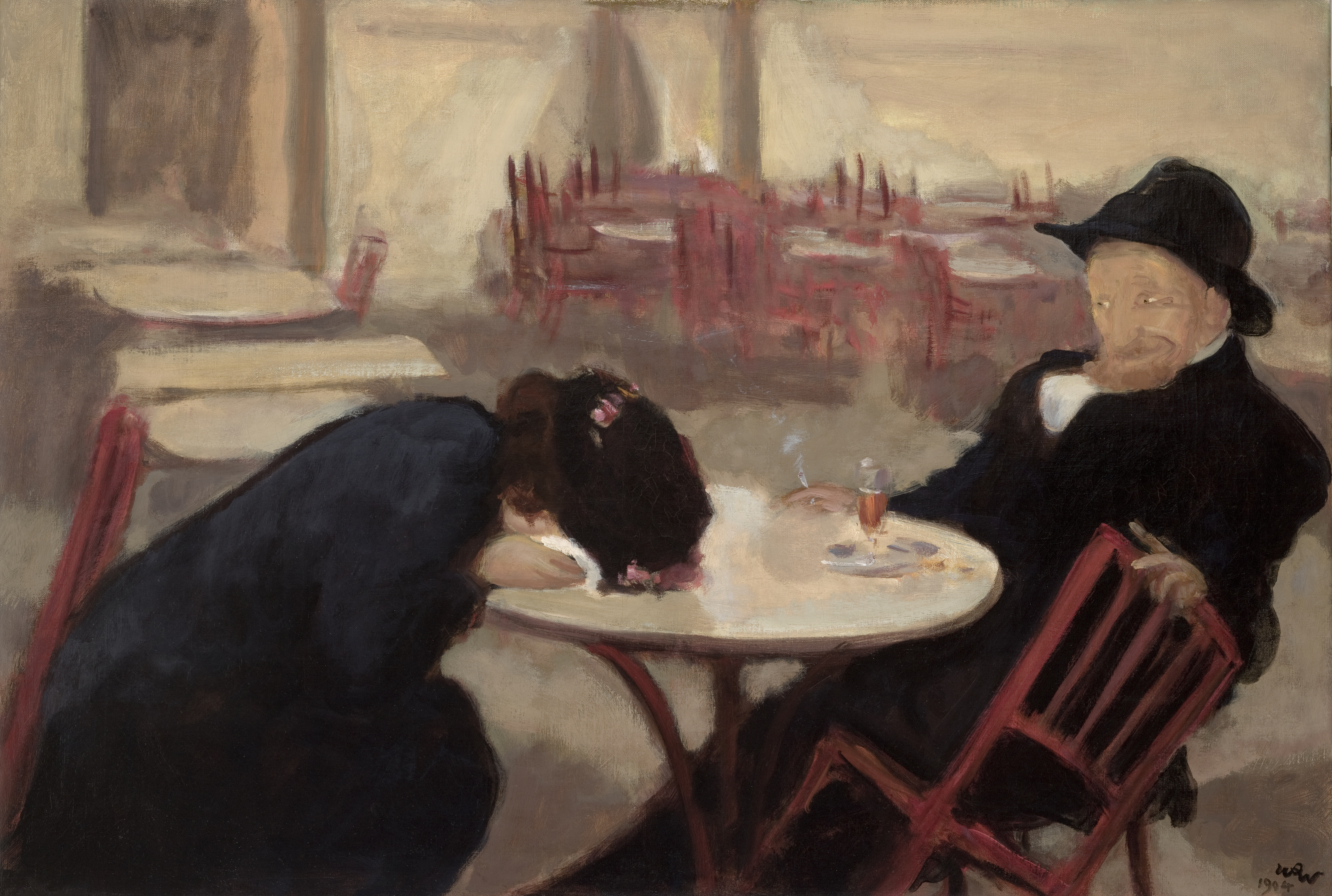
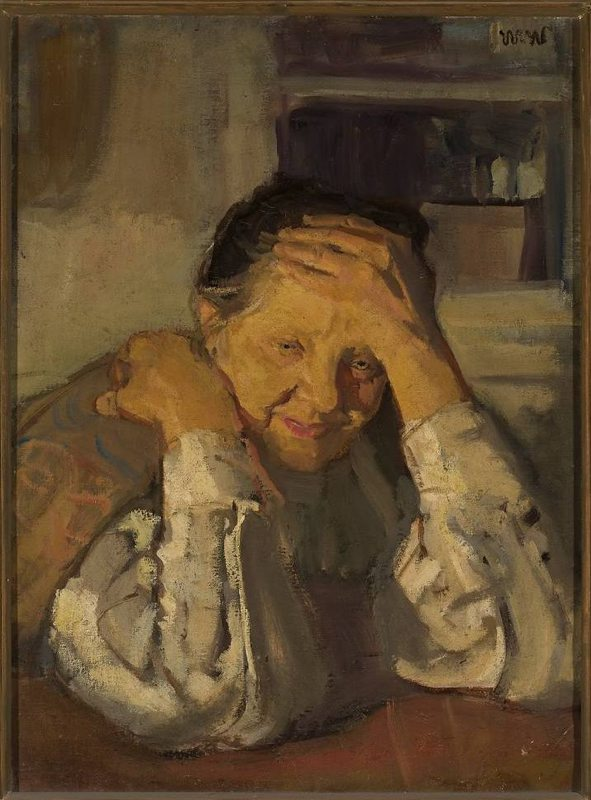
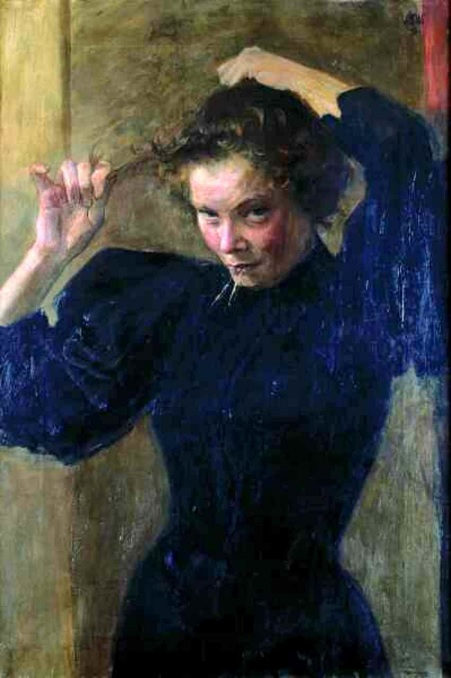
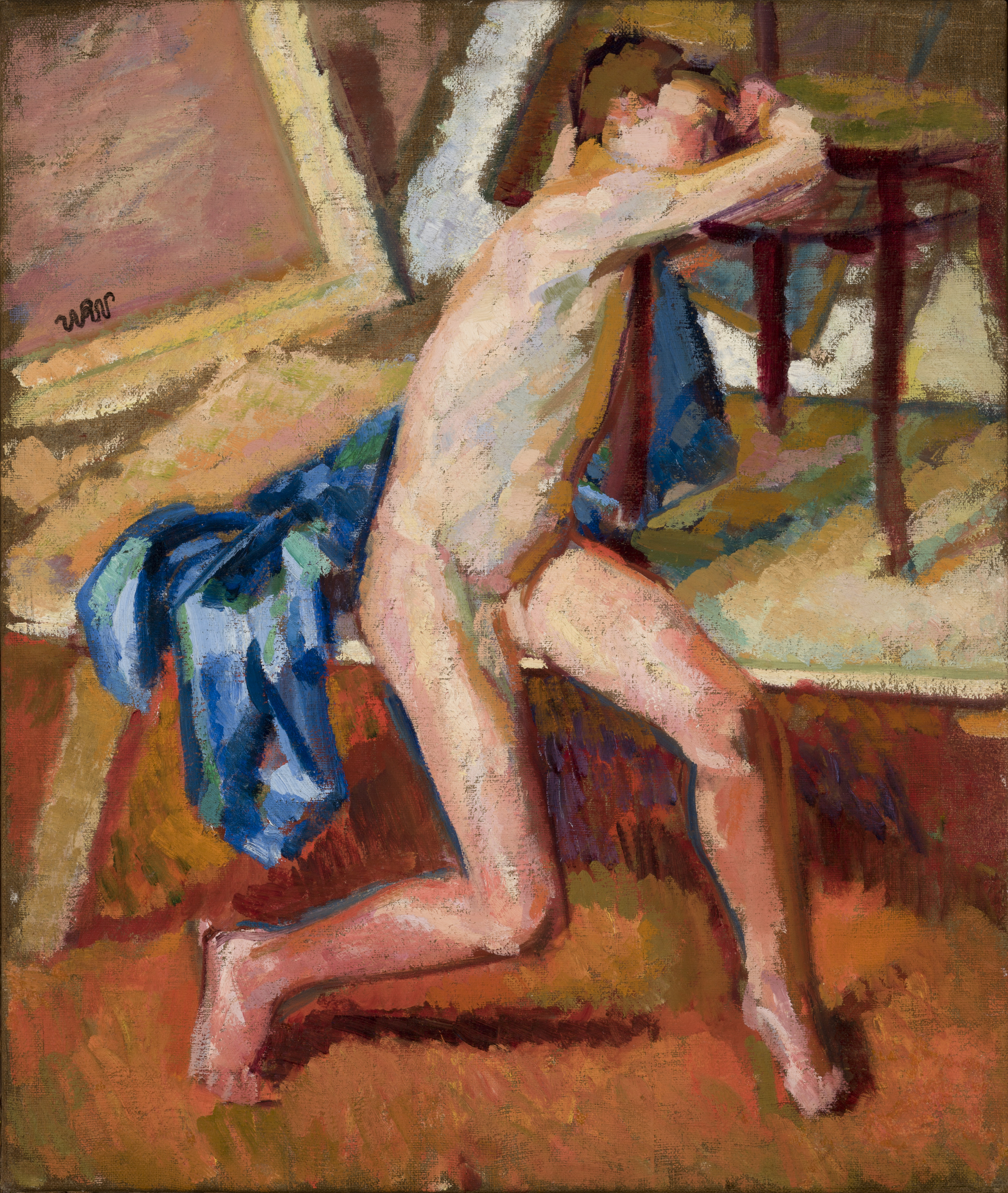
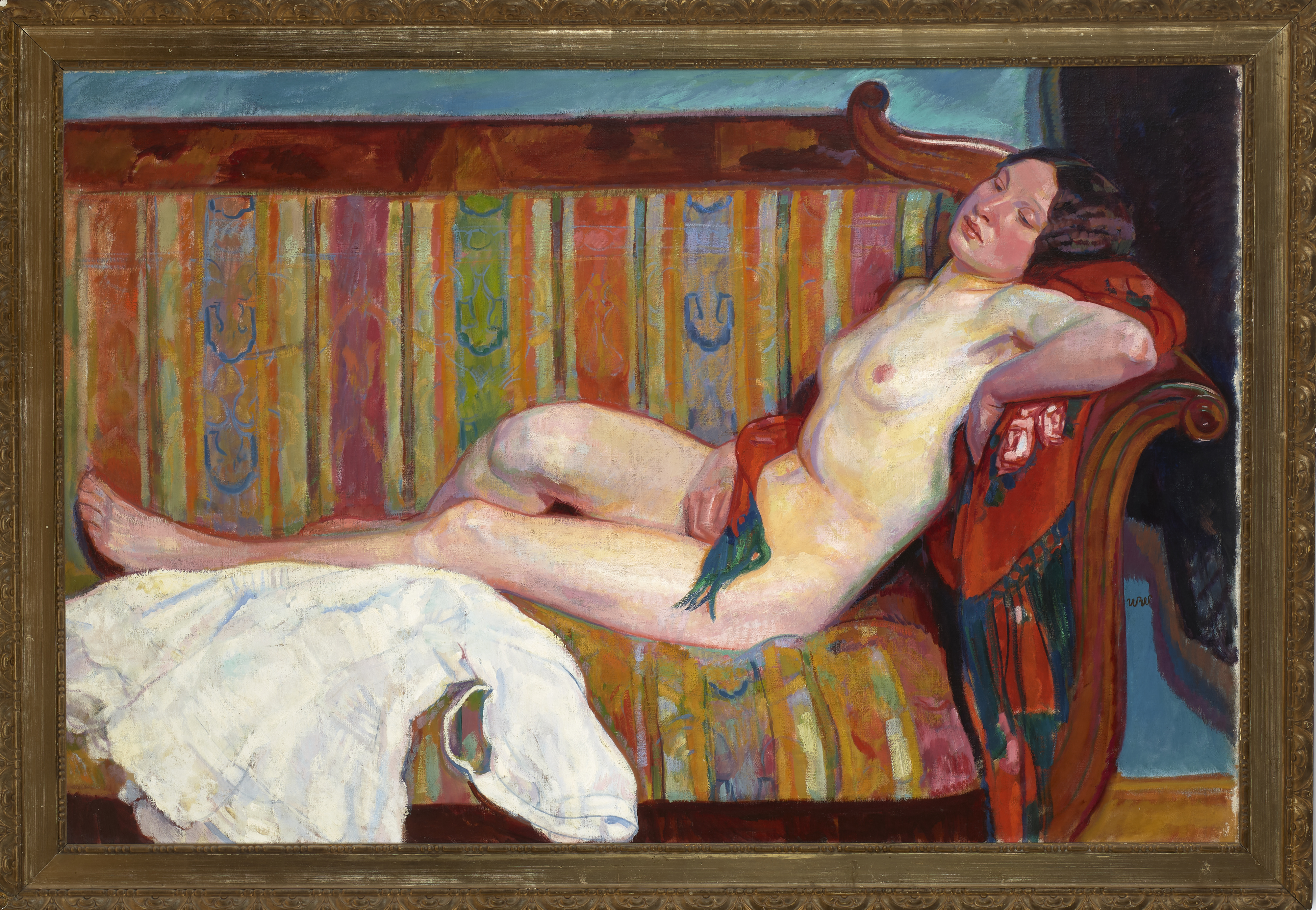

Witold Wojtkiewicz (1879-1909) et Konrad Krzyżanowski (1872-1922) représentent la tendance expressionniste.

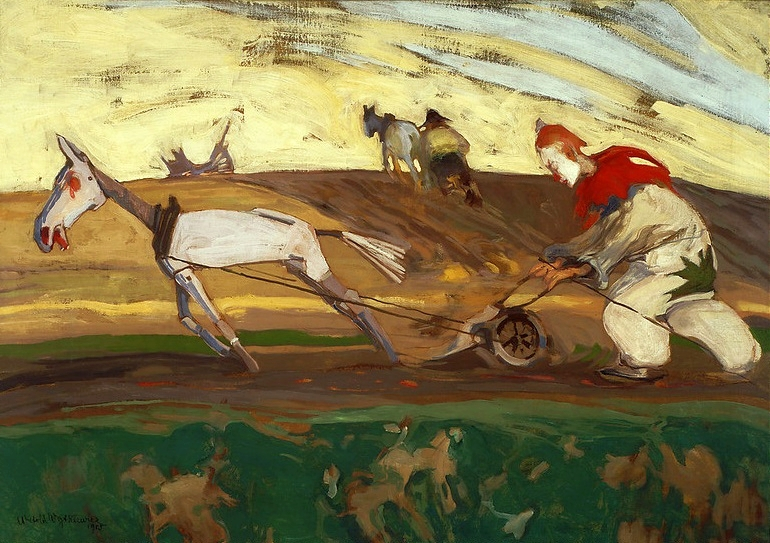
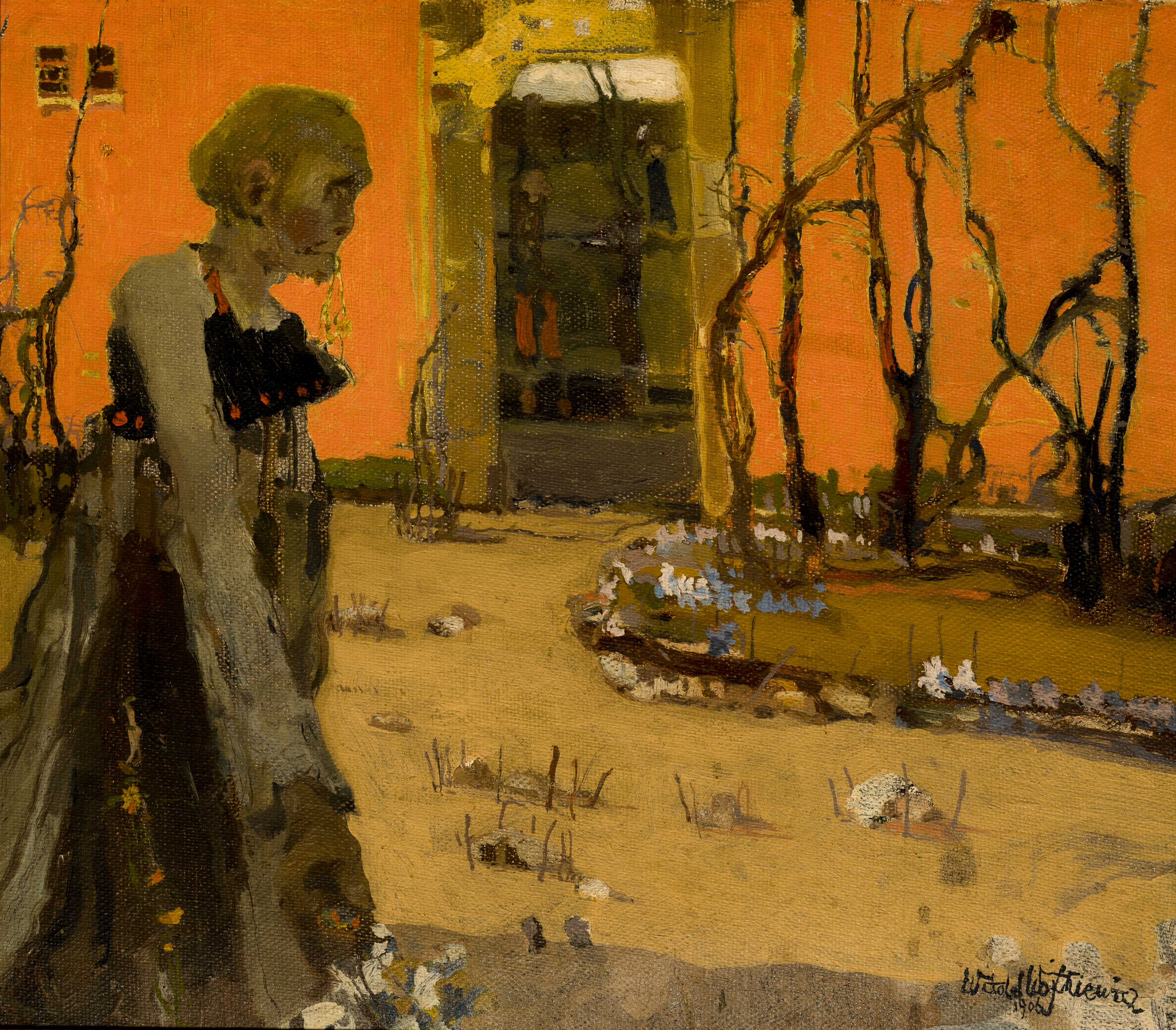
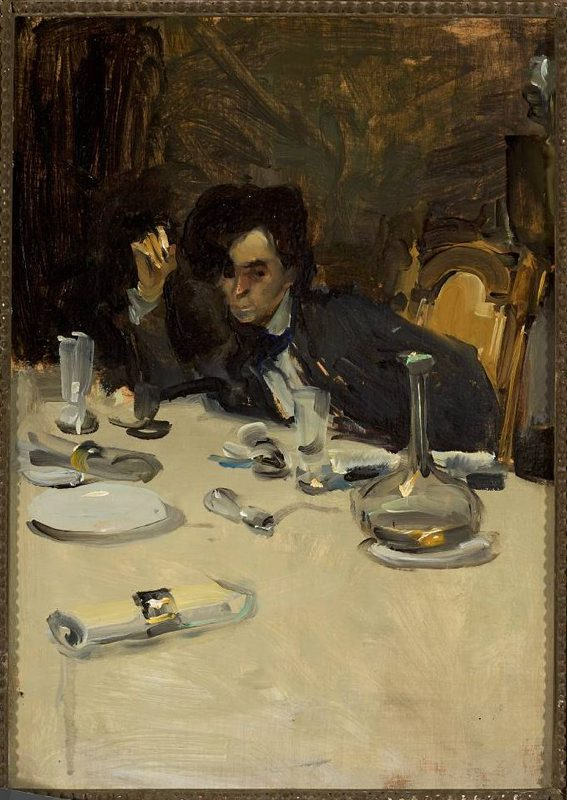
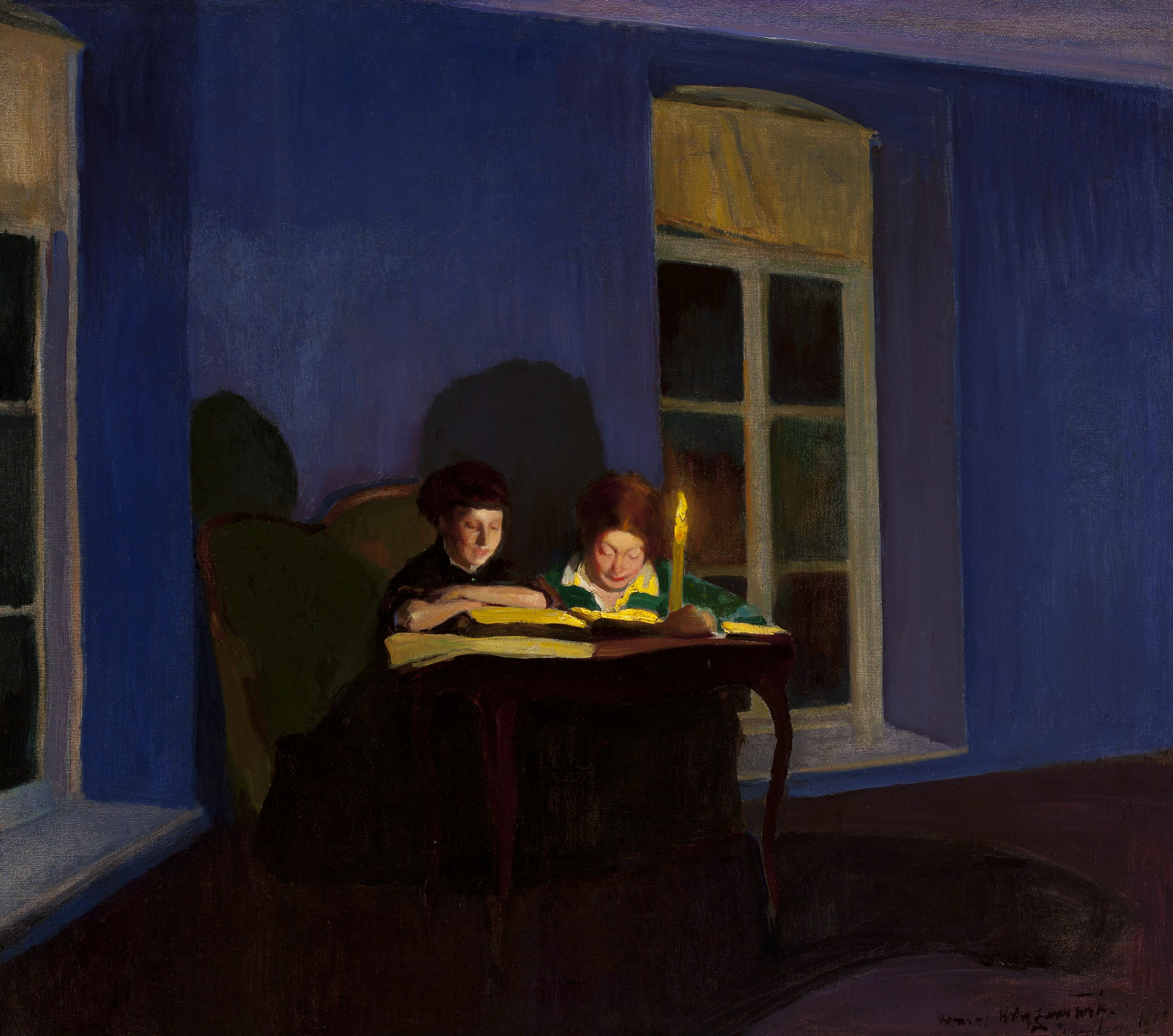
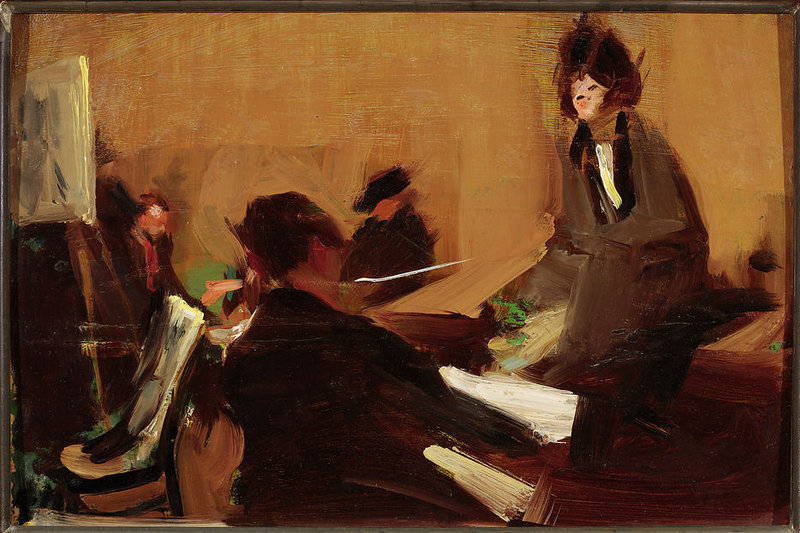
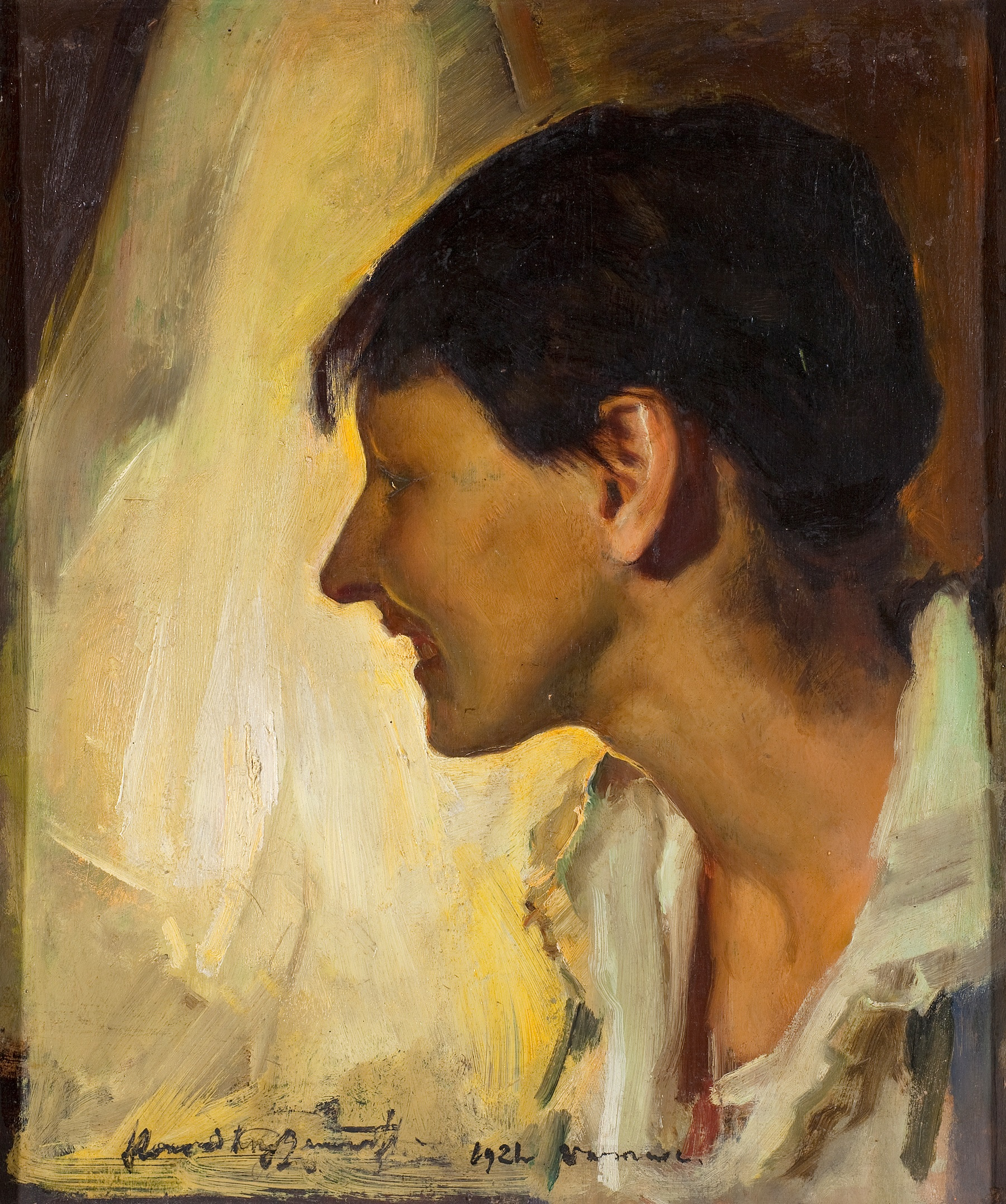

Parmi d'autres peintres de cette période, il convient de citer Stanisław Masłowski, Fryderyk Pautsch, Kazimierz Sichulski, Stanisław Dębicki, Władysław Jarocki, Edward Okuń, Włodzimierz Tetmajer et Jan Stanisławski.

### Sculpture
Les sculpteurs les plus remarquables sont Ksawery Dunikowski, Konstanty Laszczka, Wacław Szymanowski.

### Architecture
En architecture, la recherche d'un style national aboutit à la création du style dit de Zakopane inventé par Stanisław Witkiewicz et le "style manoir" imitant l'architecture des vieux manoirs polonais des XVIIIe et XIXe siècles.
La ville de Cracovie s'embellit grâce aux architectes : Franciszek Mączyński, Tadeusz Stryjeński, Sławomir Odrzywolski, Józef Czajkowski. À Varsovie sont alors actifs Franciszek Lilpop, Karol Jankowski, Dawid Lande et Czesław Przybylski.

### Arts décoratifs
L'époque de la Jeune Pologne connait une renaissance des arts décoratifs. Le mobilier et la décoration intérieure sont l'oeuvre, entre autres, de Stanisław Wyspiański, Józef Mehoffer et Karol Frycz.
On développe la production d'objets métalliques, de céramiques et de verres artistiques, de tissage (notamment la production de kilims), de vitraux.
Les artistes les plus remarquables dans le domaine des arts appliqués sont Józef Czajkowski, Kazimierz Młodzianowski, Karol Homolacs et Ludwik Puget.

## Musique
Les compositeurs de la Jeune Pologne, Karol Szymanowski (1882-1937), Apolinary Szeluto (1884-1966), Grzegorz Fitelberg (1879-1953), Ludomir Różycki (1883-1953) et Mieczysław Karłowicz (1876-1909), sont sous la forte influence du néoromantisme, et notamment des compositeurs étrangers comme Richard Strauss et Richard Wagner et ceux du Groupe des Cinq dont font partie Modeste Moussorgski, Alexandre Borodine, César Cui, Mili Balakirev et Nikolaï Rimski-Korsakov.
Jusqu'à la Première Guerre mondiale, le groupe de la Jeune Pologne organise des concerts communs et la publication d'œuvres.